# 여고추리반
《여고추리반》은 대한민국의 티빙 오리지널 예능 프로그램이다. 정종연 PD의 첫 티빙 오리지널 작품이며, 박지윤, 장도연, 재재, 비비, 최예나가 출연한다. 1주일에 2화씩 금요일 오후 4시에 공개되었으며, 총 16부작이었다. 시즌 1은 높은 인기를 받았다. 2021년 3월 20일, 시즌 2 제작이 확정되었다.
출연자들이 여고에 모인 추리반이어서 학교에서 일어난 사건들을 해결한다는 컨셉으로 진행한다. 방송되는 가상의 학교의 이름은 새라 여자 고등학교이다. 옴니버스 형태로 각각의 에피소드들에 별 접점이 없는 대탈출과 다르게 모든 에피소드가 접점이 있다. 정종연 PD는 '콘솔게임에 있는 '캠페인 모드'를 생각하시면 좋겠다. 게임에 던져진 플레이어가 하나씩 시나리오를 스스로 벗겨나가는 진행이다.'라고 말했다.
시즌 1은 2021년 1월 29일부터 2021년 3월 19일까지 공개되었으며, 높은 인기를 받았다. 시즌 1의 마지막 화가 공개된 다음 날인 2021년 3월 20일, 시즌 2 제작이 확정되었다. 시즌 2는 2021년 12월 24일 TVING을 통해 공개되었으며, 본격적인 에피소드는 2021년 12월 31일 공개본부터다.
정종연 PD는 여고에서 진행하는 이유가 "대탈출 시즌 1에 태양 여고라는 여고가 등장하는 에피소드에서 이야기와 아이템이 풍부한 배경이라고 생각했다."고 밝혔다.
티빙의 운영사인 CJ E&M은 JTBC와 협력해 합작 법인으로 자체 콘텐츠 제작을 발표하였는데, 여고추리반은 첫 번째 자체 콘텐츠이다.

## 역사

### 시즌 1
2020년
- 12월 24일, tvN 유튜브에서 진행된 정종연 PD 라이브에서 티저가 공개됐다.[16] 해당 라이브에서 여고추리반을 만든 이유가 대탈출을 연출하면서 심의에 많이 얽매이다보니 자유로운 OTT에서 연출해보고 싶다고 했다.[16]
- 12월 28일, 포스터가 공개되었다.[17]
- 12월 29일, TVING 유튜브 채널에 예고편이 공개되었다.[18]

2021년
- 1월 8일, 첫 방송일이 2021년 1월 29일로 발표되었다.[19] 동시에 새 포스터도 공개되었다.[20]
- 1월 11일, 네이버 TV 티빙 채널에 여고추리반 선공개가 공개되었다.[21]
- 1월 15일, 티빙 인스타그램에 에어팟 프로, 교촌치킨 허니콤보 웨지상자세트 등을 증정하는 '여고추리반 추리력 테스트'를 진행한다는 내용의 게시물이 올라왔다.[22][23]
- 1월 18일, 인스타그램에 오후 2시에 여고추리반 제작 발표회가 온라인으로 열린다고 게재되었으며[24][25], 학생증 컨셉의 새 포스터가 공개되었다.[26][27] 여고추리반에서 제작 발표회에서 여고추리반 공식 예고편이 공개되고, 유튜브 티빙 채널에 공식 예고편이 업로드되었다.[28][29][30] 그 후 네이버 TV 티빙 채널과 유튜브 티빙 채널에 공식 예고편이 업로드되었다.[31][32][33][34]
- 1월 22일, 티빙 인스타그램에 여고추리반 출연자의 프로필이 공개되었다.[35] 동시에 티빙에 가입하고 여고추리반 프로필을 캡처해서 응모하면 추첨으로 여고추리반 출연자들의 싸인을 증정하는 이벤트도 공개되었다.[35]
- 1월 25일, 네이버 TV 티빙 채널에 선공개되었다.[36][37]
- 1월 28일, 네이버 TV에서 여고추리반 1회, 2회를 연달아서 공개하는 사전 라이브 시사 이벤트가 진행된다.[38] 이후 21시 30분에는 티빙에서도 라이브 시사가 진행된다.[39]
- 1월 28일, 출연자 재재가 운영하는 유튜브 채널 문명특급 167회에서 다음 회에 여고추리반 멤버들이 출연한다는 것이 공개되었다.[40]
- 1월 31일 일요일 오후 8시 30분, 유튜브 티빙 채널에서 여고추리반의 멤버들이 모두 출연하는 '방과 후 특별수업 라이브'가 진행된다.[41]
- 2021년 1월 29일부터 2021년 2월 10일까지 여고추리반 오픈 이벤트로 티빙 1개월 이용권을 무료로 증정하는 이벤트를 공개했다.[42]
- 2021년 1월 29일, 여고추리반의 PD인 정종연의 연출작과 관련된 퀴즈를 맞히면 추첨을 통해 선물을 증정하는 '정종연 유니버스 찐팬 테스트' 이벤트가 공개되었다.[43]
- 1월 31일 일요일 오후 8시 30분, 유튜브 티빙 채널에서 여고추리반의 멤버들이 모두 출연하는 '방과 후 특별수업 라이브'가 진행된다.[44]
  - 2021년 2월 3일, 여고추리반 방과 후 특별수업 라이브 시청하는 사진을 찍고, 리뷰와 함께 SNS에 업로드하면 추첨을 통해 여고추리반 엽서세트 + 허니콤보웨지감자세트를 05명에게 증정하는 여고추리반 스트리밍 인증 이벤트가 진행되었다.[45]
  - 스트리밍 진행 중에, 과도하게 화질과 음질이 낮아지는 사건이 발생하였다. 해당 사유로 잠시 스트리밍이 중단되었으며, TVING은 유튜브 커뮤니티에 사과문을 올렸다.[46]
- 1월 31일 일요일 오후 8시 30분, 유튜브 티빙 채널에서 여고추리반의 멤버들이 모두 출연하는 '방과 후 특별수업 라이브'가 진행된다.[47]
  - 2021년 2월 3일, 여고추리반 방과 후 특별수업 라이브 시청하는 사진을 찍고, 리뷰와 함께 SNS에 업로드하면 추첨을 통해 여고추리반 엽서세트 + 허니콤보웨지감자세트를 05명에게 증정하는 여고추리반 스트리밍 인증 이벤트가 진행되었다.[48]
  - 스트리밍 진행 중에, 과도하게 화질과 음질이 낮아지는 사건이 발생하였다. 해당 사유로 잠시 스트리밍이 중단되었으며, TVING은 유튜브 커뮤니티에 사과문을 올렸다.[49]
- 2021년 2월 1일, 티빙 유튜브 채널에 재재의 그림 인터뷰 영상이 공개되었다.[50] 이어 2월 5일에는 비비의 인터뷰 영상이 공개되었다.[51] 2021년 2월 10일에는 최예나의 인터뷰 영상이 공개되었다.[52] 2021년 2월 12일에 박지윤의 인터뷰 영상이 공개되었다.[53]
- 2021년 2월 3일, 여고추리반 03회, 04회 예고편이 공개되었다.[54]
- 2021년 2월 4일, 여고추리반 출연자인 재재가 운영하는 유튜브 채널인 문명특급에 여고추리반 출연자와 정종연 PD가 출연했다. 대략적인 인터뷰 내용은 아래와 같다.[55]
  - 정종연 여고추리반 PD는 문명특급에서의 인터뷰에서 여고추리반 세트에서의 가장 좋아하는 장소는 추리반 동아리실이라고 했다. 또한 같은 인터뷰에서 '여고추리반은 스토리를 하나로 묶었다. 앞에는 가볍게 학교에서 일어날 만할 상황에서 점점 표현이 지나치게 하는 방향으로 할 거라서 겨울에 오싹할 경험을 하고 싶으시다면 여고추리반을 추천한다.'라고 말했다.
  - 여고추리반에 출연하게 된 이유로 최예나는 이전부터 추리물 영화을 즐겨보기도 하고 교복을 입으니 학교에 가는 것 같았다.고 말했다.
  - 각 멤버별 능력에 관해서는 박지윤은 종합적 사고 능력, 장도연은 천장에 손이 닿는 능력, 비비는 창의적 사고 능력, 재재는 탁월한 암기 능력, 최예나는 간식 제공 능력이라고 말했다.
  - 포스터에 칼로 어느 한 사람의 사진이 잘려 있는데 누구일 것이라는 질문에는 최예나는 누군가 악감정이 있어서 그랬다고 말했다. 박지윤은 졸업 앨범에 사진이 잘려 있다는 말은 졸업을 못한다는 말이라고 답했다.
  - 학교의 악의 축은 누구일까에 대한 답에는 박지윤은 교장 선생님, 최예나는 출연자들을 자꾸 감시하는 독고문 실장이라고 말했다. 최예나의 답변에 비비는 독고문 실장의 눈에는 선함이 있다며 외국인 영어 교사 조지 부시맨일 것이라고 답했다. 비비에 답변에 박지윤은 조지 부시맨이 왜 있는지 모르겠다고 답변했다.
  - 오늘 문명특급을 촬영한 소감을 물었다. 박지윤은 '4050 아래로 저를 아는 사람이 점점 줄여들고 있다. 어린 친구들에게 인지도를 높였다는 측면에서 너무 좋다.', 최예나는 '언니들이랑 나오게 되어서 너무 좋고 우리들의 케미를 기대해 달라.'고 답했다.
- 2021년 2월 6일, 여고추리반 출연자 중 재재와 최예나가 도레미 마켓에 출연했다.[56]
  - 예고편놀토패치선공개 1선공개 2
  - 2021년 2월 5일, 설문지[57]에 있는 간단한 퀴즈를 풀고 놀라운 토요일 유튜브 채널을 구독한 뒤 댓글에 참여 완료라고 남기면 추첨을 통해 재재와 최예나의 폴라로이드 사진, 사인을 증정하는 이벤트가  공개되었다.[58]</ref>[ 설문지 아카이브</ref>
- 2021년 2월 10일, 여고추리반 05회, 06회 예고편이 공개되었다.[59]

- 2021년 2월 16일, 여고추리반 굿즈 소식가 판매된다고 TVING 산하 굿즈 쇼핑몰인 티빙몰이 발표했다. 자세한 내용은 아래 여고추리반#굿즈 문단 참고.
- 2021년 2월 19일, TVING 인스타그램에서 여고추리반 스트리밍을 하는 화면을 찍어 SNS에 업로드하면 추첨을 통해 30명에게 엽서 세트를 증정하는 ‘어게인 스트리밍 인증 이벤트’가 공개되었다.[60]
- 2021년 3월 18일, 여고추리반 정주행 인증 사진을 인스타그램에 인증하면 추첨을 통해 새라여고 교복 가디건과 새라여고 뱃지를 각각 3명, 10명에게 증정하는 이벤트가 공개되었다.[61][62]
- 3월 20일, 여고추리반 시즌2 제작을 확정했다.[63][6]
- 2021년 7월 21부터 매주 수, 목 밤 10시 30분에 tvN에서 여고추리반 리마스터본이 방영된다.[64][65]
- 2021년 10월 15일, 여고추리반2는 2021년 연말에 방송한다고 공개되었다.[66]
- 2021년 12월 31일, 여고추리반 시즌2가 첫 방송한다.[67]

### 시즌 2
- 2021년 3월 20일, 스포TV에서 여고추리반2 출연진 그대로 확정이라는 기사를 내어 여고추리반2가 확정되었다.[68]
- 2021년 10월 15일, DTCU YouTube 채널에 '대탈출 & DTCU Thanks To 스페셜' 영상에서 정종연 PD가 '여고추리반2는 연말에 할 예정.'이라고 말해 2021년 연말에 방영 예정이 확정되었다.[69]
- 2021년 11월 22일. 여고추리반2 2021년 12월 31일 방영이 확정되었다.[70]
- 2021년 11월 30일, DTCU YouTube 채널에 여고추리반2 공식 예고편이 공개되었다.[71]
- 2021년 12월 1일, 여고추리반2 1차 포스터가 공개되었다.[72]
- 2021년 12월 3일, 여고추리반2 2차 포스터가 공개되었다.[73]
- 2021년 12월 9일, 여고추리반 팬아트를 그려 해시태그(여고추리반2, 여추반사생대회)와 함께 게시하면 추첨을 통해 여고추리반 멤버 폴라로이드 세트 + TVING 프리미엄 1개월 이용권(대상, 1명), 싸인 포스터(우수상, 5명), 스타벅스 기프티콘(아차상, 10명)을 증정하는 여고추리반 배 팬아트 사생대회가 공개되었다.[74]
- 2021년 12월 10일, 여고추리반2 3차 포스터가 공개되었다.[35]
- 2021년 12월 12일, 박지윤의 포스터가 공개되었다.[75]
- 2021년 12월 14일, 장도연의 포스터가 공개되었다.[76]
- 2021년 12월 15일, 재재의 포스터가 공개되었다.[77]
- 2021년 12월 16일, 비비의 포스터가 공개되었다.[78]
- 2021년 12월 18일, 최예나의 포스터가 공개되었다.[79]
- 2021년 12월 18일, 여고추리반2 2차 티저가 공개되었다.[80]
- 2021년 12월 18일, 재재, 비비, 최예나가 여고추리반 컨셉으로 촬영한 아는 형님이 방영되었다.[81]
- 2021년 12월 21일, 3차 티저가 공개되었다.[82]
- 2021년 12월 21일, 여고추리반 퀴즈 이벤트가 공개되었다. 여고추리반 출연진들이 이구동성 퀴즈 문제를 내고, 팬들이 맞추는 방식이다.[83]
- 2021년 12월 24일, 여고추리반2 사전 만남이 공개되었다.[84]
- 2021년 12월 27일, 여고추리반 출연진, 정종연 PD가 출연하고 박경림이 진행을 맡은 여고추리반2 제작발표회가 진행되었다.[85]
- 2021년 12월 31일, 여고추리반2 01화 선공개가 TVING YouTube 채널에서 공개되었다.[86]
- 2021년 12월 31일, TVING에서 여고추리반2 01화가 공개되었다.[87]
- 2022년 1월 4일, 01회에서 했던 방식처럼 실시간 스트리밍으로 첫 공개하고 17시에 VOD를 공개하는 방식이 시즌 전체에 적용되기로 확정되었다.[88]
- 2021년 1월 7일, 여고추리반2 02회가 공개되었다.[89]
- 2022년 1월 14일, TVING에서 여고추리반2 03회가 공개되었다.[90]
- 2022년 1월 21일, TVING에서 여고추리반2 04회가 공개되었다.[91]
- 2022년 1월 28일, TVING에서 여고추리반2 05회가 공개되었다.[92]
- 2022년 2월 4일, TVING에서 여고추리반2 06회가 공개되었다.[93]
- 2022년 2월 11일, TVING에서 여고추리반2 07회가 공개되었다.[94]
- 2022년 2월 17일, DTCU YouTube 채널에서 여고추리반2 비포&애프터 영상이 공개되었다.[95]
- 2022년 2월 18일, 여고추리반2 08회가 공개되었다.[96]
- 2022년 2월 25일, 여고추리반2 코멘터리가 공개되었다.[97]
- 2022년 6월 12일부터 2022년 7월 31일까지 여고추리반2가 tvN에서 매주 일요일 22시 50분에 방영되었다.[98]

## 설정

### 시즌 1
출연진들이 전학을 왔다는 설정으로 전학 온 새라 여자 고등학교는 충청남도 웅산군에 위치한 사립계 고등학교이다. 새라 여자 고등학교는 특출한 학생들만을 모아 모두 명문대에 진학시킨다.
새라 여자 고등학교는 미래를 예언하는 '초인간'을 만드는 것을 목표로 하는 단체인 '초인간연구회'에 의해 운영된다. 초인간연구회는 초인간을 만들기 위해 특출난 능력을 가진 학생들에게 초록색 약을 먹인다.

#### 새라 여자 고등학교 역사
- 1990년 3월 : 새라 여자 고등학교 개교.
- 1991년 1월 9일 : 가스 폭발 사고 발생. 전원 사망.
- 1991년 1월 10일  : 유일한 생존자였던 'ㄷ양' 구조.
- 1991년 1월 12일 : 'ㄷ양' 사망.
- 1991년 1월 19일 : 유가족에 1억원씩 보상.
- 1991년 1월 25일 : 합동영결식 진행.
- 1991년 2월 : 새라 여자 고등학교 폐교.
- 2018년 3월 : 새라 여자 고등학교 재개교.
- 2021년 1월 25일 : 새라 여자 고등학교 폐교.

#### 시설
- 1층 본관
  - 교장실
  - 행정실
  - 관리인실
  - 도서실
  - 상담실
  - S반
  - 방송부
  - 보안실
- 2층 본관
  - 교무실
  - 2학년 1반
  - 2학년 2반
- 본관 옥상
  - 추리반 동아리실
  - 시계탑
- 별관
  - 급식실
  - 매점
  - 급식실 뒤 비밀 통로
  - 제조실
  - CCTV실
- 지하 벙커
- 심화학습동

#### 등장 인물
- 교사
  - 교장 : 유학식 - 뇌과학 부분 실험에서 대상을 받았다. 지역 정치인과 만남이 잦으며, 웅산경찰서와 자매결연을 맺었다. 초인간연구회 2기 대외팀원이다.
  - 교감 : 전원숙 - 초인간연구회 2기 연구팀이다.
  - 2학년 2반 담임, 문학 교사 : 민정음 - 건망증이 있다. 초인간연구회 2기 지원팀이다.
  - S반 담임 : 구연산 - 초인간연구회 2기 지원팀이다.
  - 영어 회화 담당 원어민 교사 : 조지 부시맨 - 올바른 '인사'를 강조한다. 장도연은 '외꼰(외국 꼰대)라고 평했다. 초인간연구회 2기 대외팀이다.
  - 사서 : 문헌정
  - 지리 담당 : 김정호 - 초인간연구회 회장이다. 스스로 추리반 동아리 담당이라 말했으나 거짓말이다. 초인간연구회 1기 회장의 손자이다.
  - 1학년 1반 담임, 물리 교사 : 박고다
  - 3학년 1반 담임, 수학 교사 : 정석
  - 3학년 2반 담임, 한문 교사 : 천자문
  - 화학 교사 : 이원소
  - 1학년 2반 담임, 한국사 교사 : 설민서
  - 보건교사 : 최송화 - 초인간연구회 2기 연구팀이다.
  - 기간제 교사 : 전해진 - 추리반 담당이었다. 2020년 12월 22일 다른 학교로 전근갔다.
  - 실장 : 독고문 - 얼굴에 길쭉한 흉터가 있으며, 출연진들과 S반을 자주 감시한다. 삽을 들고 다닌다. 교장실에 자주 출입한다.
- 학생
  - 1학년 1반
    - 노다희

  - 2학년 1반
    - 나애리
    - 고인혜

  - 2학년 2반
    - 박지윤
    - 장도연
    - 재재
    - 비비
    - 최예나
    - 안경희 : 반장.
    - 강지수(배우 임유진)[99] : S반 합격자.
    - 장수연 : S반 합격자.

  - 3학년
  - 3학년 S반
    - 추희선
    - 김현아
    - 장희경
    - 김혜빈
- 기타
  - 장병준 : 경찰
  - 피자 배달부
  - 매점 주인 부부
  - 구민고 : 대박사건 24시 PD.
  - 김동(출연 김동현) : SSA 요원.

## 에피소드

### 시즌 1
| 번호 | 제목              | 본 방송 날짜    |
| --- | ----------------- | --------------- |
| 01 | "여고추리반 1회"  | 2021년 1월 29일 |
| 출연진들은 학교 정문 앞에 내려 정문을 통과해 학교로 들어갔다. 학교 문 앞에는 교감이 기다리고 있었다. 교감은 출연진들에게 반갑다고 하며 학교 자랑을 하며 학교로 들어갔다. 학교에서는 심화학습동 신축공사가 진행되고 있었다. 학교 밖에는 의문의 박스가 가득 쌓여 있었다. 학교로 들어가서 교장실로 갔다. 교장실에는 경찰과 교장이 대화를 나누고 있었다. 경찰이 나가고, 교장은 학생들에게 ‘새라여자고등학교는 뛰어난 영재들을 모으기 위해 많은 노력을 했다. 많은 학생들이 경시대회를 휩쓸었고, 세계 최대 대학에 입학할 예정이다. 우리 학교에는 특출난 학생들만을 모아놓은 S반이 있다. 이 반에 들어가기만 하면 수능 만점은 식은 죽 먹기이다. 지금 공사중인 심화학습동은 S반을 위한 건물이다.'라고 했다. 교장실을 나와서 교무실로 들어갔다. 교무실 문에는 페인트가 칠해져 있었다. 곧바로 험상궂은 얼굴을 한 남자가 나갔다. 교감은 출연진들을 책상에 앉으라고 했다. 잠시 후 피자 배달이 왔다. 교감은 나갔다. 교감이 나가자 출연진들은 교무실을 둘러보았다. 그때 사서 교사 '문헌정'이 와서 출연진에게 짐 옮기는 것좀 도와달라고 했다. 출연진들은 밖으로 나왔다. 출연진들이 밖으로 나가자마자 한 여학생이 문헌정에게 인사를 하면서 교무실로 들어갔다. 출연진들은 밖으로 내려갔고, 사서 교사는 짐을 옮기면서 문헌정은 이 짐이 책이라고 했다. 다시 교무실로 돌아가보니 출연진들의 반 담임이자 문학 담당 교사인 민정음이 와 있었다. 민정음은 무언가를 먹고 있었다. 민정음은 출연진들이 이름표를 착용하지 않고 있다며 잔소리를 했으나, 이름표를 아직 안받았다고 답변했다. 그러자 민정음은 이름표 나눠주는 것을 깜빡했다며, 내가 자주 깜빡깜빡한다고 사과하며 이름표를 나누어 주었다. 민정음이 출연진들에게 전학생 서류를 나눠줘야 한다며 노트북에 로그인을 시도했다. 그러나 민정음은 비밀번호도 깜빡했다. 비밀번호 힌트는 '짜장면X단무지'였다. 비비가 식단표에 갈색으로 '이', '구이', 노란색으로 '백', '삼', '육'가 칠해져 있는 것을 발견해 292와 10036를 곱했고 2930512를 입력하니 노트북이 풀렸다. 수업 종이 치고, 교사들이 돌아왔다. 영어 교사 조지 부시맨은 출연자들의 인사가 예의가 없다며 손수 인사를 가르쳐 주었다. 교감은 피자를 확인하더니 피자 2조각이 없어졌다고 말했다. 교감은 출연자를 의심했다. 수학 교사 구연산이 와서 교감에게 진정하라며, 한 판 더 시켜주겠다고 했다. 피자를 한 판 더 시켰다. |                   |                 |
| 02 | "여고추리반 2회"  | 2021년 1월 29일 |
| 출연자들은 결백을 주장했다. 그러면서 문헌정이 우리의 결백을 증명할 것이라고 했다. 그러면서 출연진들은 민정음이 무엇을 먹고 있었다고 했다. 민정음은 당연히 결백을 주장했다. 구연산은 민정음의 입냄새를 맡아보았고, 피자 냄새가 난다고 말했다. 민정음은 피자 호빵을 먹었다고 했다. 호빵 껍질이 어디 있나고 했더니 매점에 버렸다고 했다. 험상궂은 수위인 독고문에게도 물었으나, 자신은 배가 아퍼서 소화제를 먹고 있다며 아니라고 했다. 아까 교무실로 갔던 학생, 노다희를 불렀다. 학생은 자신은 하와이안 피자를 싫어한다며 아니라고 했다. 하와이안 피자인 것을 어떻게 아냐고 물었더니 피자를 한번 열어봤다고 말했다. 새 피자가 도착했다. 출연진들은 피자 배달부를 의심했다. 피자 배달부는 저번에 왔던 사람이 아니라고 했다. 피자 배달부의 신발을 확인했더니, 문간에 있던 페인트가 묻어있었다. 그때 피자 배달부는 문간에서 부딛혀 피자를 떨어뜨렸는데 이번달에 실수를 많이 저질러서 혼날까봐 무서웠다고 말했다. 출연진들은 반으로 이동했다. 전학생들이 도착했으나 반 학생들의 반응은 싸늘했다. 자기 소개를 하면서 호응 유도를 몇번 했으나 반응은 차가웠고, 분위기는 싸해졌다. 다음 교시는 창체, 동아리 시간이었다. 박지윤은 자신이 추리 동아리에 들고 싶다고 했다. 민정음은 반장인 안경희에게 물으라고 했다. 창체 시간이 시작되고, 안경희에게 추리 동아리에 어떻게 드냐고 물었다. 안경희는 옥상으로 가라고 했다. 출연진들은 옥상으로 이동했다. 옥상에는 '추리반 가입을 환영한다. 추리반에 가입하기 위해서는 아래 테스트를 통과해라.'라는 종이가 있었다. 종이 뒷면에는 '1. W3W 2. 왼쪽 눈꺼풀 안으로 손을 넣으시오'라고 적혀있었다. 출연진들은 'W3W'가 뭔지 추리했다. 'W'가 로마 숫자라고 해석해 대입했으나 정답이 아니었다. 출연진들은 옥상이 추워 매점으로 이동해 외상으로 간식을 사먹었다. 간식을 먹은 후 검색을 해보니 'W3W'가 3가지의 단어로 된 위치 코드라는 것을 알게 되었다. 종이의 다른 단어보다 큰 단어인 '보냈다', '상당수', '교양'이란 단어를 W3W 코드에 넣어보니 새라여자고등학교 구령대가 나왔다. 출연진들은 구령대로 이동했다. 구령대의 양 옆에는 구멍이 있었다. 왼쪽 구멍에 손을 넣으니 재재가 위가 뚤려 있다고 말했다. 위로 손을 뻗으니, 비닐봉투에 싸인 물체가 나왔다. |                   |                 |
| 03 | "여고추리반 3회"  | 2021년 2월 5일  |
| 재재가 구멍에서 꺼낸 봉지 안에는 열쇠와 지도 하나가 있었다. 지도에는 이탈리아와 사우디아라비아를 연결하는 줄이 있었고 줄 위에는 'BETWEEN’이라고 적혀 있었다. 출연자들은 추리를 위해 교실로 이동했다. 교실에서 추리를 하던 중, '이탈리아'는 '로마'를 뜻하고, '사우디아라비아'는 '아라비아'를 뜻하며, 이는 시계의 숫자를 뜻하는 거라는 의견이 나왔다. 출연진들은 시계탑으로 이동했다. 시계탑에는 2개의 로마 숫자로 된 시계와 1개의 아라비아 숫자로 된 시계가 있었다. 시계 사이의 벽돌을 두드려보니 벽돌 1개가 흔들렸고, 의미를 알 수 없는 글자가 적힌 종이가 나왔다. 출연진들은 다시 교실로 이동해 이 종이가 뭔지 추리를 시작했다. 재재하고 장도연가 다시 시계탑으로 가서 뭐가 더 있는지 찾아보기 시작했다. 반대편 벽돌도 두드려보는데 또 흔들리는 벽돌이 있었다. 그 벽돌을 빼보니 가운데가 뚤린 알 수 없는 종이가 나왔다. 첫번째 벽돌에서 찾은 종이와 두번째 벽돌에서 찾을 종이를 겹쳐 보니 753297가 나왔다. 753297를 추리반 도어락에 입력해보니 추리반 문이 열렸다. 추리반 안에는 화이트보드가 있었다. 화이트보드에는 티빙 아이디와 비밀번호, 추리반 이용수칙이 있었다. 그리고 가장자리 쪽에는 '비게 관리 철저히’라고 적혀 있었다. 천장이 무언가가 덜렁거려 그걸 꺼내려고 할 때, 추리반 담당 교사가 와서 '이제 퇴근해야 하는데 니들이 집에 안가면 내가 집에 못간다.'라고 횡설수설하며 출연진들을 집으로 돌려보냈다. 출연진들이 1층 복도를 지나가는데, 갑자기 비명 소리와 함께 깡통이 던져나왔다. 나애리 - 살기 싫냐고? ??? : 왜인데, 왜 그러는데… 나애리 : 왜 말귀를 못알아쳐먹어! ??? : 못한다니까…. 나애리 : 못해도, 내가 시키면 니가 해야할거 아니야 ??? : 나 못해… 나애리 : 왜 못해! 왜 못하냐고! ??? : 이러지마… 애리야… 나애리 : 내가 말하면 해야지! 박지윤 : 얘들아 나애리 : 참견하지마, 뭘봐? 꺼져. 출연진들이 하교한 뒤, 트럭 한대가 심화학습동 현장에 도착했다. 방호복을 입은 사람 2명이 내려 트렁크 문을 열었다. 가스가 나왔고, '방사능 주의' 표시가 된 상자를 꺼내 심화학습동 공사 현장으로 가져갔다. |                   |                 |
| 04 | "여고추리반 4회"  | 2021년 2월 5일  |
| 출연진들은 차를 타고 새라여자고등학교로 이동했다. 제작진은 '사건 의뢰함 속 사건을 모드 해결하세요.'라고 말했다. 새라여자고등학교에 도착하니 S반 선발 시험을 치르는 날이었다. 공정한 시험을 위해 핸드폰을 반납했고, 시험 감독으로는 구연산, 2학년 1반 담임이자 영어 교사인 박고다가 왔다. 구연산은 부정행위 방지를 위해 카메라를 설치했다. S반 선발 시험이 시작되었고, 출연진들은 진짜 수능 시험 난이도의 문제에 놀랐다. 최예나는 4번으로 다 찍었고, 비비는 그림을 그렸다. S반 선발 시험이 끝났다. 출연진들은 동아리실로 이동했다. 출연진들은 사건 의뢰함에 올라온 쪽지를 보았다. 안녕하세요. 저는 1학년 김OO입니다. 제가 얼마 전에 너무 무섭고 이상한 경험을 했는데요… 그것 때문에 요즘 잠도 잘 못 자고 있어요ㅜㅜ 그날 제가 늦게까지 남아서 공부하다가 뜨거운 물을 받으려고 혼자 급식실에 갔었거든요. 근데 어디선가 이상한 소리가 들리는 거예요. 누가 흐느끼는 소리 같기도 하고...뭔가 괴로워하는 소리 같기도 하고… 아...진짜...너무 무섭고 놀라서 그냥 도망치듯 나와서 집에 왔어요. 다른 친구들한테 얘기했더니 밤에 급식실에서 그런 소리를 들은 애들이 꽤 있었다고… 해 지면 급식실에 절대 가면 안 된다고...하더라고요… 사실...저희 학교에서 예전에 큰 사고도 한 번 있었잖아요. 다들 그때 죽은 귀신들이 자꾸 나타나는 거라는데...ㅜㅜ 이제 너무 무서워서 낮에도 급식실에 못 가겠어요… 추리반 선배님들...제발 급식실 울음소리의 정체가 뭔지 확인 좀 해 주세요...please…— 첫 번째 의뢰 최예나는 '귀신이 싫다.'고 비명을 질렀다. 장도연은 귀신'들'이라고 했으니 귀신이 다수일 거라고 말했고, 박지윤은 '과거에 일어난 큰 사고'를 알아내야 하며, '흐느끼는 소리', '괴로워하는 소리'라고 하니 귀신들이 출연진에게 무언가를 말하려 할지도 모른다고 말했다. 2학년 2반 민정음 쌤… 입냄새가 너무 심해요;; 밥 먹고 난 저희 집 고양이보다 심한 것 같은데… 쌤한테 양치 좀 하라고 전해 주세요~!— 두 번째 의뢰 가위바위보로 누가 말할지 정하기로 해 박지윤이 당첨됐다. 박지윤이 재재가 가져온 구강청결제를 민정음에게 건내주기로 했다. 추리반 대체 뭐하는 동아리임? 아무것도 하는 거 없이 식충이마냥 학교 전기 축낼 거면 그냥 해체하는 게 어떰???????ㅋ— 세 번째 의뢰 출연자들은 세 번째 의뢰를 무시하기로 했다. 저번에 열려고 할려다 못 연 천장의 덜렁거리는 것을 열기로 했다. 그러니 비밀 게시판이 나왔다. 비밀 게시판의 내용은 아래와 같다. - S반 담인 구연산. 2학년 1반 신소은과 밤에 같이 있는 모습 목격. 비비 : 신소은이 S반 담임에게 S반 합격 청탁함. 최예나 : 신소은이 S반 담임에게 뒷돈 넣음. 장도연 : 신소은 어머니가 구연산 좋아함. - 교장 유학식, 경찰소장 등 고위 사람과 자주 접촉함. 장병준 경찰서장은 ‘유학식이 평소 경찰을 이해하고 적극 협조해 경찰 행정발전에 기여했다.’고 말함. 박지윤 : ‘급식실에서 일어난 어떤 사건’을 경찰하고 교장이 같이 덮었을 것이다. - 2018년 S반 1기 입학자이자 추리반 멤버 추희선, S반 입학 후 추리반 탈퇴하고 연락 잘 안됨. - 학습 능력을 높여주고 집중력과 암기력을 높여주는 초록색 알약, S반 학생들에게 먹임. - 추희선과 친구의 대화 내용 : 추희선 : 야 여기 들어오면 초록색 약 같은 걸 먹거든? 친구 : 초록색 약?? 추희선 : ㅇㅇ 초록색인데 캡슐로 돼 있고 먹으면 집중력도 높아지고 기억력도 좋아진대 친구 : 헐 진짜?! 추희선 : ㅇㅇ 나도 지금 먹고 있는데 확실히 효과 있는 것 같애 근데 이거 아무한테도 말하면 안 돼......ㅜ - 독고문 실장, S반을 자주 감시함. - 보건실, 도서실, 개인 사물함도 아닌 별관 앞 급수대에서 주운 열쇠가 있음. - ‘우리 학교 리얼 전설 알려 드림!! 자정에 식칼을 입에 물고 1층 화장실 세면대 거울을 보면 날 싫어하는 사람이 보임ㅋ’라는 괴담이 있음. 출연진들은 급식실로 가기로 했다. 급식실로 가기 전에 교무실에 들러 민정음에게 구강청결제를 주기로 했다. 박지윤은 민정음에게 구강청결제를 주면서 '드라마에 나오는 멋진 남자 배우들이 식사 후에 이걸 항상 챙긴다.'라고 말했다. 민정음은 멋쩍어하면서 '너 혹시 나 좋아하니?'라고 말했다. 밖에서 지켜보던 다른 출연자들은 폭소를 터뜨렸다. 박지윤은 밖으로 뛰쳐나왔고, 민정음은 헛웃음을 터뜨렸다. 장도연은 밖에서 '나였으면 아가리 똥내나요라고 말했을 거'라고 했다. 출연자들은 급식실에 도착했다. 급식실 매점에는 전에 아저씨가 있었는데 이번에는 아주머니가 있었다. 출연자들은 매점 아주머니에게 왜 저번에는 아저씨가 있었는데 왜 아주머니가 있냐고 물었다. 아주머니는 '남편이 사정이 있었다.'고 말했다. 출연진들은 아주머니에게 저번에 학교에 무슨 일이 있었냐고 물었다. 아주머니는 매점을 작년에 열었으며 잘 모른다고 대답했다. 출연진들이 매점이 언제까지 여냐고 물었다. 아주머니는 5시까지 연다고 대답했다. 별다른 단서를 찾지 못하고 밖으로 나가려고 할때, 교감의 목소리로 S반 선발시험 결과가 나올 예정이니 돌아오라는 안내방송이 나왔다. 예전의 학교 모습으로 화면이 전환되었다. 예전 교복을 입은 학생들이 초록색 알약을 받았다. 초록색 알약을 삼킨 학생이 위를 보더니 눈동자의 색이 하얀색으로 변했다. |                   |                 |
| 05 | "여고추리반 05회" | 2021년 2월 12일 |
| 출연진들은 S반 선발시험 결과를 보기 위해 교실로 갔다. 민정음은 1반에서 2명, 2반에서 2명이 나왔다고 말했다. 출연진들은 혹시 자신이 S반 합격자가 아닐까라는 기대를 품었으나 2반에서의 합격자는 강지수, 장수연이었다. 여기서 민정음은 '강'지수를 '장'수연으로 부르거나, 장'수지'라고 바꿔 불렀다. 곧이어 민정음은 자신의 반에서 대학교 학점 수준의 아주 멋진 성적을 받은 학생이 5명 나왔다고 말했다. 그 학생은 박지윤, 장도연, 재재, 비비, 최예나였다. 이 5명의 학생은 교내 봉사활동 처분을 받았다. 출연진들은 교내 봉사활동을 위해 교무실로 이동했다. 교무실에서 민정음은 교무실에 먼지가 하나도 없게 청소하라고 말했다. 그리고 청소할 때 하나에 '성적을', 둘에 '올리자'라고 마음속으로 말하라고 했다. 조지 부시맨은 '너네 그럴줄 알았다'라고 말했다. 출연진들은 청소를 하면서 몰래 서랍 등을 살펴보았으나, 별다른 성과는 없었다. 그때 추리반 담당 교사 김정호가 구연산과 심각한 표정으로 이야기를 나눴다. 그 내용은 우등생 고인혜와 성적이 낮던 나애리의 답안지가 똑같으며, 오답가지 똑같고, 그 오답은 매우 쉬운 문제라 커닝이 의심된다는 내용이었다. 5. 다음 중 관계없는 단어끼리 묶인 것은? [2점] 1. girl - boy 2. one - two 3. dog - cat 4. student - school 5. house - horse 정답: 5. house - horse— 해당 문제 사서 교사 문헌정은 도움이 필요하다며 재재, 비비, 최예나를 데리고 갔다. 김정호는 양해를 구하고 박지윤과 장도연을 데리고 나갔다. 도서실에서 문헌정은 책을 정리하는 일을 맡았다. 최예나가 '교지 편집부 물건'이라는 상자를 발견했다. 문헌정은 동아리실이 없어서 도서실을 빌려 쓰던 교지 편집부라는 동아리가 있었다고 답변했다. 그러면서 문헌정은 급한 일이 생겼다며 밖으로 나갔다. 출연진들은 비밀번호가 무엇일지 추리하기 시작했다. 상자에 IZ*ONE 멤버들 사진이 붙어 있었다. 최예나는 '인기 많은 애들'이라고 말하고, 핸드폰을 꺼내 IZ*ONE의 데뷔일을 검색했다. 검색을 하고 1015를 입력했으나 틀렸다.< 김민주의 사진에만 모자가 씌워져 있어 김민주의 생일인 0205를 입력했으나 아니었다. 상자 뚜껑 사이에 그려져 있는 문자를 발견했다. 첫 번째 문자와 네 번째 문자는 ㄷ을 270° 회전한 모양, 두 번째 글자는 ㅡ 모양, 세 번째 문자는 ㅛ 모양이었다. 이 문자가 한글이다, 아라비아 숫자이다, 로마 숫자이다 라는 추측이 나오고 대입해 보았으나, 실패했다. 재재가 한자라는 추측이 나와, 4354라는 답이 나왔고, 4354를 입력했더니 열렸다. 뚜껑 밑에는 四 三 五 四 라고 적혀 있었다. 상자에는 당근 모양 녹음기와 클리어 파일이 있었다. 클리어 파일 안에는 스크랩된 7장의 종이가 있었다. 안녕하세요. 새라여고 (전)교지편집부 부원 여러분. 교지편집부 폐지에 대한 재고 여부와 항변 잘 받았습니다. 부원들이 느꼈을 상실감은 학교 측도 충분히 통감하고 있습니다. 그러나 학교 측이 결정한 '학업과 무관한 동아리 활동 전면 금지' 사항은 변함없을 예정입니다. 교지편집부 또한 위 사유에 해당함으로 폐지 절차를 밟게 된 것입니다. 새라여고는 재개교이래, 전국에서 가장 많은 명문대 합격생을 배출한 고등학교입니다. 이런 기록을 세우기까지 수많은 교사와 학생의 노력이 있었음을 (전)교지편집부 부원들도 잘 알고 있을 거라 생각합니다. 부원 여러분 또한 타 학생들처럼 학업에 정진하길 바라며 쾌적한 학업 분위기 조성을 위해 협조해 주길 바랍니다. 학교는 항상 학생들에게 질 높은 교육을 제공하기 위해 최선을 다하도록 노력하겠습니다. 새라여자고등학교 SAERA GIRLS' HIGH SCHOOL 새라여자高 設立·開校 - 입학식 → 1990년 3월 2일 1990.03.03 향후운영계획주목 전국의 우수한 인재들 선발 (사진) 개교하는 새라여자 高等學校 미래 인재 육성을 위해 설립된 비평준화 학교인 새라女高(새라재단)의 제1회 신입생 入學(입학)식이 2일 충남 웅산군의 학교 교정에서 열렸다. 이에 따라 우리나라 교육에 일대 혁신을 가져올 인재양성 교육의 길이 열리게 됐다. 이날 교내 새라관에서 거행된 입학식에는 신입생 120명 새라재단 이사장 및 학교장 그리고 한국개발교육위원장 등을 비롯해 내빈과 학부모 2백여 명이 참석했다. 새라女高는 전국의 우수한 인재들을 선발해 주입식이 아닌 학생들의 자율성과 특수성을 존중하는 맞춤형 교육 진행할 계획이며 장학금 지급과 유학 지원 등 전폭적인 지원을 아끼지 않을 것이라고 밝히며 전국의 관심이 모아지고 있다. 설립자인 새라재단 이사장은 「평생의 꿈인 미래 혁신 인재양성이 마침내 첫발을 내딛게 됐다」며 「국내를 넘어 국외로 뻗어 나갈 수 있는 인재를 만들기 위해 온 힘을 쏟겠다」고 말했다. <웅산일보 마두석> 1991年 1月 10日 (木曜日) 새라여자高화재 - 학교건물全燒 새라여자高 가스爆發사고 - 불바다 9일 오후 1시 40분경 충남 웅산군 새라여자高(새라재단) 건물에서 불이나 학교 건물 전체를 태우고 3시간 만에 꺼졌다. 가스폭발로 추정되는 이번 화재로 인해 건물이 무너지면서 학생 대다수가 참변을 당했다. 사고현장은 폭발에 무너진 현장 접근이 쉽지 않아 구조작업이 늦어지고 있는데다 콘크리트와 철근 가재도구 등이 뒤엉켜 처참한 모습이다. 소방당국은 이날 오후 3시경부터 본격적인 인명 구조작업을 벌이고 있으나 건물 더미 때문에 주저앉은 건물과 철근 등으로 인해 어려움을 겪고 있다. 연수 중이던 일부 교사들을 제외하고, 학교에 남아있던 교사와 학생들이 사고현장에서 미처 빠져나오지 못한 채 폭발로 무너져 내린 건물 속에 매몰된 것으로 추정되고 있다. 이 사건을 수사 중인 경찰은 가스가 새면서 폭발이 일어난 것으로 추정하고, 자세한 화재 경위를 조사하고 있다. 또한, 부실시공과 소방 관리 소홀 등 관계자에 대한 수사도 함께 진행할 예정이다. <매번일보 전문수 기자> 雄山일보 1991年 1月 10日 폭발 사고 새라女高 참변 - 건물 全燒 새라여고 폭발 사고 100여명 이상 사망 추정 가스 연쇄 爆發 - 학생 생사 확인 안 돼 어제(9일) 오후 1시 40분경 충남 웅산군 새라여자高(새라재단)에 가스폭발로 추정되는 사고가 발생했다. 새라여자고등학교에 가스폭발로 추정되는 불이나 학교 건물이 순식간에 무너져 내렸다. 「한낮의 참사」였다. 목격자 주민 이소문씨(李所聞•63)에 따르면 "학교 건물에서 연기와 불길이 치솟았으며 잠시 후 「펑」 하는 엄청난 폭음과 함께 학교 건물이 삽시간에 무너져 내렸다"는 것이다. 소방당국은 화재 진압 후 본격적인 인명 구조작업을 벌이고 있다. 그러나 건물 전체가 완전히 붕괴된데다 주저앉은 건물 철근 등으로 인해 건물더미 속에 있는 생존자나 사망자 확인이 늦어지고 있다. 또한, 건물 전체가 완전히 무너져 생존자가 있을 가능성은 희박하다고 ??다. 한편, 화재 방지 시설 부실이 참사를 불렀다는 비난이 이어지는 가운데 당국은 정확한 사고원인을 규명할 방침이다. 교사들은 대부분 연수를 떠난 상태였고, 학교에는 소수의 교사만이 남아 있었다. 빠르게 치솟은 불길과 폭발로 인해 학교에 있던 학생들과 교사들이 미처 피하지 못하고 변을 당했다. [웅산일보 마두석 기자] 1991年 1月 11日 (金曜日) 의문의 爆發事故 새라女高 유일한生存者 극적구조 1學年 「ㄷ」양 生存기대 「희미」 [전문수 기자] 충남 웅산에 위치한 새라女高에서 갑작스러운 폭발 사고로 수업 중이던 전교생 100여명이 전부 숨지는 大참사가 발생한 지 하루 만에 생존자를 극적으로 구조했다. 새라女高 폭발 사고 현장에서 생존자 구조작업을 벌이고 있던 합동구조반은 9일 오후 6시께부터 붕괴된 별관 1층 건물더미 속에서 한 명의 생존자를 발견, 구조했다고 밝혔다. 구조 당시 1학년 ㄷ양은 무너진 철근에 다리가 깔려 심각한 중상을 입었으며 생명이 위독한 상태였다. ㄷ양을 덮고 있던 철근을 들어올리기 위해 구조대원 8명이 투입됐고, 극적으로 구조된 ㄷ양은 곧바로 웅산대병원 중환자실로 후송됐다. ㄷ양을 발견한 구조대원 이모 씨는 「철근 더미 밑에서 움직이지도, 숨도 쉬지 않고 있었다. 죽은 사람인 줄 알았다.」고 전했다. 구조대는 또 다른 생존자가 있을 것으로 보고 구출 작업에 박차를 가하고 있다. 每番日報 1991年 1月 13日 (日曜日) 희생자 120명, 새라女高 폭발사고 유일한 生存者 여고생 「死亡」 (조화) (사진) ▶새라女子高等學校 『最善을 다했지만』 1월 9일 충남 웅산 새라女高 폭발사고에서 극적으로 살아남았던 1학년 ㄷ양 입원한지 단 2일 만인 12일 새벽 4시경 웅산대병원 중환자실에서 사망했다. 구조 당시에도 철근 더미에 깔려 불분명한 의식으로 사경을 헤맸던 ㄷ양. 병원 측에 따르면 ㄷ양의 직접사인은 심폐기능정지라고 밝혔다. 사실상의 사망 상태에 이른 11일 새벽 2시 20분부터 심폐소생술을 하는 등 ㄷ양의 소생을 위해 안간힘을 쏟았으나 끝내 무위로 그쳤다. ㄷ양의 사체는 새벽 4시 15분쯤 중환자실을 나와 영안실로 옮겨졌다. 모두의 희망이었던 유일한 생존자 ㄷ양이 사망함으로서 새라여고 폭발 사고는 전교생 사망으로 기록되었다. [전문수 기자] ☆☆ㄷ양 9일 사고 10일 구조 12일 사망 새라여자高 의문의 爆發事故 부실공사가 원인? [火災 방지시설] 미작동? [웅산일보 조사왕 기자] 지난 1월 9일 충남 웅산에 위치한 새라여고에서 의문의 폭발 사고로 학교 전체가 붕괴되는 대참사가 일어났다. 사고 당시 수업 중이던 학생들은 모두 교실에서 참변을 당했으며 유일하게 단 한 명의 학생만이 극적으로 구조되었다. 생존자 구조작업이 끝난 후 당국은 폭발 사고원인 조사에 나섰다. 대참사 사건을 수사 중인 한 경찰은 『아직 정확한 원인은 알 수 없다. 폭발 발화점을 찾는 것부터 난항을 겪고 있으며 불량 자재를 사용한 부실 공사일 가능성도 있다』고 밝혔다. 또한 당국은 사건 당시 「화재방지시설」이 작동되지 않아 전교생사망이라는 비극을 낳았다고 보고 있다. 웅산군수는 사고원인을 철저히 규명하고 희생자와 부상자들에 대한 성의 있는 사후 조처에 유감없도록 하라고 당부 사고 재발을 막기 위해 당국에게 근본적인 대책을 세우라고 아울러 지시했다. 1991年 1月 14日 1991年 1月 20日 (日曜日) 비극의 爆發事故 발생한 새라女子高等學校 희생자 유족들에게 「1억 원 보상금 지급」 지난 1월 9일 원인을 알 수 없는 폭발 사고로 사망한 100여 명의 희생자들에 대한 보상금 지급이 결정되었다. 새라여고 이사장은 희생자 유가족 100여 명에게 특별위로금 및 법적 보상금으로 「1억 원」을 지급하기로 공표했다. 또한 『참변을 당한 고인들의 영령에 충성으로 애도의 뜻을 표한다. 이번 사고를 교훈으로 삼아 다시는 이런 불행한 일이 없도록 하겠다』고 덧붙였다. [웅산일보 조사왕 기자] 1991年 1月 26日 (土曜日) 새라여자高 폭발 사고, 유가족들 눈물의 永訣式 새라女子高等學校 희생자들 합동영결식 지난 9일 새라여자고등학교 폭발 사고 희생자들의 합동 영결식 25일 오전 유가족들의 뜻에 따라 엄수됐다. 영결식에는 유가족과 웅산군수, 군의회장, 새라여고 이사장이 참석해 희생자들의 마지막 길을 함께 했다. 유가족들은 영결식 내내 눈물을 흘리며 슬픔을 감추지 못했고, 희생자들과의 영원한 작별을 고했다. [웅산일보 애도민 기자] 충남 웅산 명문 '새라여자高', 30여 년 만에 재개교 송고시간 2018-03-03 14:19 (사진) ▲새라여자고등학교 웅산을 이끄는 명문고의 부활 최고의 스펙을 갖춘 교사 대거 영입 [새라여자고등학교(새라재단)제공, 재판매 및 DB 금지] (웅산일보 재바름 기자) 충남 웅산에 위치한 '새라여자고등학교'(이하 새라여고)가 폐교 30여 년 만인 올해 3월 재개교한다. 1990년 새라재단(사)에서 설립한 비평준화 학교 '새라여고'는 개교 1년 만에 불의의 사고로 폐교되어 충남 웅산 뿐만 아니라 전국을 충격에 빠트리기도 했다. 새롭게 문을 여는 '새라여고'는 총 사업비 50억 원을 들여 전소된 학교 터에 새로운 건물을 세운 걸로 알려졌다. 또한, 최고의 교사들과 교육프로그램을 통해 우수한 인재들을 양성하겠다는 포부를 밝혀 웅산을 비롯한 전국 학부모들의 관심을 한 몸에 받고 있다. '새라여고' 유학식 교장은 "재개교하는 새라여고의 첫 입학생들에게 최고의 교육 지원을 아끼지 않을 것"이라고 말했다. ▲재바름 기자/sofast@maebun.com 출연진들은 이 종이를 보며 놀라워했다. 학교에서 무슨 일을 빨리 덮을려고 그 당시 돈으로 1억원이라는 상당한 액수를 지급했다, 학교의 비밀을 밝히려는 동아리가 폐쇄됐으니 우리도 폐쇄될 수 있다 등의 의견이 나왔다. 박지윤과 장도연은 상담실로 갔다. 김정호는 특별한 관리를 받는 S반에 부정행위로 갈수는 없다며, 그 5번 문제는 학교 공식 인증 열등생인 출연진들마저 모두 맞한 문제라고 말했다. 박지윤은 부정행위를 알리기 위해 일부러 틀린 것이 아니냐고 말했다. 김정호는 시험을 녹화한 CCTV 영상을 틀었고, 출연진들에게 한번 찾아봐 달라고 말한 뒤 나갔다. 나애리는 오른쪽 맨 앞자리에 앉았다. 고인혜는 나애리의 왼쪽 줄의 2번째 자리에 앉았다. 출연진들은 영상을 유심히 봤으나, 딱히 의심스러운 행동은 없었다. 다시 세심히 살펴보니, 고인혜가 눈치를 살피고 지우개의 위치를 바꿨다. 박지윤과 장도연은 교실로 가서 고인혜의 필통을 뒤졌더니, 한쪽 부분이 삼각형 모향으로 색칠된 지우개가 나왔다. 출연진들은 커닝을 지우개로 한 것은 알았으나, 어떻게 전달했는지는 알 수 없었다. 무엇보다 나애리는 지우개를 한번도 보지 않았다. |                   |                 |
| 06 | "여고추리반 06회" | 2021년 2월 12일 |
| 나애리는 자주 앞을 유심히 보았다. 민정음의 실수로 시험 감시 CCTV를 수거하지 않아 시험이 끝난 후의 장면까지 녹화되었다. 나애리는 '앞'으로 가더니, 손을 뒤로 하고 뒤돌아섰다. 나애리는 교실 뒤쪽으로 갔고, 가면서 왼쪽 손에 든 것을 오른쪽 손으로 이동했다. 교실 뒤쪽에서 '손에 든 것'을 휴지통에 버렸다. '앞'이 의심스러워 다시 교실에 가 보니, 양면테이프 자국이 있었다. 휴지통에는 투명 유리가 있었다. 출연진들은 시험 끝에, 아래와 같은 결론을 내렸다. 출연진들은 교무실로 이동해, 교사들 앞에서 브리핑했다. 브리핑은 박지윤이 맡았다. 커닝 방법을 듣고 교무실 분위기는 심각해졌다. 유학식은 나애리와 고인혜를 불러오라고 했다. 교무실에 도착한 나애리와 고인혜는 무기정학 처분을 받았다. 박지윤이 '2주 전 밤에 나애리가 고인혜에게 소리치는 것을 들었다. 커닝이 아닌 학교폭력일지도 모른다.'라고 말했다. 김정호는 나애리의 핸드폰을 꺼내라고 말하고, 잠금을 풀라고 말했다. 김정호는 나애리와 고인혜와의 대화 내용을 읽었다. 나애리 : 야 어플 또 껐냐? 위치 존나 안뜨더라? 작작 씹어 어플키라고 고인혜 : 미안... 배터리가 나가서.. 나애리 : 개 답답하게 구네 야 내일 시험 때 알지? 야 니네 가족이 누구 덕에 먹고 살았는데? 협조 안하면 학교 못 다닐줄 알아 아 시발 말귀 못알아 쳐먹냐? 내가 다 준비한다고 니는 걍 내일 아침 6시까지 오기나 해 내일 똑바로 해라 아니면 진짜 죽여 버린다 이 사건은 커닝이 아닌, 학교 폭력으로 판명되었다. 교장은 고인혜는 계속 S반에 남고 나애리는 무기정학이라고 말하고, 일단 둘 다 집에 가라고 말했다. 김정호는 출연진에게 잘했다며 맛있는거 사주겠다고 말했다. 출연진들은 동아리실로 이동했다. 잠시 후, 노랑통닭 치킨이 도착했다. 출연진들이 치킨을 먹는 중, 전화가 왔다. 출연진들의 핸드폰으로 온 전화는 아니었다. 출연진들은 어디에 핸드폰이 숨겨저 있다는 있다는 것을 알아차리고 핸드폰을 찾았다. 소파 밑에서 핸드폰이 나왔고, 그 전화는 발신자표시제한으로부터 온 전화였다. 재재가 받았다. 재재 : 여보세요? ??? : 누구야? 재재 : 나 재재 ??? : 너 몇 학년이야? 재재 : 우리 2학년 ??? : 3학년 거기 없어 지금? 재재 : 3학년? 없어 ??? : 아 맞다.. 학교 안 오지? 재재 : 누구야 너는? ??? : (끊음) 출연진들은 반말을 쓰는 것으로 봐서 추리반 회원이었다가 S반에 들어가고 탈퇴한 추희선이라고 추측했다. 출연진들은 도서실에서 발견한 신문 기사들을 읽었다. 출연진들을 감시하던 '독'고문이 혹시 신문 기사에서 숨진 'ㄷ'양의 가족이거나 사고와 관련된 사람이라 실체를 밝히기 위해 계속 근무하는 사람이 아니라는 추측이 나왔고, 얼굴에 난 흉터는 사고에서 발생한 것이다, 원래 진실을 알고 있는 사람은 계속 그 장소에 있는 법이다라는 다양한 추측이 나왔다. 오늘의 미션인 '사건 의뢰함에 있는 내용을 모두 해결하세요.'를 마칠려면 급식실 괴담을 해결해야 하기에 쪽지를 다시 읽었는데, '급식실'의 위치가 ㄷ양이 발견된 '별관 1층'이다라는 추측이 나왔다. 어쨌든 미션을 해결해야 하기에 급식실로 이동했다. 출연진들은 급식실 문을 열었다. 핸드폰 플래시로 좀 더 밝게 했다. 급식실에 가니 여자 아이의 울음소리가 나왔고, 매점 옆에서 불빛이 새어 나왔다. 출연진들은 매점 매뉴판 뒤에 열쇠구멍을 발견하고, 비밀 게시판에 있던 열쇠를 넣어 문을 열었다. 문을 여니 비밀 통로가 나왔다. 비밀 통로 안에는 '1'이라고 써진 문이 있었고, 더 안으로 가니 '2'라고 적힌 문이 있었다. 2번 문 안에서 울음소리가 나왔고, 문을 열려고 하던 때에 불이 꺼졌다. 황급히 플래시를 켰는데, 밖에서 독고문이 삽을 휘둘며 '죽고 싶냐'며 집에 가라고 소리쳤다. 출연진들은 황급히 밖으로 나갔다. 독고문은 비밀 통로 안으로 들어가더니 2번 문 앞으로 갔고, 위를 쳐다봤다. 인터뷰에서 최예나는 ‘이 안에 살인 같은것이 있다.’라고 했다. 비비는 '이전부터 그래왔던 것처럼 독고문의 이름이 독'고문'인 만큼 아이를 가둬놓고 고문을 하는 것인지도 모르겠다고 했다. 장도연은 학교의 위협으로부터 보호하기 위해 아이를 가둔 것인지 모르겠다고 했다. |                   |                 |
| 07 | "여고추리반 07회" | 2021년 2월 19일 |
| 출연진들은 촬영 장소로 차를 타고 이동했다. 차 안에서 제작진은 출연진에게 아래와 같은 전달 사항을 전달했다. < 오늘의 전달 사항 > 오늘은 1월 18일 월요일입니다 여러분의 방식으로 비밀 게시판을 다시 꾸미세요 - 꾸미기 재료는 추리반 안에 있습니다 출연진들은 차에서 내려 학교로 이동했다. 학교에는 사람들이 모여있었는데, 출연진들은 성적표가 걸려 있는 것으로 생각해 뛰어서 사람들이 모여있는 곳으로 이동했다. 사람들이 모여있는 곳에는 폴리스 라인이 쳐져 있었고, 폴리스 라인 안에는 사람의 시체가 있었다. 시체의 얼굴에는 피가 묻어 있었다. 출연진들은 시체의 신발이 고인혜의 것과 같아 고인혜가 자살한 것으로 추측했다. 교사들은 핸드폰으로 찍지 말라고 외치고 있었고, 구급대원들은 고인혜를 구급차에 실었다. 출연진들은 각자의 교실로 이동했다. 출연진들은 고인혜의 반이었던 2학년 1반으로 들어갔다. 2학년 1반에서는 고인혜의 유서를 보고 있었다. 최예나는 자신의 핸드폰으로 유서를 촬영했다. 사랑하는 우리 엄마아빠 ♡ 마지막 인사를 못하고 가서 미안해 엄마아빠한테 효도하고 싶어서 공부만 열심히 했는데 전교 1등 자리를 놓치면 안된다는 부담감이 너무 컸어 ㅜㅜ 친구들이랑 늘 경쟁하고 ?! 시기해야 하는 이런 상황이 너무 버거웠어 ^^ 하나뿐인 친구가 떠나가고 ..... 소중한 것들을 잃는 와중에도 미친듯이 공부만 해야되는 내가 어느순간 바보처럼 느껴지더라 ^^ 조금만 더 참고 견뎌보고 싶었지만 더이상은 버틸 힘이 없어 ~ 이런 선택을 함으로써 나는 좀 더 행복해질 거야 !! 그럼 고통없는 좋은 세상으로 먼저 갈게 미안해 그리고 ... 사랑해 PS 나를 위해 울어줄 사람들이 얼마나 있을까 ??? 안경희가 갑자기 카메라를 꺼내서 유서를 촬영했다. 출연진들은 왜 찍냐고 물었고, 안경희는 남겨야 할 것 같아서라고 답했다. 출연진들은 고인혜의 자리를 확인했으나, 이미 깨끗이 치워지고 난 뒤였다. 그때 민정음이 2학년 1반에 들어왔다. 만정음은 추리반을 찾는 사람이 있다면서 박지윤과 장도연을 상담실로 데려갔고, 나머지 출연진들은 교실로 보냈다. 상담실에는 김정호와 형사가 있었다. 형사는 출연진들이 고인혜와 상관이 있는 것 같다며, 고인헤와 나애리가 커닝을 한 것을 고자질 한 것이 확실하냐고 물었다. 출연진들은 고자질이 아니라 진실을 말한 것이라고 대답했다. 몇 가지 질문을 받은 후, 경찰서장 장병준이 들어와 잠깐 보자고 하며 형사를 불러냈다. 상담실에 아무도 없어지자, 출연진들은 취조 노트북을 뒤졌다. ’’’참고인 조서’’’ 참고인 조서 - 성명 : 강지수 - 연령 : 19세 - 주민등록번호 : 030607-4444444 - 직업 : 고등학생 - 주거 : 충청남도 웅산군 웅산읍 웅산빌라 302호 - 연락처 : 010-229-9229 위 사람은 사망자 고인혜에 대한 사망사건의 참고인으로서 2021년 1월 18일 다음과 같이 진술함. 1. 사망자와의 관계 저는 고인혜 과(와) 같은 학교 학생 관계에 있습니다. 2. 사망 사건과의 관계 저는 사망 사건과 관련하여 참고인 의 자격으로서 출석하였습니다. 이때 사법경찰관(리)은 진술인 강지수 를(을) 상대로 다음과 같이 문답을 하다. 문 : 참고인은 새라여자고등학교 몇 학년 몇 반인가요? 답 : 2학년 2반이었는데 1월 5일부터 S반에 들어가게 됐어요. 그래서 지금은 S반입니다 문 : S반은 어떤 반인가요? 답 : 저희 학교에 있는 심화반인데 시험을 보고 상위권 성적을 받은 학생들만 들어갈 수 있어요 문 : 지금 S반 학생은 총 몇 명인가요? 답 : 저랑 장수연, 고인혜 이렇게 3명이에요 문 : 원래 세 명만 들어갈 수 있는 반입니까? 답 : 정원이 매년 다르다고 들었는데, 이번 시험에서 나애리라는 애가 고인혜랑 컨닝하다 걸려서 무기정학을 당해서 못 들어왔어요 문 : 나애리 학생은 무기정학인데, 고인혜 학생은 왜 처벌받지 않았나요? 답 : 고인혜가 나애리한테 협박받아서 억지로 답을 알려줬다고 하더라고요 문 : 평소 고인혜 학생이 나애리 학생에게 괴롭힘을 당하고 있었나요? 답 : S반 들어오기 전에 같은 반이 아니었어서 그것까지는 잘 모르겠어요 문 : 참고인은 1월 16일 토요일에 새라 여고로 등교했나요? 답 : 네 문 : 1월 17일 일요일에도 등교했나요? 답 : 네, S반은 주말에도 수업이 있어요 문 : 그럼 고인혜 학생을 매일 봤겠네요. 인혜 학생을 마지막으로 본 게 언제입니까? 답 : 16일 토요일 오전 11시쯤 S반에서 마지막으로 봤어요 인혜가 수업 도중 갑자기 몸이 안 좋다고 해서 보건실로 갔고 이후에는 보지 못했어요, 다음 날 수업엔 안 왔고요 문 : 고인혜 학생의 몸 상태는 어때 보였나요? 답 : 머리가 아프다고 해서 제가 머리를 만져봤는데 뜨거웠어요. 생각해보니까 S반 들어오고 계속 컨디션이 안 좋아 보였어요 ’’’참고인 조서’’’ – - 성명 : 장수연 - 연령 : 19세 - 주민등록번호 : 030708-4444444 - 직업 : 고등학생 - 주거 : 충청남도 웅산군 웅산읍 웅산이미테이션 501호 - 연락처 : 010-447-2329 위 사람은 사망자 고인혜에 대한 사망사건의 참고인으로서 2021년 1월 18일 다음과 같이 진술함. 1. 사망자와의 관계 저는 고인혜 과(와) 같은 학교 학생 관계에 있습니다. 2. 사망 사건과의 관계 저는 사망 사건과 관련하여 참고인 의 자격으로서 출석하였습니다. 이때 사법경찰관(리)은 진술인 장수연 를(을) 상대로 다음과 같이 문답을 하다. 답 : 추리반이라고 학교 동아리가 있는데 거기 애들이랑 담당 선생님이 컨닝을 밝혀냈대요 문 : 담당 선생님은 누구죠? 답 : 김정호 선생님이요 문 : 참고인은 지난 주말 16일, 17일에 새라 여고로 등교했나요? 답 : 네, 이틀 다 왔어요 문 : 16일 고인혜 학생의 몸 상태가 안 좋아 보였다고 하던데 참고인도 알고 있었나요? 답 : 네, 며칠 동안 혼자 끙끙대긴 했는데 그날은 좀 안 좋아 보이긴 했어요 문 : 16일 이후로 고인혜 학생을 본 적 있나요? 답 : 아니요, 토요일에 S반에서 본 게 다예요, 걔는 어제 학교 안 왔어요 참고인 조서 – - 성명 : 최송화 - 연령 : 43세 - 주민등록번호 : 790425-2222222 - 직업 : 새라여자고등학교 보건교사 - 주거 : 충청남도 웅산군 웅산읍 웅산아파트 101동 1004호 - 연락처 : ???-??42-222 위 사람은 사망자 고인혜에 대한 사망사건의 참고인으로서 2021년 1월 18일 다음과 같이 진술함. 이때 사법경찰관(리)은 진술인 최송화 를(을) 상대로 다음과 같이 문답을 하다. 문 : S반 학생들 말로는 1월 16일, 고인혜 학생이 보건실에 갔다던데 사실인가요? 답 : 네 맞아요, 오전 11시쯤에 컨디션이 좋지 않다며 보건실로 왔어요 문 : 고인혜 학생은 몸 상태는 어땠나요? 답 : 그때 열이 37.5도까지 올랐고 머리가 아프다고 했어요 문 : 어떤 처방을 하셨습니까? 답 : 단순 감기 증상이 있어서 테라플루 약을 처방했고 침대에 눕혀 쉬게 했습니다 문 : 고인혜 학생은 보건실에 얼마나 있었나요? 답 : 약 먹고 5, 6시간 정도 누워 있었던 거 같은데 좀 어떠냐고 하니 아직도 아프다고 했어요 그래서 오후 6시쯤 하교시키면서 병원에 가보는 게 어떠냐고 권유했습니다 그때 나가긴 했는데 집으로 간지는 확실하게 모르겠어요 답 : 아뇨, 없습니다 참고인 조서 – - 성명 : 김정호 - 연령 : 36세 - 주민등록번호 : 860907-1111111 - 직업 : 새라여자고등학교 지리교사 - 주거 : 충청남도 웅산군 웅산읍 산웅빌라 701호 - 연락처 : 010-204-1121 위 사람은 사망자 고인혜에 대한 사망사건의 참고인으로서 2021년 1월 18일 다음과 같이 진술함. 이때 사법경찰관(리)은 진술인 김정호 를(을) 상대로 다음과 같이 문답을 하다. 문 : 참고인은 새라여자고등학교에서 어떤 과목을 담당하고 계신가요? 답 : 지리 과목을 가르치고 있습니다 문 : 참고인은 1월 16일, 17일 주말에 새라 여고로 출근을 했나요? 답 : 아니요, 제가 주말에도 일하게 생겼나요? 문 : 1월 4일에 있었던 S반 선발 시험에서 컨닝 사건을 밝혀냈다고 하시던데 자세히 이야기해 주시겠습니까? 답 : 1월 4일에 2학년 대상으로 S반 선발 시험이 있었는데 시험 채점 검토 중에 이상한 오답이 있어서 컨닝을 의심했습니다. 인혜 학생은 전교 1등을 하는 모범생이고 나애리는 그렇게 성적이 좋지 못했는데 둘의 답이 똑같아서요 문 : 어떤 심증으로 의심하신 건가요? 답 : 어려운 문제는 다 맞혔는데 정말 쉬운 문제를 똑같이 틀렸거든요. 증만 있던 상황이었는데 저희 학교 추리반 애들이 컨닝 증거를 들고 찾아와서 자질을 했어요 문 : 추리반은 뭔가요? 답 : 제가 담당하는 학교 동아리인데 컨닝 사건을 해결하는데 일조했습니다 문 : 추리반 학생들은 컨닝 증거를 어떻게 찾은 거죠? 답 : 저도 자세히는 몰라요 애들한테 직접 물어보시는 게 좋을 것 같아요 취조 서류를 본 출연진들은 고인혜가 1월 17일 밤 이후에 사망한 것으로 추정했다. 그때 형사가 들어와 취조가 끝났으니 돌아가도 된다고 말했다. 출연진들은 상담실에 있던 간식을 챙겨 먹으면서 교실로 돌아갔다. 2학년 2반 학생들은 고인혜의 인스타그램을 찾아냈다. 고인혜의 인스타그램은 팔로우와 팔로워가 한명도 없는, 혼자였다. 인스타그램 게시물에는 여고생처럼 발랄한 게시물도 있었으나, 어두운 게시물도 있었다. 조사를 받고 돌아온 박지윤과 장도연이 2학년 2반에 도착했다. 그때 학생들이 고인혜와 나애리가 베프 사이였다고 말했다. 출연진들이 달려와 어디서 볼 수 있냐고 물었고, 학생들은 '닭세라tv 모르냐'고 말했다. 최예나가 전원주택 단독주택 평단가? 얼마인지 알려주마!!라는 세라건축그룹의 영상을 찾고 이 영상이냐고 물었으나, 학생들은 아니라고 했다. 그 후 진짜 닭새라tv를 찾았다. 닭새라tv에는 '새라여고 이슈 TOP3!! 12월 넷째주', '새라여고 이슈 TOP3!! 1월 첫째주'라는 두개의 영상이 있었다. 12월 넷째주 영상에는 교무실 도난 사건, 의문의 급식실 소리, 수상한 전학생들를 다뤘고, 1월 첫째주 영상에는 S반 커닝 사건, 전학생들의 충격적인 실체, 독고문의 정체에 관한 의문을 다루고 있었다. 닭새라tv는 1월 첫째주 영상의 'S반 커닝 사건'에서 고인혜와 나애리가 배프라고 말했다. 같은 영상의 '전학생들의 충격적인 실체'에서는 출연진들을 새라여고 셀럽파이브라고 조롱하고 있었다. 비비는 닭새라가 자신을 조롱하는 것을 보고 '이새끼 누구야'라고 말했다. 민정음이 들어왔다. 민정음은 '니네들의 충격이 컸을 것이다. 집에 먼저 거라.'라고 말하고, 인사도 없이 나갔다. 출연진들은 동아리실로 이동했다. 동아리실 위 시계탑 근처 펜스에는 고인혜의 목도리가 있었다. 박지윤은 고인혜가 이곳에서 몸싸움이 있었을 것이라고 말했다. 시계탑을 둘러보지만 별다른 단서는 없었다. 출연진들은 동아리실로 들어갔다. 사건 의뢰함에는 아무것도 없었다. 박지윤은 '죽는 사람은 언제나 다잉 메시지를 남긴다. 고인혜는 자살이 아니라 타살이며, 상식적으로 유서에 '^^', 'ㅜㅜ', '♡' 등 죽을 사람이 남기는 것이라고 보기 어려운 글자들이 있다고 말했다. 출연진들은 핸드폰으로 고인혜의 인스타그램을 살펴 보기로 했다. 추리반 공용 핸드폰을 확인해 보았으나, 6자리 비밀번호로 잠겨 있었다. 핸드폰 케이스에는 의문의 점이 가득 찍혀 있었다. 출연진들은 의문의 점을 해독할 단서를 찾았다. 비비가 비밀 게시판 정가운데를 가로지르는 점이 가득 찍힌 띠를 발견했다. 띠에 핸드폰 케이스를 가져다 보았고, 숫자로 보이는 글자들이 나타났다. 핸드폰 케이스를 돌려 보아서 다시 가져다 보았는데, 드디어 338328이라는 비밀번호가 나타났다. |                   |                 |
| 08 | "여고추리반 8회"  | 2021년 2월 19일 |
| 출연진들은 비밀번호로 핸드폰의 잠금을 해제하고, 고인혜의 인스타그램에 들어갔다. 출연진들은 고인혜가 하트를 그린 게시물을 찾아냈다. 유서에 있는 하트와 고인혜가 하트를 그린 방식과 동일하다는 것을 발견했다. 그때 발신자제한번호로 의문의 전화가 걸려왔다. 재재가 받았다. 재재 : 여보세요? 의문의 발신자 : 누구야? 재재 : 넌 누군데? 의문의 발신자 : 너 저번에 내 전화 받았던 애야? 재재 : 아니 나 걔 아니야 의문의 발신자 : 나 3학년 추희선인데 너네 추리반 선배야 재재 : 어 선배님 안녕하세요 추희선 : 방금 뉴스 봤는데, 학교에서 자살 사건 일어났던데.. 재재 : 네 맞습니다 추희선 : 혹시 자살한 애, S반학생이야? 재재 : 그걸 어떻게 아셨어요 선배님? 추희선 : 아.. 역시.. 결국 이렇게 될 줄 알았어 도연 : 어 왜요 선배님 지윤 : S반에 무슨 문제있나요? 재재 : 무슨 문제가 있었나요? 추희선 : 너네 혹시.. 완두콩이라고 들어 봤어? 도연 : 초록색깔 약! 아.. 재재 : 초록색깔 알약을 말씀하시는 건가요? 추희선 : 들어봤구나.. 반 학생들이 먹는 초록색 약이 있는데 재재 : 네 추희선 : 우리끼리는 완두콩이라고 부르거든 재재 : 네 추희선 : 어쩌면 오늘 S반 학생이 자살한게.. 그 완두콩 때문일 수도 있어. 그게 학습능력을 올려주는 약이거든? 재재 : 네 추희선 : 나도 S반에 있을 때 먹었었는데 집중력도 높아지고 성적도 확오르더라구 도연 : 그럼 부작용은 없었어요? 추희선 : 효과가 좋은 만큼 부작용도 심한 것 같애 재재, 도연 : 어, 어떤 부작용? 추희선 : 나랑 같이 S반이었던 애도 완두콩 먹고나서 우울증으로 자살기도까지 했었거든. 효과는 대박인데 좀 위험한 약같애 지윤 : 선생님 그럼 혹시.. 추희선 : 그래서 내가 그 약을 좀 조사해보려고 하거든? 재재 : 네 지윤 : 저희가 뭐.. 도울일이 있을까요? 추희선 : 근데 그게 관리가 워낙 철저해서.. 도연 : 선배님 그 약 어디 있는지 아세요? 재재 : 저희도 조사할 게.. 추희선 : 약은 항상 S반 담임 선생님이 나눠 주셨는데 도연 : S반 담임선생님.. 추희선 : 언젠가 한번은 보건 선생님이 가져다 주신적이 있거든? 지윤 : 보건실! 추희선 : 약을 보관하는 것도 아마 보건 선생님이 아닐까 싶어 재재 : 아 최송화선생님이요? 지윤 : 그럼 혹시... 추희선 : 혹시.. 부탁 좀 해도 될까? 도연 : 네 뭐, 뭐 추희선 : 완두콩 좀 구해줘. 그럼 내가 그약을 조사해보고 정보를 줄게 도연 : 서..선배님 근데 거짓말하고 선배님 드실려는건 아니시죠? 추희선 : 나도 추리반이었잖아 도연 : 아 맞다 추희선 : 그 누구보다 나도 이 약에 대해 알고 싶어 너네도 알고 싶지 않아? 아 그리고 시간이 없으니까 일단 완두콩 찾는게 우선 일거 같애 지윤 : 선배님 뭐 좀 여쭤 봐도 돼요? 추희선 : 그리고 설명하기 여려우니까 톡으로 할께 무슨일이 있으면 나한테 톡남겨 지윤 : 선배니임! 전화 내용을 받은 출연진들은 추희선의 목소리가 다급하다며, 초록색 알약이 중독을 일으키는 것이 아니냐고 말했다. 출연진들은 보건실로 이동했다. 보건실 휴지통에는 'SB-002', '반출금지'라고 적힌 빈 박스가 있었다. 출연진들은 'SB-002'가 초록색 약이라고 추측했다. 그때 장도연이 금고 안에서 'SB-002'라고 적힌 박스를 발견했다. 금고 밑에는 '반출 장부'가 있었다. 반출 장부의 내용은 다음과 같다. 출연진들은 고인혜가 초록색 약 2개를 미반납했다는 정보를 알아냈다. 그때 보건교사가 들어왔다. 비비를 제외한 출연진들은 숨었고, 비비는 배가 아프다고 말했다. 보건 교사는 숨은 출연진들에게 '뭐햐냐?'고 말했다. 보건 교사는 다 다른 증상을 호소하는데도 고삼차를 처방했다. 재재는 보건실에서 누워 있기로 했다. 보건 교사는 나가라고 말했으나, 장도연이 갑자기 쓰러지면서 자기도 누워 있어야 한다고 말했다. 장도연과 재재를 제외한 나머지 출연진들이 나가자, 보건 교사는 금고를 열고 SB-002를 꺼내 밖으로 나갔다. 출연진들은 보건교사를 따라갔다. 보건교사는 학교 뒤 뒷산으로 들어갔고, 보건교사가 돌아가자 보건교사가 간 곳으로 갔다. 보건교사가 간 곳에는 큰 자물쇠로 잠긴 철문이 있었다. 출연진들은 이 문이 급식실 뒤 비밀 통로로 가는 문이 아니냐고 말했고, 장도연과 비비는 추리실로가서 비밀 통로를 연 열쇠를 가져와 자물쇠를 열려고 시도했다. 하지만 실패했다. 출연진들은 다시 돌아갔다. 그때 화면이 지지직 거리더니 옛날 장면이 나왔다. 교사 한명이 의식이 없는 학생을 질질 끌면서 교실로 데리고 가 억지로 앉혔다. 교실에는 많은 학생들이 의식이 없는 채로 앉혀 있었다. 화면이 다시 지지직거리고, 다시 현재 상황으로 돌아왔다. 재재가 고인혜가 초록색 약 2개를 반납하지 않았으면 S반에 초록색 약이 있는 것이 아니냐고 말했다. 출연진들은 S반으로 이동했으나, S반의 문은 잠겨 있었다. 출연진들은 추희선에게 비밀번호가 무엇이냐고 물었다. 추희선 : 약찾았어? 비비 : S클래스 비번 알아? 곧 찾을 수 있을 것 같아 추희선 : S반교실? 비비 : 응 추희선 : 7204 비비 : 아닌데 왜 안열려? 추희선 : 아 비밀번호 한 달마다 바뀌었어 비비 : 알 수 있는 사람 없을까요? 추희선 : 12월 7204 11월 4971 10월 1648 출연진들은 비밀번호가 3씩 증거한다는 것을 찾아 자릿수마다 3씩 더한 0537을 자물쇠에 넣고 돌렸다. S반의 문이 열렸다. 출연진들은 고인혜의 자리에서 초록색 약을 찾기 시작했다. 출연진들은 '혹시 이 안에 초록색 약이 있을지도 모르니까' 과자를 먹었다. 비비가 쓰레기통 안에서 빈 약봉지를 발견했다. 비비가 고인혜의 물컵 밑쪽을 열 수 있다는 것을 찾고, 밑쪽을 열었더니 초록색 약을 발견했다. |                   |                 |
| 09 | "여고추리반 09회" | 2021년 2월 26일 |
| 출연진들은 추리반 동아리실로 이동했다. 추리반 동아리실에서 출연진들은 추희선에게 카카오톡 메시지를 보냈다. 비비 : 선배님 우리가 뭘 찾은 것 같아요 추희선 : 완두콩 찾았어? 비비 : 찾았어요 그 후 추희선에게 전화가 걸려왔다. 10분뒤에 후문에 있는 벤치로 나와. 눈에 안띄게 한명만 나오고. 재재가 협상의 귀재이자 리더인 박지윤이 가는 것이 좋겠다고 말했다. 박지윤이 혼자서 대표로 가는 것으로 결정되었고, 나머지 출연진들은 뒤에서 몰래 보기로 했다. 출연진들은 후문으로 이동했다. 후문에서 박지윤은 추희선과 만났다. 추희선은 박지윤에게 '완두콩 가져왔어?'라고 말했다. 박지윤은 '가져왔긴 했는데, 정보를 알려줄 것이라는 것을 어떻게 믿냐'라고 말했다. 추희선은 '이 추운데 약먹으러 여기까지 왔겠니? 약 주면 조사해 줄게'라고 말했고, 박지윤이 '먼저 정보를 하나만 달라'라고 말했다. 언쟁이 일어나자 추희선은 뒤돌아서서 갔다. 박지윤은 급하게 추희선을 붙잡았고, 추희선에게 초록색 약 한알을 건냈다. 출연진들은 추리반 동아리실로 돌아왔다. 출연진들은 게시판 꾸미기를 시작했다. 게시판 꾸미기를 하면서 박지윤은 '우리 딸이 다꾸를 좋아하는데'라고 말했다. 출연진들이 놀라자 박지윤은 '딸을 갖고 싶다'라고 답했다. 최예나는 멤버들의 팬아트를 그렸고, 장도연은 나애리의 몽타주를 작성하였다. 아직까지 추희선에게 별다른 답변이 없자 박지윤은 추희선에게 '선배님 약은 조사해보셨나요?'라고 카카오톡 메시지를 보냈다. 게시판 꾸미기를 완성했고, 장도연이 다시 매점에 가 보자고 말했다. 출연진들은 급식실로 이동하여서 열쇠로 급식실 뒤 비밀 복도의 문을 열려고 시도하였으나, 실패했다. 출연진들은 독고문이 특수 보안 장치를 건 것으로 추측했다. 출연진들은 추리반 동아리실로 이동하기 위해 계단으로 올라갔으나, 아무도 없을 시간에 교무실에 불이 켜져 있는 것을 보고 교무실에 들어갔다. 교무실에는 추리반 담당 교사 김정호 혼자 야근을 하고 있었다. 출연진들은 김정호에게 학교 내에 비밀 공간이 없냐고 물고, 김정호는 아무것도 모른다고 대답했다. 김정호는 갑자기 횡설수설하며 빨리 하교하라고 말했다. 출연진들은 하교하기 위해 동아리실로 이동했다. 동아리실에 가봤으나 추희선에게는 아무런 연락이 없었다. 그때 갑자기 핸드폰 알림이 울리고, 이미 사망한 고인혜의 인스타그램에 새로운 게시물이 올라왔다. 게시물에는 '학교 다녀오겠습니다'라는 글씨가 적힌 사진이 있었다. 최예나는 '다시 학교에 가서 빨간 목도리를 치워 증거인멸을 하려는 것'이라고 말했다. 다시 핸드폰 알람이 울렸는데, 고인혜의 인스타그램에 새로운 게시물이 올라와 있었다. 그 게시물에는 아까 올라온 사진에 국화 사진이 있었다. 장도연은 '사건 현장에 국화가 있을 것이다'라고 말했다. 또다시 알람이 울렸고, 다시 새로운 게시물이 올라와 있었다. 해당 게시물은 저번에 올라온 사진에다가 '우리의 무관심으로 자녀의 마지막 인사가 될 수 있습니다. 우리의 관심으로 아이들의 인사를 지켜주세요'라는 문구가 있었다. 비비가 1층에 있는 학교폭력 방지 포스터라는 것을 깨달고 1층으로 갔다. 1층에는 인스타그램에 올라온 것과 동일한 학교폭력 방지 포스터가 있었다. 학교폭력 방지 포스터의 오른쪽 아래에는 '학교폭력 신고하기' QR코드가 있었다. 그 QR코드는 덧붙여진 것이었다. 그 QR코드를 찍어보니 고인혜와 나애리가 통화한 내용이 있었다. 나애리 : 아 씨발 고인혜! 2주만에 전화 처음받네. 너 완전 미친년이구나? 고인혜 : 아...파 나애리 : 와 개수작 부리는것좀 봐. 사람 인생 골로보내놓고 아프다는 소리가 나와? 고인혜 : 나...진짜...몸이...이상해... 나애리 : 아 씨 니 어디야! 고인혜 : 나..아파.... 나애리 : 야, 구라치지 말라고. 너 지금 어디야! 고인혜 : 나 진짜 죽을것같애 나애리 : 아 됐고 지금 어딘지나 말하라고 고인혜 : 학교..보건실... 나애리 : 야, 거기 꼼짝말고 있어라. 통화 내용을 다 들었을 때, 학교가 정전이 되었다. 출연진들은 놀라 급히 밖으로 나갔고, 학교에는 '우우웅'하는 거대한 기계 소리가 울려퍼졌다. 다시 학교에 불이 커졌다. |                   |                 |
| 10 | "여고추리반 10회" | 2021년 2월 26일 |
| 출연진들은 학교로 가는 버스로 도착했다. 최예나는 문명특급에서 받은 곰돌이 귀도리를 하고 도착했다. 버스를 타고 새라여자고등학교로 가는 와중에 제작진이 미션 봉투를 건냈다. <오늘의 전달 사항> 오늘은 1월 24일 일요일입니다 사건 의뢰함에 의뢰된 내용을 확인하세요 *오늘은 대부분의 학생이 학교에 오지 않습니다 학교로 가면서, 출연진들은 완공되지 않은 심화학습동을 의아하게 여겼다. 출연진들은 상담실 문 앞에서 대화하고 있던 민정음과 김정호를 만났다. 출연진들은 '집에서 공부가 잘 되지 않아 학교에 왔다'고 말했다. 민정음이 자신의 주머니에서 학교의 비밀번호가 적힌 보안카드를 꺼냈다. 출연진들은 학교를 돌아다니기 위해선 보안카드를 찾아야 한다고 말하며 추리반 동아리실로 이동했다. 추리반 동아리실 앞 사건의뢰함엔 의뢰 쪽지가 많이 있었다. 고인혜가 자살한 이유가 뭘까요? S반 들어가서 잘 지내는 줄 알았는데... 갑자기 자살 사건이라서 너무 충격적이에요.. ㅠㅠ 도대체 전교 1등이 왜 자살을 하는 걸까요? 고인혜 사물함에 유서 나온 거 봤어? 유서가 좀 이상하다는 소문이 있던데... 왜 그런 유서를 남긴 걸까? 닭새라tv엔 벌써 사고 현장 사진도 떴던데 닭새라가 추리반보다 나은 듯? 분발해라 추리반 출연진들은 닭새라tv의 영상을 확인했다. 닭새라tv에는 고인혜 사망사건 관련 영상이 올라왔다. - 유서에서의 '하나뿐인 친구'는 아마 나애리일 것이다. 나애리가 지난 컨닝사건으로 무기정학을 당하고 죄책감에 시달렸다. - 아래 내용은 고인혜와 나애리의 중학교 동창의 인터뷰 내용이다. 닭세라 : 나애라랑 고인혜는 언제부터 친했던 거야? 동창생 : 아, 걔넨 아빠끼리 아는 사이라 중학교 때부터 친했어. 전애 나애리한테 들은 건데, 고인혜 아빠가 나애리 아빠네 회사에 다닌다고 하더라고? 그러니까 그 회사 오너가 나애리 아빠고, 고인혜 아빠는 그 회사 직원인 거지! 암튼 아빠들 사이랑 관계없이 둘이 중학교 때 완전 베프였대 닭새라 : 아~그래서 둘이 고등학교도 새라여고로 같이 간건가? 동창생 : 중학교 때 전교 1등이 고인혜, 나애리는 한... 전교 5~6등 정도? 솔직히 새라여고 갈정도는 아니었는데 인혜가 혼자가기 싫으니까 애리를 공부까지 시켜서 새라여고 입학시험을 보게 만든 거래 닭새라 : 그럼 나애리는 고인혜 덕에 새라여고 합격했으니까 좋은 거 아니야? 동창생 : 근데...공부로 난다~ 긴다~하는 애들이 모인곳이 새라여고잖아? 중학교 때는 그래도 공부 잘했던 나애리가 새라여고에서는 반에서 20등까지 떨어졌다는 거야... 그러면서 맛탱이가 간거지... 얼마나 충격이 컸겠어! 닭새라 : 나애리랑 고인혜 최근 얘기는 혹시 들은 거 없어? 동창생 : 아... 이거 말해도 되나? 새라여고 다니는 친구한테 들은 건데... 이번에 나애리가 무기정학 당하고 나서 고인혜를 가만 안 둘 거라고 말하고 다녔나봐... 고인혜의 인스타그램에 새로운 게시물이 올라았다. '예혼기'와 '후살맘'이라고 적혀 있는 게시물이 올라왔다. '예혼기'와 '후살맘'이 무슨 뜻일지 추측하였다. 재재가 '예혼기'의 자음과 모음의 위치를 바꾸면 '고인혜'가 되었다. 그 후 재재가 '후살맘'의 뜻도 풀어냈다. '사물함'이었다. 출연진들은 고인혜의 교실인 2학년 1반으로 이동했다. 출연진들은 고인혜의 사물함을 열었다. 사물함에는 추모 글귀와 고인혜의 영정 사진이 있었다. 고인혜의 영정 사진 액자 뒤를 열어보니, 콜라주 기법으로 '아직도 내가 자살했다고 생각해?'가 적혀있었다. 메시지 끝부분에는 인스타그램 다이렉트 메시지 아이콘이 있었다. 고인혜 인스타그램 다이렉트 메시지로 '아니'라고 보내니 '읽음' 표시가 떴다. |                   |                 |
| 11 | "여고추리반 11회" | 2021년 3월 5일  |
| 출연진들은 인스타그램 다이렉트 메시지를 읽은 사람이 자신을 도와주는 조력자일 것으로 예상했다. 출연진들은 유서의 필체와 실제 고인혜의 필체를 대조하기 위해 다시 S반에 들어가보기로 결정했다. S반의 열린 문틈으로 S반 안을 들여다보았으나, 구연산과 S반 학생들이 수업을 하고 있었다. S반에 들어가기 위해서 가상의 싸움을 벌이기로 결정하고, 가위바위보로 박지윤과 재재가 싸우기로 결정되었다. 그리고 옆에서 장도연이 말리는 시늉을 했다. 밖에서 시끄러운 소리가 들리자 구연산이 나와서 시끄럽다고 말했다. 출연진들은 다시 쉬는 시간을 알리는 종이 울리고 구연산이 나오자 빠르게 S반으로 달려갔다. S반 안에서 출연진들은 고인혜의 유품을 통째로 들고 나왔다. 장수연은 출연진들에게 시끄러우니 조용히 하라고 말했다. 재재는 나가면서 '화이팅'이라고 말했다. 출연진들은 동아리실로 이동했다. 동아리실에서 출연진들은 고인혜와 나애리의 교환일기장을 확인했다. 교환일기장 맨 앞에는 최예나의 사진과 함께 '최예나 쫀예'라고 적혀 있었다. 그리고 그 다음에는 차은우의 사진도 붙어 있었고, ‘인간 루테인’이라고 적혀 있었다. 고인혜와 나애리의 사이는 중학교 때부터 각별했다. 고인혜는 새라여자고등학교에 진학할려고 했으며, 혼자 가기 싫어 나애리를 억지로 공부시켜 같이 새라여자고등학교에 진학했다. 그러나 공부를 아주 잘하는 편은 아니였던 나애리는 공부를 아주 잘하는 사람만 모인 새라여자고등학교에 온 뒤로 반에서 20등으로 떨어졌다. 그 후 나애리는 자신을 새라여자고등학교에 오게 한 고인혜를 원망하게 되었다. 나애리는 고인혜가 매번 챙겨 준 비타민 가루도 먹지 않았고, 서로 마주치지도 않았다. 그 결과 나애리는 '아 씨발'이라는 말을 고인혜하게 말하게 되고, 결국 커닝 사건으로 이어지게 되었다. 일기장 뒤에는 비밀 암호 풀이표가 있었다. 첫번째로 암호로 대화한 문장은 ‘THANKYOU’였다. 다른 암호들도 ‘파이팅’과 비슷한 문장들이었다. 유서 속 암호를 해독해 보니 ‘NOT BY MYSELF’가 나왔다. 고인혜와 나애리의 사진 중, 고인혜는 운동화를 신고 있었는데, 사망 당시의 고인혜가 신고 있던 운동화의 끈 묶는 방법이 달랐다. 또한 어색하게 채워진 시계, 더 어색한 고인혜의 목도리가 걸린 위치 등으로 출연진들은 고인혜가 자살이 아닌 타살인 것으로 확신했다. 출연진들은 보안카드를 획득하기 위해 보안카드를 어떻게 획득할지 생각했다. 민정음의 건망증으로 민정음이 마지막으로 있었던 상담실에 보안카드를 놓고 갔을 것으로 생각하고 상담실로 이동했다. 상담실에는 보안카드가 있었다. 보안카드를 가져갔다. 출연진들은 초록색 알약을 확인하기 위해 보건실로 이동했다. 보건실의 잠긴 문은 보안카드로 쉽게 풀 수 있었다. 보건실의 금고에는 다시 초록색 알약(=SB-002)가 채워져 있었다. 보건일지에는 아래와 같이 적혀 있는 것을 보고 출연진들은 모든 교사가 한패일 것이라고 생각했다. 출연진들은 보건 교사의 옷에서 담배와 열쇠를 찾았다. 출연진들은 열쇠를 학교 뒤 뒷산에 있는 잠긴 철문의 열쇠라고 추측하고, 철문이 있는 곳으로 이동했다. 철문의 자물쇠에 열쇠를 넣고 돌렸더니, 철문이 열렸다. 철문 뒤에 지하 벙커가 있었다. 지하 벙커는 으스스한 분위기였다. 재재는 '누구 하나 죽어도 모르겠다'라고 말했다. 지하 벙커에는 양쪽으로 두개의 문이 있었다. 두 문 다 안쪽을 들여다 볼 수 있는 철망으로 되어 있었고, 밑쪽에는 무언가를 넣을 수 있는 구멍이 있었으며, 자물쇠로 잠겨 있었다. 왼쪽 문 안에는 나애리의 옷이 있었다. 그리고 벽에는 암호가 적혀 있었다. 출연진들은 혼란스러워 했다. 고인혜 말고 나애리가 죽었고, 고인혜의 옷으로 바꿔치기 한 것이 아니냐, 그러면 한명은 옷이 벗겨져 있어야 한다, 지켜주지 못해 미안하다 등 다양한 추측이 나왔다. 출연진들은 다시 동아리실로 올라갔다. 인스타그램 다이렉트 메시지로 '헐생징'이라고 적힌 이미지가 왔다. 재재가 '헐생징'이 '행정실'을 뜻한다고 말했다. 출연진들은 행정실로 이동했다. 행정실에는 아무도 없었다. 장도연은 컴퓨터 앞에 있었다. 장도연은 컴퓨터를 만지지 않았다. 그때 갑자기 화면이 켜졌다. 스마트폰 화면 공유를 이용해 화면을 켜지게 했다. 배경화면은 고인혜의 인스타그램에 있는 이미지였다. 그때, 화면에서 삼성 노트 앱이 켜지더니, 아래와 같은 메시지가 입력되기 시작했다. 아직도 고인혜가 자살했다고 생각해? 아니라면 여길 잘봐 그러더니 Zenly(위치 공유 앱)가 켜졌다. |                   |                 |
| 12 | "여고추리반 12회" | 2021년 3월 5일  |
| 고인혜의 핸드폰은 새라여자고등학교에 있었다. 나애리의 핸드폰은 먼 곳에 있었다. 그때, 나애리가 빠른 속도로 움직이기 시작했다. 정황상 차를 타고 온 것으로 추측했다. 박지윤, 비비, 최예나는 옥상으로 올라갔다. 재재와 장도연은 행정실에 남아 나애리의 위치를 보고 있었다. 나애리가 새라여자고등학교 근처에 도착했다. 화면이 확대되었다. 고인혜의 스마트폰은 구령대에 있었다. 박지윤, 비비, 최예나는 새라여자고등학교에 차가 도착한 것을 확인했다. 차에서, 구연산, 민정음, 김정호가 내렸다. 재재와 장도연은 빠른 속도로 동아리실로 들어갔다. 출연진들이 행정실로 이동하는 중에, 민정음이 급히 보안카드를 찾으러 식당으로 이동했다. 아무도 없는 것을 확인한 출연진들은 행정실로 들어가 구연산의 가방을 뒤졌으나, 고인혜와 나애리에 관련된 것 중 아무것도 나오지 않았다. 출연진들은 김정호와 민정음 가방을 뒤졌다.김정호 가방에는 유발 노아 하라리의 '호모 데우스: 미래의 역사'라는 책이 발견되었고, 몇몇 문장은 밑줄쳐져 있었다. 지난 세기 과학자들은 사피엔스의 블랙박스를 열어 그 안에 영혼, 자유의지, '자아' 같은 것은 없다는 사실을 알아냈다. 그 안에 있는 것은 다른 모든 실재들과 똑같은 물리적·화학적 법칙의 지배를 받는 유전자, 호르몬 뉴런 뿐이었다.— 187P 결정론과 무작위성이 케이크를 모두 나눠 갖고, '자유'에는 부스러기 하나도 남기지 않는다. '자유'라는 신성한 단어는 알고 보니 '영혼'과 마찬가지로 의미를 밝히고 말고 할 것도 없는, 알맹이 없는 용어였다. 자유의지는 앞으로 우리 인간이 지어낸 상상의 이야기 속에만 존재할 것이다. 수첩에는 아래와 같은 문구가 적혀 있었다. 우주의 모든 물질은 원자의 자유로운 무작위한 운동과 조합으로 우연히 만들어진 부산물일 뿐이다. 인간은 단지 물질일 뿐이며 목적도 없고 완결도 없다. 우리의 삶은 원자들의 조합이며 우리의 생각은 미세한 원자들로 이루어져 있고 우리의 꿈은 원자들의 산물이다. 우리의 희망과 감정은 전자들의 조합으로 형성된 언어이다. -카를로 로벨리- 그리고 4개의 네모로직과, 고인혜의 유서와 동일한 편지지와, 나애리의 유서가 발견되었다. 출연진들은 추리반 동아리실로 이동했다. 출연진들은 'NOT BY MYSELF'가 '내가 스스로 죽은 것이 아니야'가 아니라, '내 의지로 적은 것이 아니야'라는 뜻이라고 추측했다. 과거 장면이 나왔다. 보건교사 채송화는 고인혜의 눈을 봤다. 고인혜의 눈은 4화의 과거 회상 장면에서 나왔던 것처럼 하얗게 변해 있었다. 채송화는 누군가에게 전화를 걸더니 '고인혜 학생, 1차 각성 단계 시작했습니다.’라고 말했다. 잠시 후, 고인혜는 방호복을 입은 사람에 의해 휠체어에 실려 나갔다. 그 뒤로 방호복을 입고 김정호가 나오더니, 전화를 걸고 ‘네, 2단계 준비시키세요’라고 말했다. 나애리션으로 최예나가 ‘나애리가 보면 안되는 것을 본거지’라고 말했고, 다시 과거 장면으로 돌아갔다. 나애리는 학교에 도착했고, 고인혜가 방호복을 입은 사람에게 휠체어에 실려 끌려가는 것을 트럭 뒤에서 지켜보았다. 시점이 현재로 바뀌며 최예나는 ‘뒤에서 콱’라고 말하며 입을 막았다. 바로 시점이 과거로 바뀌어 뒤에서 나애리의 입에 휴지가 씌워졌다. 나애리는 지하 벙커로 끌려가 옷이 고인혜의 옷으로 갈아입히고 여러 소품들을 나애리에게 채워 고인혜로 위장되었다. 김정호가 동아리실 위 시계탑에서 나애리를 떨어뜨렸다. 고인혜는 환자복으로 갈아입힌 뒤 강제로 유서를 썼다. 다시 현재 장면으로 돌아왔다. 추리반 핸드폰의 홈 화면에는 전화번호가 있었는데, 그 전화번호로 전화를 걸어보니 '전해진'이라는 사람이 받았다. 전화 통화에서, 자신은 추리반 담당 교사였으나, 2020년 12월 22일에 전근을 갔다고 말했다. 전화를 끊고, 출연진들은 혼란스러웠다. 출연진들은 2020년 12월 21일에 등교했으며, 그날 바로 추리반에 들어갔다. 2020년 12월 21일은 전해진이 추리반 담당 교사였는데, 김정호는 자신이 추리반 담당이라고 했다. 그리고 김정호의 가방에는 나애리의 핸드폰과 고인혜의 유서가 있었다. 그때, 정전이 되었다. 그후, 다시 웅웅거리는 소리가 울려펴졌다. 잠시 후, 정전은 해결되었다. 잠시 후, 김정호가 동아리실에 도착했다. 출연진들은 미심쩍었으나, 문을 열었다. 출연진들이 , '여기 왜이렇게 정전이 자주되냐’, ‘선생님 여기 동아리 언제부터 담당이었어요?’' 등으로 날카롭게 대하자, 김정호는 화를 벌컥 내더니 장도연에게 주머니에서 손 빼라고 말했다. 그리고 출연진들에게 하교하라고 말했다. 출연진들은 하교하기 위해서 짐을 쌌다. 과거 장면이 나왔다. 김정호는 삽을 들고 있었다. 고인혜로 위장된 나애리의 시체 옆에 앉았다. 옆에는 2명의 사람이 있었다. 김정호는 옆에 있는 사람에게 삽으로 얼굴 잘 처리하라고 말했다. 김정호는 휘파람을 불면서 퇴근했다. |                   |                 |
| 13 | "여고추리반 13회" | 2021년 3월 12일 |
| 출연진들은 출근 장소에 도착해 스쿨버스를 타고 새라여자고등학교로 이동했다. 새라여자고등학교로 이동하면서 제작진이 오늘의 미션을 주었다. < 오늘의 전달 사항 > 오늘은 1월 25일 월요일입니다 여러분을 포함한 최대한 많은 사람들의 생명을 보호하세요 미션지를 보자마자 재재는 오늘이 30년 전 새라여자고등학교 폭발 사고의 영결식을 진행한 날이라고 말했다. 출연진들은 '추모 행사가 있을 지도 모른다'고 말했다. 출연진들은 학교로 가면서 심화학습동 공사가 2달 가까지 진행중인데 아직도 진척이 없다며 혹시 안에서 무슨 일이 있을지도 모르겠다고 말했다. 출연진들은 학교 안으로 들어갔다. '출입금지'라고 써진 문 앞의 독고문의 삽이 있었다. 문은 열려 있었다. 출연진들은 문 안으로 들어갔다. 그 방은 독고문의 방이었다. 책상에는 한 부분이 짤린 잡지, 책, 신문 등이 어지럽게 널려 있었으며, 모음과 자음을 조합할 수 있는 보드게임, 30년 전 새라여자고등학교 폭발 사고를 다룬 신문 기사가 스크랩된 스케치북도 있었다. 출연진들은 종이 매체의 한 부분이 짤려 있는 것을 보고, 고인혜의 영정 사진 뒷부분에 붙어 있는 '아직도 내가 자살했다고 생각해'를 독고문이 붙였다고 생각했다. 출연진들은 독고문의 지갑을 발견했다. 독고문의 명함이 안에 들어 있었는데, '한국대 공과대학 건축학과 교수 독고문'이라고 적혀 있었다. 곧이어 작은 사진 하나가 발견되었는데, 새라여자고등학교의 뱃지가 달려 있는 '독고슬기'의 사진이었다. 출연진들은 'ㄷ양'이 '독고슬기'라고 확신했다. '독고슬기'의 아버지는 '독고문'이며, 30년 전 자신의 딸과 관련된 사건의 진실을 알아보기 위해 모든 명예를 버리고 관리인으로 잠입했던 것이었다. 독고문의 방 서랍에는 수많은 약들이 있었다. 출연진들은 독고문이 아직도 트라우마에 시달리는 것으로 추측했다. 비비는 '왜 독고문이 삽을 떨어뜨리고 문도 안닫고 갔을까?'라고 추측했다. 출연진들은 독고문의 방을 원래대로 정리한 후, 방송실 안으로 들어가 보았다. 방송실은 교내 녹화 장소가 아주 잘 정리되어 있었다. 출연진들은 별다른 단서를 찾지 못하고 교실로 이동했다. 교실에 민정음이 들어왔다. 민정음은 차가운 표정을 지으며 '거기 뒤에 추리반 5명 너네 도대체 뭐야? 학교에 왔으면 조용히 공부나 할 것이지 사고만 치고 다니고.'라고 말했다. 뒤이어 교감과 조지 부시맨이 들어왔다. 교감은 '너네 고인혜 유품 도대체 왜 가져갔어? 오늘 고인혜 유가족이 유품 찾으러 왔는데 빈손으로 가셨어'라고 말했다. 조지 부시맨은 '바늘 도둑이 소 도둑 된다는데, 도대체 커서 뭐가 되려고 하는 거야?'라고 말했다. 교감은 조지 부시맨에게 추리반에게 적당한 벌을 내리라고 말했다. 조지 부시맨은 '체육복으로 갈아입고 운동장으로 내려와'라고 말했다. 출연진들은 체육복으로 갈아입고 운동장으로 갔다. 운동장에서 조지 부시맨은 출연진들에게 '지금부터 체력 업그레이드 실시한다’라고 말했다. 출연진들은 계속 운동장을 뛰었다. 조지 부시맨이 '그만'이라고 출연진들을 그만 뛰게 했다. 뒤이어 '고인혜 유품 교무실로 가지고 와'라고 말하고, 출연진들을 돌려보냈다. 출연진들은 동아리실로 올라가면서 온 카카오톡 메시지를 확인했다. 구민고PD : 안녕하세요 <대박사건 24시> 구민고PD입니다. 새라여고 3학년 학생으로부터 제보가 있어서 연락드립니다. 초록색 약에 대해 알아보고 있다고요? 지윤 : 안녕하세요 초록색 약에 대해 알아낸게 있으신가요? 출연진들은 고인혜의 유품을 들고 교무실로 갔다. 들키면 큰일나는 비밀 암호표는 뺐다. 출연지들은 교무실에서 유품을 제출하고 교감의 잔소리를 들은 후 출연진들은 교실로 돌아갔다. 교실에서 출연진들은 가만히 앉아있다가 종이 치니 매점로 이동했다. 매점에서 출연진들은 배를 채우기 위해 계속 먹었다. 출연진들은 외상을 위해 '물품' 칸에 이름을 적었다. 재재는 독고문이 스크랩한 기사를 보고 있었다. "'확실한 원인 규명 원한다"' 새라여고 爆發사고 유가족의 억울함 호소 지난 1월 9일, 세간을 떠들썩하게 만들었던 새라여자 고등학교 의문의 폭발사건. 유일한 생존자마저 구조 하루 만에 사망하며 전교생 사망이라는 비보가 전해지자 전국에서 희생자 애도의 물결이 이어졌다. 폭발 원인을 둘러싸고 화재 방지 시설 미작동, 부실 공사 등의 추측이 난무했지만 최근 학교 측과 유가족협의회의 합의를 통해 1억원씩 보상금을 지급하며 원만한 보상이 진행되는 듯 보였다. 하지만, 극적으로 구조되었다가 사망한 학생의 아버지인 'ㄷ'씨는 "정확한 폭발 원인 하나 밝혀진 것 없이 이렇게 급하게 덮는 게 말이 되냐"며 보상금을 거부하고 있는 상황이다. 확실한 원인 규명 없이 학생들의 희생을 보상금 1억으로 무마하려 한다는 것이다. 또한 그는 학교 측에서 학생들에게 '성분을 알 수 없는 약'을 투여했다며, 자신의 딸도 그 약을 지속적으로 먹어 왔다고 주장했다. 학생들은 그 약을 영양제 정도로 알고 있었지만, 뚜렷한 성분이나 출처가 알려지지 않았다는 점을 토대로 폭발사고뿐만 아니라 해당 약에 대해서도 의혹을 제기하고 있다. 이에 관해 학교 측은 사실무근의 주장일 뿐이라는 입장을 고수하고 있다. [雄産 박탐구 기자] - 雄産日報 그때 시점이 과거로 바뀌었다. 독고문은 순찰을 하던 중, 방호복을 입은 사람들은 보았다. 그때 나애리가 고인혜에게 '거기 꼼짝 말고 있어라'라고 말한 후, 고인혜가 전화기를 떨어뜨렸다. 보건교사는 고인혜의 눈을 확인한 후, 전화로 '2단계 준비하세요'라고 말했다. 독고문은 고인혜의 핸드폰을 주어 주머니에 넣은 후 허겁지겁 나갔다. 시점이 현재로 돌아왔다. 한참 간식을 먹은 후 출연진들은 동아리실로 이동하기 위해 일어났다. |                   |                 |
| 14 | "여고추리반 14회" | 2021년 3월 12일 |
| 동아리실에서 확인해보니 구민고 PD의 답장이 와 있었다. 구민고PD : 우리가 제보 받은 약을 조사해 본 결과 상당히 특이한 성분이 검출되었는데 이 성분은 지금은 거의 유통되지 않아서 잘 알려지지 않은 것으로 과거 30여 년 전 해외에서 밀입국되어 잠시 국내에서도 유통된 적이 있었던 마약 성분과 일치하는 것으로 보입니다 아직 자살한 학생과 이 초록색 약 사이의 인과관계를 명백하게 할 만한 증거가 없고 새라재단과 지역경찰과의 유착 관계도 의심되어 확실한 증거 없이 움직이가 매우 조심스러운 상황입니다. 자살한 것으로 알려진 학생의 사체는 이미 유족과 합의를 통해 화장을 마친 상태 이구요 출연진들은 자신들이 행방불명이 될 수도 있어 아래와 같이 구민고에게 답장을 보냈다. 박지윤 : 네 알겠습니다 혹시 오늘밤 자정이 지나도 저희가 연락 이 없으면 꼭 저희를 찾아주세요! 저희는 추리반 5인방입니다. 출연진들은 김정호의 네모 로직 퍼즐에 무슨 의미가 있는지 추리했다. 1, 2, 3, 4라는 네모 박스는 급식실 뒤 비밀 공간의 비밀번호를 뜻하는 것이 확실시 되었다. 출연진들은 좌표라고 판단해 여러 가능한 수들을 추려냈다. 그때 고인혜에게 '킹허저바'라고 인스타그램 메시지가 왔다. 출연진들은 '킹허저바'가 '지하벙커'라고 판단하고 지하벙커로 갔다. 지하 벙커의 문은 열려 있었다. 지하 벙커의 양쪽 문은 열려 있었다. 지하 벙커 안에는 독고문이 의식을 잃은 채로 손이 묶여 눕혀 있었다. 출연진들은 독고문의 묶은 손을 풀려고 했었다. 그때 민정음이 곤봉을 들고 '어휴 니네 여기서 뭐하니?'라고 말하며 들어왔다. 뒤이어 구연산과 조지 부시맨도 들어왔다. 출연진들은 급하게 양쪽 방으로 들어갔다. 비비 혼자 오른쪽 방으로 들어갔다. 민정음은 눈이 희번덕거리며 핸드폰 내놓으라고 말했다. 민정음은 핸드폰을 모두 수거한 다음, 양쪽 방의 문을 잠그고, '더 이상의 질문은 받지 않아요~'라고 말했다. 김정호가 '독고문 처리해 주세요'라고 말했다. 뒤이어 김정호가 들어왔다. 김정호는 '내가 너네 때문에 이게 뭐하는 짓들이냐?'라고 말했다. 김정호는 ‘내가 열쇠 가지러 갔을 때 너네 안에 있었지? 그래서 내가 추리반 담당이라고 말해 버렸잖아. 너네 급식실 뒤에도 왔었지? 내가 얼마나 놀랬는지 아니? 나 그 안에 있었거든.’이라고 말했다. 이 말을 하면서 김정호가 문에 기대서 추리반의 소리를 듣고 불을 꺼버리는 장면이 비춰졌다. 곧이어 ‘너네 고인혜 사건 들쑤시고 다니더라? 고인혜는 특별한 아이야. 우리가 필요한 아이라고. 고인혜는 새로운 역사를 다시 쓰고 있는거야. 아니, 그냥 역사를 비추고 있는 것일지도 모르지. 이게 다 운명이다. 나애리가 고인혜가 각성 상태인 보면 안되는 것을 봐서 우리가 죽인것도 운명이야. 니네가 갇힌 것도 운명이라 생각해. 전학 첫날부터 너무 나댔다.’라고 말했다. 김정호가 나가고, 박지윤이 녹음 파일을 틀었다. 개인 핸드폰은 모두 반납했으나, 공용 핸드폰은 반납하지 않았다. 지하벙커의 문이 열려 있는 것을 보고 수상하게 여긴 박지윤은 들어가기 전부터 녹음을 하고 있었다. 녹음 파일에는 김정호가 스스로 불은 자신의 화려한 범죄 내역이 박제되어 있었다. 출연진들은 녹음 파일을 다시 들으면서 민정음, 구연산, 조지 부시맨이 들어 왔을 때 장도연이 '아 씨 좆됐다'라고 말한 것을 듣고 웃었다. 다시 정신을 차리고 이곳에서 탈출하기 위해 출연진들은 머리를 쓰기 시작했다. 장도연은 발을 쭉 뻗어서 독고문의 공구들을 가져왔다. 출연진들은 이곳에서 탈출하기 위해 동아리실에서 푼 비밀번호 예시들을 넣어 보았으나, 쓸모없었다. 그때 벽에 가득 쌓여 있는 짚 부대와 방사능 통을 수상하게 여긴 출연진들은 짚 부대를 치워 보았다. 짚 부대 뒤에는 환풍구가 있었다. 출연진들은 독고문의 공구 중에 있던 드라이버로 환풍구를 열었다. 문 밑에 있는 작은 구멍으로 반대편에 있는 비비에게도 드라어버를 건냈다. 비비도 환풍구를 열었다. 환풍구 뒤에는 비밀 통로가 있었다. 비밀 통로 안으로 들어가보니 두갈래 길로 연결되었는데, 한쪽은 비비의 방이였다. 비비를 만나 다른 쪽 길로 가 보았더니, 비밀 약 조제실이 있었다. 비밀 약 조제실에는 수상한 약들이 한가득 있었다. 커다란 유리 통 안에 초록 약(=완두콩)들이 한가득 담겨 있었으며, 그 옆에는 '30년 전 밀유통된 마약'으로 보이는 초록 가루가 한가득 쌓여 있었다. 서랍장에는 피를 뽑은 것이 한가득 있었다. 출연진들은 밖으로 나와 2번 방으로 갔다. 출연진들은 밖으로 나와서야 자신이 있었던 1번 방이 약 조제실이라는 것을 확인했다. 출연진들은 김정호의 네모 로직의 2번 네모에 있던 'X' 위쪽에 있는 숫자 '131'와 왼쪽에 있는 숫자 '121'를 조합해 '131121'라는 숫자를 키패드에 입력했더니 문이 열렸다. 2번 방은 CCTV 방이었다. CCTV로 볼 수 있는 화면은 2번 방 문, 고인혜가 있는 방, XXXXXX였다. 고인혜는 의자에 앉아 있었다. 온몸에 선이 연결된 상태였고, 얼굴은 초췌해 보였다. '초인류'를 만들기 위한 실험 중이었다. 뒤에 있는 화이트보드에는 아래와 같이 쓰여저 있었다. -12월 1일 급식실 뒤 밀실 스페어키 분실 (유학식꺼) ↖추리반 학생들? -1월 4일 추리반 밀실공간 진입 5분 후 독고문 진입 -밀실공간 잠금장치 변경 ➡구연산 출연진들은 컴퓨터에 있는 '초인간연구회 조직도.PNG' 파일을 눌렀다. 이 파일은 초인간연구회 2기의 조직도였다. 회장은 김정호, 연구팀은 보건교사 최송화와 교감 전원숙, 대외팀은 교장 유학식과 영어 교사 조지 부시맨, 지원팀은 문학 교사 민정음과 수학 및 S반 담당 교사 구연산이었다. 시점이 과거로 바뀌었다. 김정호는 9화에서 출연진들이 학교 폭력 방지 포스터의 QR코드를 찍어 볼 때 좀 뒤에서 듣고 있었다. 김정호는 두꺼비집을 내렸다. 나애리는 지하 벙커에 갇혀 있었다. 나애리는 교사들이 들어오는 것을 보고 잠깐 웃음을 띄었으나, 방호복을 입고 있는 것을 보고 웃음이 내려갔다. 전원숙, 최송화, 유학식, 조지 부시맨, 민정음, 구연산, 김정호가 왔다. 교감은 교복을 던지며 나애리에게 이것으로 갈아입으라고 말했다. 초인류연구회 회원과 회장은 나애리에게 고인혜의 물품을 입히고, 고인혜처럼 화장을 했다. 회원과 회장들은 나애리를 들어, 시계탑 위로 데려가 떨어뜨렸다. 나애리가 사망한 것을 본 회원들과 회장은 나애리라는 것을 알아채지 못하게 얼굴을 삽으로 훼손했다. |                   |                 |
| 15 | "여고추리반 15회" | 2021년 3월 16일 |
| 장도연은 서랍에서 열쇠 하나를 발견했다.그래서 열쇠를 챙겼다. 출연진들은 책상 위에 있는 '제 2차 초인간 프로젝트 실행계획' 문서를 보았다. '우주에 있는 모든 원자의 정확한 위치와 운동량을 알고 있는 존재가 있다면 이것은 뉴턴의 운동법칙을 이용해 과거와 현재의 모든 현상을 설명해 주고 미래까지 예언할 수 있을 것이다.' 라플라스의 악마(Laplace's demon)는 현재에 대해서 모든 것을 알고 그것을 통해 미래를 유추하는 존재이다. I. 목표 및 이념 초인간연구회(超人間硏究會)는 현재에 대한 모든 것을 알고, 그것을 통해 과거와 미래를 완벽하게 유추하는데 목적을 두었다. 고로 우리는 결정론으로 미래를 예측하며, 앞으로 일어날 미래를 여는 것만이 초인간연구회(超人間硏究會)의 존재 이유이다. 초인간연구회 2기는 1기 '초인간연구회 프로젝트의 실패를 거울삼아 보완된 기술력으로 새롭게 재출항한다. 다양한 부작용을 원인이 되었던 마약성 물질을 대체하기 위해 오랜 연구를 거듭했고, 개발에 성공하며, 과거 SB-001의 부작용이 최소화된 새로운 물질 SB-002로 우리는 첫 번째 각성자(覺醒者)의 예언을 실현하게 될 것이다. II. 초인간연구회 2기의 발전 초인간연구회(超人間硏究會)는 오랜 연구 끝에 과거 SB-001의 부작용은 최소화 하며 뇌의 활동량을 최대치로 끌어 오리는 물질, SB-002을 경구 약품으로 개발하는데 성공했다. SB-002는 SB-001에 비해 부작용과 중독성이 최소화되었으며, 약물 사용 후유증이 80% 이상 감소되었다. 또한, 뇌의 활동량을 약 150% 이상 향상시켜 학업 능력을 극대화 시켰으며, 각성(覺醒)에 도달하는 시간을 절반 이상으로 단축시켰다. III.내용 (부제 초인간 프로젝트 Part 2) <대청소 플랜>을 실시한 지 약 30년 만에 두 번째 초인간 프로젝트를 시행, '새라 여자 고등학교'를 재개교하여 전국의 우수한 학생들을 모아 초인간으로 개발하기 위한 실험. 일명 '제 2차 초인간 프로젝트'에 착수한다. 1. 실험계획 실험 기간 : 2018년 3월부터 초인간 개발 시까지 실험 장소 : 충청남도 웅산군 결선면 구선남로 111 새라 여자 고등학교 실험 대상 : 전국 14-16세 여중생 중 상위 0.1%만 매년 40명씩 입학. 그중 학습능력이 우수한 소수의 실험체를 따로 선발하여 실험 예정 1기보다 각성(覺醒) 가능성이 높은 실험체만 선발하여 초인간 개발 실패의 위험성을 낮춘다. 2. 상세 실험 내용 SB-002 → 섭취 시 학습, 학업능력 대폭 향상 → 성공률 5% 실험 1단계 : 1년에 한 번 고도의 학습능력 테스트를 통해 우수한 소수의 실험체 선발된 소수의 실험체에게만 SB-002를 복용시킨다. →아침 7시, 점심 12시 저녁 17시 하루에 3회 복용 실험 1.5단계 → 극심한 두통과 몸살 증세 발현 → 눈동자가 회색빛으로 변하며 각성(覺醒) 시작 실험 2단계 SB-002를 복용한 실험체 중 각성(覺醒)에 성공한 실험체를 대상으로 집중 개발 단계를 시행한다. 두뇌 능력을 극한으로 끌어올리는 이 단계는 외부적으로 특수 방사능을 뇌에 노출 시키게 된다. 3. 실험 예상 결과 : 인간의 두뇌 능력을 극한으로 끌어올려 불확실한 미래를 정확하게 예측할 수 있는 초인간 개발 성공 출연진들은 30년 전 '대청소 플랜'이 새라여자고등학교 폭발 사고라고 추측했다. 출연진들은 바탕 화면에 있는 '0-91실험체' 폴더를 클릭했더니 영상이 여러개가 있었다. 출연진들은 첫번째 영상을 클릭했다. 첫번째 영상 오른쪽 아래에는 'OCT-09--1990'라고 적혀 있었다. 의자에 소녀 한명이 묶여 있었다. 소녀는 흐느꼈다. 시점이 이전으로 바뀌면서 김정호가 같은 장소에서 영상을 보고 있었다. 급식실 괴담의 '울음소리'는 이 영상 소리였던 것이었다. 출연진들이 온 것을 확인한 김정호는 불을 껐다. 시점이 다시 현재로 돌아왔다. 출연진들은 책상에 있던 '초인간(超人間) 프로젝트 결과 보고서' 문서를 확인했다. 2. 실행 결과 1차 실험 (1990년 3월~8월) : 120여명의 전교생을 상대로 하루에 1알씩 복용 → 대부분의 학생들이 약을 복용한 후, 학업 능력이 향상됨을 확인 → 하지만 초인간으로 각성(覺醒)하려면 역부족으로 판단 - 1차 부작용 : 대표적인 부작용으로는 극심한 우울증, 환청, 환시 등이 있으며 폭력적 성향이 눈에 띄게 증가하고 중독성 또한 상당한 것으로 나타남 2차 실험 (1990년 2월~) 1차 실험의 데이터를 토대로 SB-001 약의 복용 횟수와 양을 늘림 → 120명의 전교생을 상대로 하루에 3알씩 복용 각성(覺醒)에 성공한 첫번째 초인간 : 120여명의 실험체 중 단 한 명만이 초인간으로 진화하는데 성공 실험체번호 047 - 이지예 실험체 047 : 눈빛이 회색으로 변하고 의식이 없는 상태에서 해석불가능한 말을 한 후 실신 → 우리는 이 증상을 '각성(覺醒)'이라 칭하기로 함 (1990/10/09) 실험체 047 예언내용 : 1990년 11월 2일 (금) 첫 번째 예언 자금두 길바독 세령기 난태모 래당장칸자 엄긴근 기츨쿠게 답킨자 → 다음 주 일가족 네 명이 산채로 매장당한다. 범인은 이틀 후에 잡힌다. 1990년 11월 12일 (월) 첫번째 예언 확인 完 3. 결론 초인간의 능력 : 극도로 발달 된 계산 능력, 기억 능력 또는 불가능한 수학 문제나 암호 풀이를 빠른 시간안에 해결할 수 있는 능력이 생긴다. 또한, 각성(覺醒)이 완료된 완성형 초인간은 예지 능력을 갖게 된다. 첫 번째 초인간 - 실험체 번호 047 이지예 (사망) - 1990년 첫해 입학한 1학년 120명의 실험체 중 단 한 명의 실험체 '이지예'만이 완성형 초인간으로 진화하는데 성공했다. 하지만 첫번째 초인간이 된 이지예는 몇 차례 예언 후, 돌연 사망에 이른다. 각성(覺醒)에 이르지 목한 (폐기)실험체들 : SB-001을 장기 복용함에 따라, 각성(覺醒)에 이르지 못한 실험체들의 대부분은 부작용과 후유증을 겪었다. 특히나 폭력적 성향이 강해져 각종 일탈 행위 뿐만 아니라 연구원에게 위해를 가하는 일이 많아졌다. 이에 우리는 더 이상 실험 체들의 이상행동에 대해 묵과할 수 없다고 판단. 큰 결정을 하기에 이른다. ※ <대청소 플랜> 실행 첫번째 초인간 이지예의 예언에 따른 각성자 사망 예고와 각성(覺醒)단계에 이르지 못한 다른 실험체들의 약물 부작용으로 인한 각종 일탈 행위들이 지속적으로 일어나, 실험기밀 누출 위협을 느끼고 초인간 프로젝트를 폐기하기로 결정. 91년 1월 9일, <대청소 플랜>을 실시했다. 출연진들은 다음 영상도 확인했다. 이지예는 알아들을 수 없는 말로 예언을 했다. 출연진들은 이게 놀라운 토요일이냐고 말했다. 출연진들은 예언을 해독하는 방법이 모음은 그대로고, 자음만 'ㄱ→ㅇ, ㄴ→ㅅ, ㄷ→ㅈ, ㄹ→ㅁ, ㅁ→ㄹ, ㅂ→ㄱ, ㅅ→ㄴ, ㅇ→ㅂ, ㅈ→ㄷ, ㅊ→ㅌ, ㅋ→ㅎ, ㅌ→ㅊ, ㅍ→ㅋ ㅎ→ㅍ'로 바뀐다는 것을 확인했다. 암호를 해석해 보니 첫번째 예언은 '칸방 자미바 루서디보 그모청 길션쿠 액화덤기 루서딘자'라고 말했고, 해석해보니 '한강 다리가 무너지고 으로텅 일년후 백화점이 무너진다'였다. 두번째 예언은 '닙할 션 쿠 구미사마 버재칸 오룰기 울차어민자'라고 말했고, 해석해보니 '십팔 년 후 우리나라 거대한 보물이 불타버린다'였다. 세번째 예언은 '길두길 쿠 텃 박넝다바 둑슨자 남닙션기 디사련 자금 박넝다바 기봇게너 사차산자'였고 해석해보니 '일주일 후 첫 각성자가 죽는다 삼십년이 지나면 다음 각성자가 이 곳에서 나타난다'. 네번째 예언은 '볻 겨비너 루누칸 가기즐기 둑슨자'였고, 해석해보니 '곧 여기서 무수한 아이들이 죽는다'였다. 출연진들은 밖으로 나왔다. 출연진들은 심화학습동으로 갔다. 심화학습동 문 앞에는 광고지가 덕지덕지 붙어 있었다. 광고지를 떼어내 보니 문에 '4'라고 쓰여져 있었다. 4번방은 심화학습동이었다. 네모로직으로 찾은 비밀번호 '1315'를 눌러 문을 열어보니 경보음이 울렸다. 출연진들은 놀라 도망쳤지만 아무 일도 없었다. 출연진들은 안으로 들어갔다. 안에는 거대한 건물이 있었다. 들어가는 문은 보이지 않았다. 최예나가 무엇인가를 찾기 위해서 이것저것 두두렸는데, 아래쪽에 작은 사각형 블록을 누르니 문이 열렸다. 건물 안에는 고인혜가 의자에 앉힌 채로 갇혀 있었다. 고인혜는 의식이 없었다. 제어판에는 '방사능 각성’, ‘소독’, ‘실험실 개방’, ‘비상 알람’, ‘데이터 추출’' 버튼이 있었다. 데이터 추출을 위해 제어판을 적절하게 조합하자 데이터가 나왔다. 2021.01.18 다음 주 한 프로야구단의 주인이 바뀐다. 2021.01.19 다음달 1일, 동남아 한 나라에서 군인들이 쿠데타를 일으킨다. 2021.01.19 5년 후, 세계에서 가장 비싼 기업이 새로운 이동수단을 판매하기 시작한다. 2021.01.20 새라여고 학생들에 의해서 초인간연구회의 계획은 위험해진다. 2021.01.20 올해 여름, 과거에서 돌아왔다고 말하는 사람들이 등장한다. 2021.01.21 30년 후, 세계 단일 통화가 등장한다. 2021.01.22 30년 후, 다른 별에서 살기 위해 지구를 떠나는 사람들이 많다. 2021.01.23 50년 후, 두뇌에 컴퓨터를 연결할 수 있다. 2021.01.24 통제구역이라고 쓰여있는 방에 다섯 명의 아이들이 모인다. 그때 초인간연구회 회원들이 4번 방 안으로 들어왔다. 출연진들은 급히 옷장 안으로 숨었다. 녹음기를 켰다. 초인간연구회 대외팀인 새라여자고등학교 교장 유학식은 '서장에게 연락이 왔는데 어떤 언론이 우리 학교을 취재하러 다닌다'라고 말했다. 회장 김정호는 '교장 선생님, 그러라고 대외팀이 있는거잖아요'라고 말했다. 교장은 굽신거렸다. 김정호는 새로운 예언을 듣기 위해 고인혜에게 방사능 각성을 실시하라고 말했다. 최송화는 버튼을 조작해 방사능 각성을 고인혜에게 했다. 빨간색 불빛이 반짝였다. 방사능 가스가 나왔다. 저번 정전때 들렸던 웅웅거리는 기계 소리가 났다. 고인혜는 고통스러운 듯이 신음 소리를 냈다. 수많은 방사능 각성으로 고통스러웠던 고인혜는 더 이상 견디지 못하고 예언대로 사망했다. 최송화는 고인혜가 사망했다고 말했다. 김정호는 '대청소 플랜' 시행을 명령했다. 민정음이 '꼭 이렇게까지 해야 하냐'고 말했다. 김정호는 민정음을 노려봤다. |                   |                 |
| 16 | "여고추리반 16회" | 2021년 3월 12일 |
| 초인간연구회 회원들은 밖으로 나갔다. 잠시 후, 출연진들도 밖으로 나갔다. 그때 고민구 PD에게 카카오톡 메시지가 왔다. 증거는 확실해 보이네요. 근데 새라재단 쪽에서 손을 확실히 써 놓아서 경찰쪽은 포기했습니다. 다른 루트로 도움을 청해두었습니다. 조금만 참고 기다려주세요 초인간연구회 회원들은 봉고차를 타고 도망갔다. 출연진들은 방송실 옆에 있던 통제구역을 2번 방에서 찾은 열쇠로 열었다. 문을 여니 '3'이라고 써진 문이 나왔다. 출연진들은 김정호의 네모 로직으로 푼 '*#1423*#'을 눌러 3번 방 문을 열었다. 3번 방의 문을 여니 폭탄의 영향력을 더 쉽게 해줄 여러 가지 물품들이 있었다. 드라이버로 가운데에 벽에 있는 철판을 열어보니 시간이 64분 남은 폭탄이 있었다. 한편 봉고차를 타고 도망가려는 초인간연구회 회원들을 한 차가 가로막았다. 그 한 차에서 무장한 요원들이 나왔다. 요원들은 SSA(Secret Security Association) 소속이었다. 요원들이 초인간연구회 회원들을 제압하고 나서 뒤따라오던 다른 차는 운동장을 지나 구령대 앞에 섰다. 구령대 앞에 선 차에서 검은색 복면을 쓴 사람이 내려 출연진들이 있는 3번 방으로 갔다. SSA 요원들은 학교 전체를 돌아다니며, 증거가 될만한 물품들을 챙겼다. 불필요한 물품들은 총 등으로 소탕했다. 복면을 쓴 사람이 3번 방 앞에 도착했다. 출연진들은 '우리를 암살하려고 초인간연구회가 사람을 고용했구나'라고 생각해 놀랐다. 복면을 쓴 사람이 복면을 내렸다. 그는 자신을 SSA 특수요원 김동(김동현)이라고 말했다. 김동(김동현)은 폭탄을 해체하기 위해서 자신의 차의 글러브 박스에서 폭탄 해체 매뉴얼을 가져오라고 말했다. 재재가 가지러 갔다. 재재가 가지러 간 사이 김동(김동현)은 폭탄의 가장자리 부분을 드라이버로 열었다. 그 사이 3번 방의 문이 닫혔다. 박지윤, 최예나, 김동(김동현)이 갇혔다. 문을 열려고 했으나 열리지 않았다. 최예나는 아무런 도움도 되지 않는 김동(김동현)을 원망했다. 재재가 돌아왔다. 재재는 큰 소리로 폭탄 매뉴얼이 4개가 있다고 말했다. 김동(김동현)은 STAR INDUSTRY에서 만든 폭탄이라고 말했다. 폭탄 해제 매뉴얼은 다음과 같다. 장도연와 비비는 학교를 살펴보았다. 대부분의 학생들은 쓰러져 있었다. 몇몇 교사들도 쓰러져 자고있었다. 장도연과 재재는 깨우기 위해 방송실에서 소리를 지르기도 했으나 소용없었다. 장도연은 방탄소년단이 우리 학교에 왔다고 말했으나 소용없었다. 심화학습동에서 기계 소리를 냈으나 효과가 없었다. 그때 2번 방에 안티졸리G가 있었던 것이 생각나, 교실에 있던 살포기에 안티졸리G를 뿌려 학생들과 남아있는 교사들을 깨웠다. 학생들과 남아있는 교사들은 밖으로 대피했다. 박지윤, 재재, 최예나, 김동(김동현)은 본격적으로 폭탄 해체를 시작했다. 폭탄 해체는 4단계로 이루어졌다. 출연자들은 먼저 1단계를 풀었다. 1단계는 12개의 도형이 그려진 버튼 중 아래의 표에서 ✔ 표시가 된 버튼을 골라 누르는 것이었다. 체크표는 아래와 같다. 출연진들은 알맞은 도형을 찾아 눌렀다. 그러자 하단에 'ST1CLEAR'라고 불이 들어왔다. 출연진들은 2단계 풀이를 시작했다. 2단계는 토글 스위치를 아래의 9가지 방법 중 하나에 맞게 돌리는 것이었다. 단, 스위치를 조작할 때 스위치가 이미 같은 위치로 되어있다면 해당 방법으로는 이 폭탄을 해제할 수 없었다. 출연진들은 5번 방법으로 작동했다. 3단계로 넘어갔다. 3단계는 각 색깔과 숫자가 부여되어 있는 퓨즈소켓 중 가장 많은 소켓을 다른 곳으로 옮기는 것이었는데, 반드시 같은 수를 가진 소켓으로만 옮겨야 했다. 수학 문제를 풀면서 재재는 '수학 교사 구연산이 이 단계까지는 관여를 안했다'라고 말했다. 출연진들은 3단계를 완성했다. 마지막 스테이지(확인 필요)인 HIDDEN STAGE가 나왔다. HIDDEN STAGE는 제조사 로고가 쓰여져 있는 덮개를 제거하면 나오는 수많은 전선 중, 아래의 조건의 맞는 전선을 모두 자르는 것이었다. 1. 시리얼 넘버가 숫자로 시작하고, 알파벳으로 끝난다면 → 노란색 전선을 모두 자른다. 2. 시리얼 넘버가 숫자로 시작하고, 숫자로 끝난다면 → 초록색 전선을 모두 자른다. 3. 시리얼 넘버가 알파벳으로 시작하고, 알파벳으로 끝난다면 → 검은색 전선을 모두 자른다. 4. 시리얼 넘버가 알파벳으로 시작하고, 숫자로 끝난다면 → 파란색 전선을 모두 자른다. 이 폭탄의 시리얼 넘버는 PT55UL-KO6886LP로 알파벳으로 시작하고 알파벳으로 끝났다. 검은색 전선을 잘라야 했다. 검은색 전선을 모두 자르자, 폭탄의 시계가 멈췄다. 폭탄이 해제되었다. 3번 방의 문이 열렸다. 출연진들과 김동(김동현)은 밖으로 달려나갔다. 바깥에서는 학생들과 잠들었던 교사들이 출연진들과 김동(김동현)을 환호해주었다. 사서 교사 문헌정은 '히어로야, 우리의 히어로들’라고 말했다. 학교 위로 폭죽이 터졌다. 자막으로 '!!☆·····..?♡:) ~☆☆♡'라고 나왔다. |                   |                 |

### 시즌 2
| 번호 | 제목               | 본 방송 날짜     |
| --- | ------------------ | ---------------- |
| 01 | "여고추리반2 01회" | 2021년 12월 31일 |
| 새라여자고등학교에서 태평여자고등학교로 편입된 출연진들이 태평여자고등학교 앞에 도착했다. 도착하니 학교 앞에서 조정숙 교감이 마중나와 있었다. 조정숙 교감은 출연진들에게 환영한다며 학교에 들어가서 교장 선생님을 만나기 전에 학교 건물을 둘러보자고 말했다. 건물 옥상에는 종과 시계탑이 있었다. 조정숙 교감은 종이 고장나서 종이 울리지 않는다고 말했다. 조정숙 교감은 급식실, 매점, 기증석(처음에 기업이 이 건물을 지어주었을 때 이 땅과 건물을 기증했다는 내용이 담긴 증서이다. 1931년 11월 10일 건설되었고 2011년 11월 10일 복원됨.)을 소개했다. 그 때, 옥상에 얼굴이 햐얗고 눈은 X자이며 입은 커다랗게 찢어진 물체가 출연진들을 지켜보고 있었다. 물체는 뒤로 물러섰다. 한자로 ‘출이반이’라고 쓰여있는 돌, 각각 동아리실이 있는 별관을 소개했다. 학교 안으로 들어가서 3층의 컴퓨터실, 미술실, 다목적실, 2층의 보건실을 소개했다. 소개하는 중에 조정숙 교감은 ‘이곳은 시골이라서 아이들이 많이 빠져나가는데 5명이나 전학오니 기쁘다.’, ‘엘레베이터는 학생 이용 금지다.’라고 말했다. 그 뒤 교장을 만나러 가는 중 설립자의 초상화에 빨간색 락커로 낙서가 되어 있는 것을 보았다. 교장실로 들어갔다. 교장의 이름은 신선학이었고, 생활 한복을 착용하고 있었다. 신선학 교장이 무슨 말을 하면 조정숙 교감이 면박을 주었고, 신선학 교장은 농담이라고 하는 상황이 반복되었다. 그 뒤 신선학 교장에게 설립자의 초상화에 또 낙서가 있다라고 알려주었다. 신선학 교장은 ‘아이고 학생들이 장난을 쳤나보군요 하하하’라고 말했다. 조정숙 교감은 ‘설립자의 장손이 이렇게 허허허허하니까 애들이 만만하게 보는거 아니에요’라고 말했다. 신선학 교장은 ‘그러면 조정숙 교감께서 조정을 잘 해주세요.’라고 대답했다. 그리고 조정숙 교감의 말에 따라 출연진들은 교장실에서 나왔다. 출연진들은 교무실로 이동했다. 교무실에서 조정숙 교감은 선생님들에게 초상화에 낙서된 것이 있는지 물었다. 본 사람이 없다 하니 김부식 02학년 01반 담임이자 한국사 교사가 두 번째 낙서 뒤에 로비에 설치한 CCTV를 뒤져보자고 제안했다. 조정숙 교감은 김부식 교사에게 관리인을 불러오라고 명령했다. 그 뒤 이두근 02학년 02반 담임이자 체육 교사에게 전학생들을 소개했다. 이두근 교사는 출연진들의 이름을 물었다. 그 뒤 출연진들의 명패를 넘겨주었고, 동아리를 선택해야 하는데 어떤 동아리에 들지를 물었다. 출연진들은 추리반에 들고 싶다고 말했다. 추리반이 있는지 모르겠던 이두근 교사는 옆에 있던 김부식 교사에게 물었고, 김부식 교사는 있긴 한데 부원이 01학년 01반 공예림뿐이고 담당 교사인 지리교사 오대양은 또 반차내고 퇴근했다고 말했다. 이두근 교사는 추리반에 들기 어려운 것 같다고 말했다. 그러나 출연진들은 계속 추리반에 들고 싶다고 말했다. 그때 관리인이 도착해 CCTV를 조정숙 교사와 김부식 교사가 확인했다. 조정숙 교감은 CCTV를 보고 매우 놀랐다. 출연진들은 이두근 교사와 02학년 02반으로 이동했다. 박지윤이 '선생님 저희 반 애들은 공부를 좀 잘하는 편인가요?'라고 물었고, 이두근 교사가 '엘리트'라고 대답했다. 그때는 영어 시간이었고, 이두근 교사가 선생님에게 양해를 구해 영어 교사가 반에서 나오자 반으로 들어갔다. 이두근 교사가 '얘들아 우리반에 전학생이 다섯 명이나 왔어!'라고 말하자, 학생들은 열정적으로 리액션했다. 한명씩 자기소개를 했고, 학생들의 요청에 따라 춤으로 신고식을 했고 노래로도 신고식을 하려던 때 그때 어떠한 행동도 하지 않고 가만히 앉아있었던 신지우 학생이 ‘야 야 적당히 좀 하자, 나 화장실좀 가게’라고 말했다. 분위기는 싸늘해졌다. 신고식이 중단되었고, 이두근 교사는 남는 자리에 앉으라고 지시했다. 그 뒤 조정숙 교감이 들어와서 초상화에 낙서한 학생 나오라고 말했다. 나오지 않자 낙서한 학생이 누구인지 제보하면 포상을 준다고 말했다. 조정숙 교감이 반에서 나가자 이두근 교사가 출연진들에게 어느 동아리에 가입할지 물어봤고, 출연진들은 추리 동아리라고 답했다. 이두근 교사는 추리반에 가입하고 싶으면 낙서한 사람을 찾으라고 말했다. 출연진들은 동의했고, 이두근 교사는 나갔다. 출연진들은 유일한 추리부원 01학년 01반 공예림을 찾으러 갔다. 우선 01학년 01반으로 이동했다. 01학년 01반에 도착해서 비비가 공예림을 찾았다. 다른 01학년 01반 학생이 여기 없다고 말했다. 별관에 있는 교사휴게실은 잠겨 있었다. 밖으로 나와 ‘공예림 본 사람?’ 이라고 외쳤다. 매점에서 간식을 먹고 있던 연극부 02학년 02반 도미림, 홍나라가 맨날 보건실에서 땡땡이 친다고 말했다. 출연진들은 보건실로 이동했다. 보건실로 가던 중 도미림, 홍나라 학생이 엘레베이터를 타는 것을 보았다. 박지윤은 연극부는 날라리라고 확신했다. 또 설립자의 이름이 호학 신창인이고, 장손이 교장 신선학이며 신지우가 같은 성이고 이두근 교사가 신지우에게 아무 말도 못한 것을 보며 신지우가 설립자의 친척일 것이라고 추측했다. 출연진들이 보건실로 가자 이불을 뒤집어쓴 학생이 있었다. 그 학생을 깨워서 이름표를 보니 공예림이었다. 출연진들이 공예림 학생에게 추리반에 들어가겠다고 하자 공예림은 다른 동아리 들어가시면 안 되겠냐고 말했고, 출연진들이 이유를 묻자 혼자가 좋다고 말했다. 공예림 학생이 손에 붕대를 감고 있어 왜 그러냐고 묻자 예전에 다쳤는데 보건실 오려고 안 풀었다고 말했다. 지금 창체 시간인데 왜 보건실에 있냐고 묻자 친구가 없다고 말했고, 우리가 친구가 되어주겠다고 하자 혼자가 좋다고 말했다. 출연진들은 공예림 학생에게 같이 초상화에 낙서한 사람을 찾자고 말했다. 공예림 학생은 잠시 고민하더니 이전에 찍어둔 낙서 사진을 보여주었다. 첫 번째 낙서는 뭉크의 절규와 비슷하였으며, 두 번째 낙서는 대변을 누는 악마였다. 세 번째 낙서는 뱀의 혀였다. 출연진들이 공예림 학생에게 같이 범인 찾으로 가자고 말하자 잠시 고민하더니 수락했다. 출연진들과 공예림 학생은 엘레베이터를 타고 1층 초상화로 이동했다. 출연진들은 초상화에 있는 글자를 해석하기 시작했다. 공예림 학생은 미술 시간에 캘리그라피를 배웠다고 말했다. 박지윤은 캘리그라피도 그리는 사람마다 필체가 다르다며 미술실에 가보면 필체가 같은 사람이 범인일 것으로 추측했다. 출연진들은 엘레베이터를 타고 3층 미술실로 이동했다. 미술실 앞에서 공예림 학생이 전화를 받았다. 공예림 학생은 '여보세요?/아 읍내세요?/읍내에 만나분식이라고 있는데 거기서 봬요'라고 말했다. 공예림 학생은 떠났다. 출연진들은 미술실 안으로 들어갔다. 미술실 안에서 캘리그라피 뭉치를 찾아 같은 글씨체인 작품을 찾았다. 글자를 해석한 결과는 TARtuFFe였다. 재재가 TARtuFFe를 검색해 보니 프랑스의 희극 타르튀프가 나왔다. 출연진들은 희극이라 연극반에 가서 연극반 학생들에게 물어보니 모른다고 답했다. 박지윤이 한국어 위키백과의 타르튀프 문서를 보니 타르튀프가 종교인의 위선을 다루는 희극이라며, 신지우가 범인이라면 자신의 조상의 비밀을 알고 그것을 알리기 위해 그 짓을 했을 것이라고 추측했다. 그게 아니라면 설립자 호학 신창인의 비밀을 아는 누군가가 그랬을 것이라고 추측했다. 출연진들은 신지우의 가방을 수색했으나 성과가 없었다. 출연진들은 도서관에 타르튀프 책이 있을 것이라 추측하고 별관에서 도서관을 찾았으나 없었다. 영자신문반의 문을 열어 보았으나 잠겨 있었다. 본관에서 도서관을 찾아 타르튀프 책을 찾았다. 타르튀프 책의 일부분에는 연필로 기록했다가 지워진 자국이 있었다. 지워진 자국을 추측해보니 ‘CCTV?/너무 높아ㅠㅠ/가벼운거../유성락카../파티용품가게’였다. 장도연은 ‘범인이 파티용품가게에서 범행 도구를 구입했을 것이다.’라고 추측했다. 도서실 밖으로 나오니 조정숙 교감이 출연진들이 왜 이러고 있는지 불렀다. 출연진들은 낙서 범인 찾고 있다고 말했으며, CCTV를 보여 달라고 말했다. 조정숙 교감은 원래 학생은 CCTV 안 보여주는데, 특별히 비밀로 보여 준다고 했다. CCTV 영상에서 둥글고 검은 물체가 올라와서 CCTV를 가렸고, 잠시 뒤 내려갔다. 박지윤은 이 물체가 풍선이며, 파티용품가게에서 샀을 것이라고 추측했다. 출연진들이 친구가 없어 독단적인 행동을 할 수 있고, 붕대를 한(유성 마카 자국이나 풍선을 숨기기 위해서 했을 수도 있음.) 공예림을 의심해 보건실 쓰레기통, 01학년 01반 쓰레기통, 공예림의 책상을 뒤졌으나 없었다. 출연진들은 유성 락카를 찾기 위해 미술실로 갔다. 미술실에서 유성 락카를 찾았으나 없었다. 최예나가 창문 밖 나무에 풍선 더미가 있는 것을 발견했다. 출연진들은 나무가 있는 쪽으로 갔다. 나무는 철망으로 둘러싸인 비닐하우스와 컨테이너 박스가 있는 땅에 있었다. 장도연과 비비는 철망 안에서 락카와 스텐실 도안을 찾았다. 재재가 찢어진 철망 틈새를 찾아 출연진들은 철망 안으로 들어갔다. 틈새 앞에는 석회 가루가 뿌려져 있었고, 발자국이 남아 있었다. 박지윤은 범인 신발에는 하얀 석회 가루가 묻어 있을 거라고 추측했다. 장도연이 안을 더 둘러보았다. 낫을 든 중년 남성이 출연진들을 향해 ‘누구야’ 하며 소리를 질렀다. |                    |                  |
| 02 | "여고추리반2 02회" | 2022년 1월 7일   |
| 재재는 낫을 든 남자에게 '저희 전학생이에요. 잘못 들어왔습니다.'라고 말했다. 낫을 든 남자는 '태평여고 학생들이야? 너희 담배피러 온 거 아니야? 여기 사유지니까 빨리 나가'라고 말했다. 출연진들은 사유지에서 나왔다. 학교와 매우 가까운 사유지에 출연진들은 의구심을 가졌다. 출연진들은 교무실에서 조정숙 교감에게 보고를 하기로 결정했다. 박지윤이 주도로 교감 선생님에게 낙서 사건을 수사한 결과를 보고했으며, 선생님들이 전교생의 신발을 확인해달라고 요청했다. 그 뒤 먼저 선생님들의 신발을 확인해보는게 어떠냐고 제안했으며, 조정숙 교감은 교사들에게 신발을 들라고 지시했다. 선생님들의 신발에는 하얀 석회 가루가 묻어있지 않았다. 조정숙 교감은 교사들에게 종례 시간에 신발 검사하라고 지시했다. 그리고 최예나가 찍은 석회 가루에 남은 발자국을 촬영했다. 반에서 이두근 교사는 신발을 벗어서 책상 위에 올리라고 지시했다. 학생들이 반발했으나 이두근 교사는 강행했다. 도미림, 홍나라 학생의 신발에서 하얀 석회 가루가 묻어있었다. 이두근 교사는 조정숙 교감을 호출했다. 잠시 후, 조정숙 교감과 신선학 교장이 02학년 02반에 도착했다. 도미림 학생과 홍나라 학생은 부인했다. 그러나 조정숙 교감이 착용한 신발과 발자국이 같다는 것을 보이자 수긍했다. 조정숙 교감은 정식 징계를 내릴 것이라고 말했으나 신선학 교장은 '성인도 아니고 장난 좀 친건데 정식 징계까지는 안 하는 것이 좋겠습니다. 애들 앞에서 얼마나 부끄럽겠습니까?'라고 말했다. 조정숙 교감은 '저는 이거 절대 못 넘어가요.'라고 말하자 신선학 교장이 '학생들이 저에게 좀 불만이 있는가 봅니다. 저는 괜찮습니다. 학생들에게 봉사활동 시키면 안 되겠습니까?'라고 말했다. 조정숙 교감은 도미림 학생과 홍나라 학생에게 방학까지 교무실 청소하고 끝나고 자기에게 검사 받으라고 지시했다. 이두근 교사가 종례를 진행하는 중, 박지윤이 밖에서 흰색 가면을 쓰고 눈이 X 모양이며 입이 찢어진 물체를 보았다. 그 물체는 망토를 두르고 있었으며, 나이키 신발을 신고 있었다. 그 물체는 하얀색 무언가를 높이 들고 있었다. 7시 방향으로 걸어가더니 사라졌다. 출연진들과 학생들이 놀랐고, 이두근 교사는 뭉치지 말고 자리에 앉으라고 명령했다. 종례가 끝났다. 반정희 반장이 '전교생이 모여있는 익명 커뮤니티인 급식창고가 네이버 밴드에 있는데 오늘 18시에 01, 02학년이 전부 모일 것이다. 비밀번호는 기증석에 썼으니 찾아서 모여.'라고 말했다. 출연진들은 포상을 받기 위해 교무실로 갔다. 조정숙 교감이 출연진들을 칭찬하던 중, 출연진들이 포상 얘기를 꺼냈다. 조정숙 교감은 '너희 포상 때문에 그런거야?'라고 물었다. 출연진들은 부인했지만 먼저 꺼내시면 체면이 안 서실것 같아서'라고 말했다. 박지윤은 초상으로 교사 휴게실을 추리반 동아리실로 바꿔달라고 말했다. 그 말에 이두근 교사와 김부식 교사가 당황했다. 조정숙 교감은 '교사 휴게실에 남자 선생님들이 피웠는지 담배꽁초가 잔뜩 있고 거기서 뒷담화가 이루어진다는 소문이 있던데 아무튼 추리반 동아리실로 바꿀테니까 그렇게 아세요.'라고 말했다. 조정숙 교감은 관리인을 불러 교사 휴게실을 추리반 동아리실로 바꿀테니까 내일까지 추리반 물품 갖다놓으세요.'라고 지시했다. 출연진들은 관리인을 따라 교사 휴게실로 이동했다. 관리인은 비밀번호가 3578이라고 알려주었다. 출연진들은 이전 추리반 동아리실의 느낌이 없는 추리반 동아리실에 실망했다. 그 뒤 출연진들은 매점에서 간식을 샀다. 급식창고에 들어가기 위해서는 비밀번호를 알아내야했다. 기증석을 살펴보았다. 기증된 연도인 1931년 11월 10일, 즉 19311110을 넣어보았으나 아니었다. 출이반이를 넣어보았으나 아니었다. 장도연이 부자연스러웠던, 패여진게 아닌 '그려진' 한자로 위장한 그림을 찾아내었다. 그 그림은 한자의 숫자 글자를 조합한 것이었다. 한자를 숫자로 바꾸아 보니 814610이 나와 입력하니 가입 대기중이라고 떴다. 잠시 후 가입이 승인되었다. 출연진들은 가면 사람을 보았던 장소로 갔다. 근처의 벤치에서 종이쪽지를 발견했다. 종이쪽지에는 '태평면 농약 살인사건'이라고 쓰여있었다. 출연진들은 제일 위에 있던 게시물을 보았다. '요청한 도안 올림'이라고 쓰여저 있었고, 첨부된 사진은 초상화에 있던 낙서와 동일했다. 출연진들은 전교생이 낙서에 가담했다는 것을 알게 되었다. 밑에는 '전 행정실 교직원 기억나시는 분? 화장실에 몰카 설치했다가 짤렸던… 이 몰카범 당직기사로 닉변하고 아직도 우리 학교 다니고 있었음'라는 게시물이 있었고, 당직기사의 사진이 첨부되어 있었다. 댓글 중 일부에서는 '교장 조카라는 소문이 있더니 진짠가보네/교장은 또 설립자 장손이라는 소문도 있잖아'라고 했다. 출연진들은 학생들이 교장 일가를 싫어하며 당직기사 사건은 이유 중 하나라고 짐작했다. 17시 55분이 되었고 채팅방이 열렸다. 채팅방에서 이루어진 대화의 흐름은 아래와 같다. 69명되면 전학온 애들도 들어온거다. → 오늘 전학온애들 몇몇은 예쁘고 한 명은 키가 엄청 크더라 → 낙서범이 잡혔다. → 그거 오늘 전학온 애들이 교감에게 이른거다. → 전학와서 그런지 잘 모르나보네. → 신선학 교장은 자기가 잘못해놓고 뭘 용서하는거냐? → 김치떠뽀끼(방장) : 근데 쟤내들도 잘 몰라서 그랬을수도 있잖아. 뭘 하나 시켜보는게 어때? 해저씨 시키자. → 태평여고 3대 괴담 : 태평여고는 일제강점기 당시 조선인들을 상대로 인체 실험을 하는 곳이었으며, 죽은 시체는 저수지에 버렸다. 사람들이 고통받는 소리를 감추기 위해 종을 울렸다. → 해저씨 : 밤에 낚시하시는 해병대 모자 쓴 아저씨에게 담배랑 라이터 빌리고 영상으로 찍고 0시까지 업로드 → 끝. 방장 김치떠뽀끼가 주도하였으나 출연진들에게 '무언가'를 시키려고 할 때는 '렛미모'에게 허가를 받았다. 출연진들은 렛미모가 실세일 것으로 추측했다. 출연진들은 해저씨에게 담배를 빌리기 위해 '최예나와 박지윤이 일진에게 협박당해 담배를 빌리지 않으면 죽는다고 해저씨에게 말하고, 장도연과 비비가 뒤에서 일진처럼 바라보며, 재재가 촬영한다는 계획을 세웠다. 저수지 옆 길을 걸으면서 해저씨가 있는 쪽으로 다가갔다. 해당 계획을 시도했지만 실패하고 다같이 '학생은/학생답게/담배를/피우지 않는다'를 외치는 얼차려만 당했다. 그때 낚시줄이 팽팽하게 당겨졌다. 해저씨는 줄을 당겼다. 월척인줄 알았지만 봉투였다. 해저씨는 누가 또 쓰레기를 버렸다고 투덜대면서 건져냈다. 해저씨가 봉투를 열었다. 안에는 시체가 있었다. 봉투 밖으로 태평여자고등학교 교복을 입고 손에 붕대를 감은 팔이 빠져나왔다. 공예림 학생이었다. |                    |                  |
| 03 | "여고추리반2 03회" | 2022년 1월 14일  |
| 04 | "여고추리반2 04회" | 2022년 1월 21일  |
| 04 | "여고추리반2 04회" | 2022년 1월 21일  |
| 출연진들은 2021년 12월 19일 일요일에 학교에 도착했다. 학교에 도착하니 용승남 PD가 있었다. 출연진들이 왜 학교에 왔냐고 묻자 선생님들하고 얘기 좀 나눠볼려고 왔는데 선생님들은 한명밖에 없어서 그분하고 좀 얘기하다가 가셨다고 말했다. 그 선생님의 성함을 물었고, 오대양이라고 대답했다. 출연진들이 오대양 선생님이 인상이 험하냐고 묻자 용승남 PD는 잘생기셨다고 말했다. 출연진들과 용승남 PD는 정보를 교환했다. 그 내용은 아래와 같다. 1. 이아란 학생이 어젯밤 구치소에서 사망했다. 경찰 조사에서는 묵비권을 행사하다가 검찰로 올라가니까 그제서야 입을 열었는데 사망했다. 자살인지 타살인지 이유는 모르며 경찰도 취재에 협조를 하지 않는다. 오늘 지인이 조사 영상을 보내주기로 하였으니 보내주겠다.(용승남 PD.) 2. 학교에 선우경이라는 학생이 있나? 이아란 학생이 검찰 조사에서 선우경이 시켰다.라고 하는데 태평여자고등학교에는 선우경이 없다.(용승남 PD.) 3. 선우제분의 대표 선우영재가 사람들에게 매우 저렴한 이자로 대출을 해주어 존경을 받았고 태평면 경제에서 꼭 필요한 존재였다. 대출자는 공두식, 이옥순 부부(자녀 공지철, 공예림. 공두식 씨는 이후 사업을 이유로 대전으로 떠남.), 이기남, 김미숙 부부(자녀 이아란. 과수원 운영.), 박광기, 김영희 부부(박광기 씨는 태평면 농약 살인 사건 이전 가정폭력 전과 있음. 무죄 판결 이후 마을을 떠남.)(용승남 PD.) 4. 태평여자고등학교 불법 촬영 사건.(출연진.) 5. 태평여자고등학교 식중독 사건은 내 촉으로는 급식창고에서 벌인 사건같다.(용승남 PD.) 6. 급식창고에 대해 인터뷰를 하고 싶은 사람이 있는데 급식창고 일원 중 분명히 반감을 갖고 있는 사람이 있을 것이다. 그 사람을 알려 줄 수 있나?(용승남 PD.) → 박영선의 전화번호를 알려주겠다.(최예나.) 출연진들은 동아리실로 이동했다. 별관 앞에는 할로윈 파티를 할 때 촬영한 사진들이 붙어있었다. 출연진들은 우리 없이 이런 걸 하다니 괘씸하다고 말했다. 동아리실 안에서 사건 의뢰함을 살펴보았다. 사건 의뢰함 안에는 쪽지 2개가 있었다. 한 쪽지에는 가면 인간의 가면이 그려져 있었으며 뒤에는 의상 보육원 가스 폭팔 사고라고 써 있었다. 출연진들은 이 사건을 선우경이 일으켰으며 이 사건으로 보육원이 사라지고 선우영재 부부에게 입양됐다고 추측했다. 다른 쪽지에는 12월 19일 18:00 1층 학생용 화장실이라고 써 있었다. 박지윤이 용승남 PD에게 문자로 의상 보육원 가스 폭팔 사고를 알아달라고 보냈으며, 용승남 PD는 알아보겠다고 답장했다. 동아리실의 비밀 게시판을 수정했다. 2013 당시 의식불명/10살/선우B양/경이(추정), 경이 쪽지를 선우경으로 통합했으며, 사건 의뢰함에 있던 의상 보육원 폭팔 사고 쪽지를 압정으로 붙였다. 박영선이라고 추가로 쪽지에 작성해 붙였다. 박지윤은 공예림, 이아란, 구영선, 박영선 3명의 용의자의 자식들이 차례로 선우경에 의해 살해된다고 추측했다. 또한 2년 뒤면 선우경은 성인이 되어 유산을 받을 수 있는데 자신의 동생인 C양이 죽으면 모든 유산을 다 가질 수 있으니 최종적인 타깃은 자신의 동생 C양이라고 추측했다. 출연진들은 할로윈 파티에 대해 동아리실 밖으로 나왔다. 추리반 동아리실 바로 앞에는 사진반이었는데, 최예나가 무의식적으로 사진반의 문을 열다가 문이 열려있고 불이 켜져있었다는 사실을 발견했다. 사진반 안에서 용승남 PD가 보낸 이아란 학생의 검찰 조사 영상을 보기로 결정했다. 검사 : 오늘이 마지막 조사에요. 어제 했던 얘기 계속해 볼까요? 어제 그 친구 이름이 뭐였지? 이아란 학생 : 경이요. 선우경…. 애들이랑 10월에 할로윈 파티 때 경이가 와서 예림이가 위험하다면서 예림이가 PD한테 다 제보하겠다고 다 제보하면 우리 큰일 난다면서 막아야 한다고…. 검사 : 공예림이 방송국 PD에게 뭘 제보하려 한 거죠? 이아란 학생 : 다요 전부 다 그래서 전 예림이를 막으려고 한 거였어요 걔가 PD에게 못 말하게 전 진짜 몰랐다고요 검사 : 아란 양 말은 이게 다 선우경이 시켜서 한 일이라는 거죠? 이아란 학생 : 경이는요 불쌍한 애예요 무서운 애예요 걔 말은 무조건 다 들어야 해요 걔 무슨 짓 할지 몰라요 걔는 진짜…. 검사 : 아란 양, 진정해봐요. 그 선우경이라는 친구가 태평여고 학생인가요? 이아란 학생 : 몰라요 모른다고요 저 안 죽였어요 진짜 무섭단 말이에요 변호사 : 사무장님, 여기 티슈 좀 사무장 : (미리 뽑아둔 휴지를 갖다준다.) 검사 : 자 진정하고 다시 이야기하죠 출연진들은 대머리에 노인인 사무장이 갖다준 휴지에 독극물이 있고, 얼굴을 닦은 이아란 학생이 사망한 것으로 추측했다. 출연진들은 사진반을 둘러보기 시작했다. 비비가 사진을 인화하기 위한 암실을 찾았다. 비비가 할로윈 파티의 사진은 암실에 있을 것이라고 말했고, 출연진들은 암실에 들어갔다. 암실에는 많은 사진들이 걸려 있었다. 그러나 그 사진들은 모두 이아란 학생들을 촬영한 것이었다. 그때 학생이 들어왔다. 학생은 마음대로 왜 들어오냐며 성질을 냈다. 그러면서 암실에 들어갔냐, 노트북 만졌냐라고 말했다. 출연진들은 너무 따뜻해서 들어왔다, 암실에는 안 들어갔다, 그런데 노트북에 중요한게 있냐라고 답변했다. 박지윤이 이아란 학생의 사진이 많던데 니가 찍었냐라고 묻자 학생은 이아란 학생이 인기가 많아서 애들이 많이 부탁해서 찍어줬다고 답변했다. 장도연이 부탁한 애들 이름 기억하냐고 물었고 학생은 내가 왜 알려줘야 하지?라고 답했다. 학생은 출연진들의 질문에 답변하면서 노트북의 잠금을 해제했다. 출연진들은 노트북에 할로윈 파티 때 사진이 있다는 것을 눈치챘고, 간식들을 주면서 사진을 달라고 말했다. 학생은 USB 플래시 드라이브에 사진을 옮겨주면서 다음에 다시 돌려주라고 말했다. 출연진들은 고마워하면서 사진반을 나서려고 했다. 그때 학생이 너네 어떻게 볼 거냐고 물었다. 그때 출연진들은 USB 플래시 드라이브에 담긴 자료를 볼 수 없다는 것을 눈치챘다. 그 학생은 컴퓨터실로 가라고 말했다. 박지윤이 컴퓨터실이 잠겨 있는지 물었고, 학생은 하나부터 열까지 다 알려줘야 되냐라면서 3312라고 알려주었다. 출연진들은 컴퓨터실 자물쇠를 3312로 맞추고 들어갔다. USB 플래시 드라이브를 삽입하고 사진을 확인했다. 재재는 좋은 카메라인지 한장당 용량이 8MB 상당인데 컴퓨터까지 느리고 사진은 700장이라 고역이었다고 말했다. 출연진들은 사진의 이아란 학생을 유심히 살펴보았다. 그러면서 다른 학생들도 살폈다. 할로윈 파티 때 얼굴이 보이지 않는 사람은 조커와 오징어 게임 진행요원 뿐이었다. 이아란 학생은 계속 즐거운 표정이었으나 의자에 앉고, 누군가와 대화한 뒤 심각한 표정으로 바뀌다가 급기야 자리를 떴다. 누군가는 사진 앵글 시야각 밖이었다. 그때 이아란 학생의 옆에 있던 반정희 학생이 할리퀸 분장을 한 사람과 셀카를 찍는 모습이 보였다. 반정희 학생에게 연락해서 사진을 확보하겠다는 계획을 세웠으나 반정희 학생의 전화 번호는 없었다. 그래서 최예나가 박영선 학생에게 반정희 학생의 전화 번호를 물어 전화 번호를 얻어냈다. 반정희 학생에게 전화를 걸었으나 받지 않았다. 반정희 학생에게 문자를 보냈고, 그때 찍은 사진 전체를 보내주겠다고 답장이 왔다. 잠시 후 사진이 도착했다. 출연진들은 사진을 천천히 넘겼다. 할리퀸 분장을 한 학생과 촬영한 사진이 나왔다. 같은 사람과 여러 장을 촬영했음으로 계속 넘겼다. 선우경가 있을 자리에 드디어 무언가가 있었다. 가면 인간이었다. |                    |                  |
| 06 | "여고추리반2 06회" | 2022년 2월 4일   |
| 출연진들은 가면 인간이 선우경이라는 것에 대해 충격에 빠졌다. 그러면서 가면 인간과 선우경에 대해 여러 가지 추측을 하였는데, 대표적인 것은 선우경이 이중인격자라는 것과 가면이 여러 사람이라는 것이었다. 최예나가 급식창고에 새 알림이 도착했다고 말했다. 김치떡뽀끼 \| 중요공지 [긴급] 5분 뒤, 단체 채팅 오픈 예정 가능한 모두 접속 바람 출연진들은 추리반 동아리실에서 채팅에 참여하기로 결정했다. 채팅에서 김치떠뽀끼가 대박사건24시의 제보 요청에 태평여자고등학교 식중독 사건이 일어났다며, 누가 유출했냐고 따졌다. 학생들을 충격적인 반응을 보였다. 렛미모가 전핵생 5명이 의심스럽다고 말했으며, 공예림 토막 살인 사건이 일어난 다음날 전학생 5명과 PD가 대화를 나누고 있었다고 덧붙였다. 다른 학생이 오늘 학교에 왔는데 전학생 5명과 용승남 PD가 대화를 나누고 있었다며 이를 촬영한 사진을 게시했다. 학생들은 전학생 5명이 배신했다고 분노했으며, 김치떠뽀끼가 렛미모에게 어떻게 처리할지 물었다. 렛미모는 '강퇴'라고 답변했다. 출연진들은 급식창고에서 강퇴 처리되었다. 출연진들은 채팅을 참여하면서 렛미모가 자신들이 용승남 PD와 대화하고 있었다는 사실을 말한 것을 보고 신지우 학생이 그때 자신들을 창문 밖으로 지켜보고 있었다는 것을 떠올렸다. 그러면서 신지우가 렛미모라는 것을 확신했다. 출연진들이 급식창고에서 강제로 탈퇴 처리되자 구영선 학생이 최예나에게 문자 메시지를 보냈다. 구영선은 강퇴당한 것을 보았다며 아무래도 태평여자고등학교 불법 촬영 사건이 렛미모가 권력을 얻기 위해 조작된 것 같다고 말했다. 최예나가 그 영상을 보여달라고 하자 휴대폰에는 없고 컴퓨터실 자기 자리에 영상이 있을 것이라고 말했다. 출연진들은 컴퓨터실로 이동했다. 교사용 컴퓨터 책상에 있던 자리 배치도에서 구영선의 자리를 찾았다. 컴퓨터의 2-2 폴더에 영상이 있었다. 당직기사가 들어왔고, 두리번거리며 모든 화장실 변기에 들어갔다. 2번째 변기에 들어갔다 나오면서부터는 소리가 없었다. 재재는 소리가 없고 당직기사가 몰래카메라를 설치한 변기에 바로 가는 것이 아닌 두리번거리며 모든 변기에 다 들어오는 것을 보아 조작을 의심했다. 출연진들은 신지우 학생의 컴퓨터에 가 보았다. 카카오톡을 실행해 보니 fptalah2004@kakao.com 계정이 자동 입력되어 있었다. 비밀번호를 유추해 보았으나 실패했다. 그때 비비가 fptalah를 한글로 입력하면 '렛미모'라는 사실을 알아냈다. 장도연, 재재, 비비는 현재 유력한 렛미모 후보인 신지우 학생의 자리에 가기로 결정했다. 신지우 학생의 자리에는 아무것도 없었으나 신지우 학생의 사물함은 자물쇠가 열어져 있었으며, 그 안에는 주머니가 있었고 주머니 안에는 휴대용 카메라가 있었다. 출연진들은 컴퓨터실에서 카메라 안의 영상을 보기로 결정하고 교실을 나왔다. 그때 신지우 학생이 교실로 들어올려고 했다. 신지우 학생은 '너희 뭐하냐?'라고 물었다. 출연진들은 당황하며 바로 도망갔다. 장도연, 재재, 비비는 컴퓨터실로 뛰어 들어왔다. 뛰어 오는 소리에 박지윤과 최예나는 무슨 일이냐고 물었다. 장도연, 재재, 비비는 상황을 설명했다. 재재가 휴대용 카메라에 있던 영상을 재생했다. 영상은 구영선 학생의 컴퓨터에 있던 것과 동일하였으나 소리가 있고 다른 사람이 있었다. 구영선 학생의 영상에서 없던 소리는 다른 사람의 '야 뭐 나온거 있어?'였고, 당직기사가 '아니... 없어요'라고 대답했다. 당직기사는 '아니... 몰카범이 있으면 경찰에 신고하면 되지 왜 여자화장실에 들어가라 그래/여기 화장실 칸 전부 봐야 돼요?'라고 했고, 남자는 '그냥 확인만 하고 나와 예방 차원에서 하는 거니까'라고 말했다. 출연진들은 태평여자고등학교 불법 촬영 사건이 조작된 것이라는 것을 알아냈다. 재재는 렛미모가 그 남자를 컴퓨터 그래픽으로 없애버렸다며 편집 실력이 대단하다고 렛미모를 칭친했다. 박지윤이 '사실을 함구한 채 대응 방안 모색/반장에게 알린다./대박사건24시에 제보한다.'라는 3가지 방안을 제안했으며, 첫번째 안으로 결정되었다. 출연진들은 추리반 동아리실로 이동했다. 추리반 동아리실에서 용승남 PD가 의상 보육원 폭발 사고에 대해 조사한 내용을 전송했다. 의상 보육원 관련 정보 보내 알아내는데 애 좀 썼어. 2012년 12월, 가스 폭발사고로 의상 보육원 전소 원장 및 보육교사 5명, 아이들 23명 사망 밸브 노출로 인한 가스 폭발 사고, 2명의 아이만 건물 외부에 있어서 사고를 피함 이때 생존한 2명의 아이 이름은 '김경' '김희정' 근데 놀라운 점은 갈 곳 없던 두 아이를 입양한 게 선우영재 사장 대박인데? 이 사건은 어디서 들은 거야? 그때 밖에서 누군가가 문을 두들겼다. 두들기는 사람은 자신이 신지우라고 했으며, 좋은 말로 할 때 열라고 했다. 신지우 학생은 10부터 숫자를 세었다. 출연진들은 비밀 게시판을 천으로 가리기 위해 시간을 끌었다. 문이 열렸다. 재재 : 지우 왜 왜왔어 신지우 학생 : 야 너네 아까 나 보고 돔아가던데 왜 도망걌냐? 죄지은 사람마냥? 재재 : 넌 일요일에 왜 나와 있니 지우야? 신지우 학생 : 내가 먼저 물어봤잖아? 재재 : 아니 미모야 왜 우리 강퇴시ㅋ 신지우 학생 : 내가 먼저 물었다고 했어. 박지윤 : 근데 묻는 말에 꼭 대답해야 하는 건 아니잖아. 신지우 학생 : 묻는 말에 대답하라고 질문한거야. 한 명씩 말해 좋은 말로 할 때. 박지윤 : 사람이 다섯 명인데 어떻게 한명씩 말해 재재 : 왜 찾아왔어 그래서? 왜 왔는지 알고 싶은데? 신지우 학생 : 내 사물함 열려 있던데 혹시 너희가 내 사물함 뒤졌냐? 최예나 : 아니 비비 : 응 사물함 뒤졌어 최예나 : 아니 신지우 학생 : 너희가 입장 바꿔 생각해 보세요 물건 마음대로 만졌잖아 너희들이 박지윤 : 그 물건이 뭔데? 신지우 학생 : 아니 내 물건을 니들 마음대로 만졌잖아 너네가 장도연 : 근데 네 사물함 자물쇠로 잠겨 있지 않던데 신지우 학생 : 그럼 내 사물함을 만지긴 만졌다나는 거네? 뭘 만졌어? 최예나 : 안 가져갔어 신지우 학생 : 말 안 할 거야? 최예나 : 안 가져갔는데.. 비비 : 일단 들어와 추우니까 신지우 학생 : 너희 진짜 최악이다 여기가 너희 놀이터야? 여기 놀러 다녀 그냥 다시 전학가 짜증나니까 신지우 학생이 문을 닫고 나갔다. 비비가 문을 발로 찼다. 18시가 다 되어서 출연진들은 화장실로 이동했다. 화장실에는 아무도 없었다. 화장실 맨 끝 칸 벽에는 빨간색 유성 락카로 'WHISTLER'라고 쓰여 있었으며, 첫 등교 당시 교감 선생님이 학교를 안내해주는 장면을 몰래 촬영한 사진에 출연진들에 얼굴에 쥐 모양으로 낙서한 사진이 걸려 있었다. 출연진들은 이 사진을 누군가가 몰래 촬영했다고 추측했으며 처음부터 자신들에게 몰아가기로 작정했다고 추측했다. 출연진들이 추리반 동아리실로 돌아가던 중, 종이 울렸다. 종은 계속 울렸다. 출연진들이 종이 있는 옥상을 바라보았다. 가면 인간이 있었다. 가면 인간은 출연진들은 향해 올라오라고 손짓을 했다. 출연진들은 옥상으로 올라갔다. 출연진들이 옥상으로 올라가자 바닥에 빨간색 상자가 있었다. 출연진들은 빨간색 상자을 열어보았다. 선우희정의 일기와 편지였다. 2012년 3월 30일 금요일 \| 경이언니랑 장난가면 만든날 오늘 경이언니가 가면을 만들어줬다. 언니는 장난가면이라고했다 언니가 장난가면을 쓰면 우리는 투명인간처럼 들키지 않을거라고 했다. 장난가면을 쓰니까 내 얼굴에 있는 괴물같은 점이 숨어 버렸다. 2012년 6월 7일 목요일 \| 박훈이랑 싸운 날 오늘 박훈이 내가 아끼는 머리삔을 가지고 놀다가 잃어버렸다. 원장선생님이 사준거였는데 너무 슬펐다. 경이언니가 복수하자고 박훈이 아끼는 로봇을 뿌시라고 했다 그래야 공평하다고 했다. 장난가면을 쓰고 박훈이 없을 때 로봇을 뿌셨다. 근데 박훈이 알고 나를 때렸다, 나도 때렸다. 2012년 7월 24일 화요일 \| 떡볶이 사먹은날 오늘 경이언니가 원장선생님 지갑에서 돈을 몰래 가져왔다. 나가서 떡볶이를 사먹었는데 원장선생님한테 혼이났다 무서워서 눈물이 났다. 2012년 10월 17일 수요일 \| 나는 괴물이 아니야! 오늘 경이언니한테 들었는데 원장선생님이 나를 싫어한다고 했단다. 내가 괴물같데 언니가 원장선생님을 혼내주자고 했다 계단을 내려갈때 뒤에서 밀자고 했다. 그래도 아플까봐 하기 싫었는데 언니가 잘못했으면 벌을받아야 한다고 했다. 아니면 내가 진짜 괴물이라고 했다. 나는 괴물이 아니야! 선생님을 밀고 도망쳤다. 경이언니는 웃었다, 언니 말을 잘듣는 진짜 경이언니 동생이 되고싶다. 2012년 12월 12일 수요일 \| 보육원이 불타버린 날 경이언니가 부엌에서 장난가면을 쓰고 불장난을 하자고 했다. 창고 휴지를 가져와 하루종일 태웠다. 그러다 경이언니가 갑자기 나가서 놀자고 했다. 저녁이 돼서 보육원에 돌아왔는데 보육원이 불타고 있었다. 너무 무사웠다. 경이언니가 내가 태운 휴지때문에 불이 나는거라고했다. 나 때문에 보육원이 없어지고 친구들도 선생님도 다 죽어버렸다. 난 지옥에 가야한다. 2012년 12월 25일 화요일 \| 아저씨랑 아줌마랑 경이언니랑 가족이된 날 어떤 아저씨랑 아줌마가 찾아와서 나랑 경이언니를 이 집으로 데려왔다. 이제 경이언니랑 나랑 아저씨랑 아줌마랑 가족이 되는거라고 했다. 모르는 아저씨네 집인데 침ㄷ매도있고 인형도 많이 있다. 내 이름은 이제 선우희정이고 경이언니는 선우경이다. 2013년 4월 14일 일요일 \| 엄마아빠한테 혼난 날 오늘 밥에 콩을 다 골라먹어서 엄마아빠한테 혼났다. 방에서 울고 있는데 경이언니가 나를 달래줬다. 그리고 엄마아빠가 나를 싫어하는 것 같다고 했다. 진짜 엄마아빠는 콩을 골라먹는다고 혼내지 않는다고 했다. 2013년 5월 9일 목요일 \| 오늘은 속상한 날 오늘은 속상한 날이다 경이언니한테 들었는데 엄마아빠가 내 얼굴에 큰 점이 괴물같아서 싫다고 얘기했다고 했다 왜 다들 나보고 괴물이라고 하는 걸까? 난 괴물이 아닌데 눈물이 날것만 같다. 2013년 9월 8일 일요일 \| 경이언니가 무서웠던 날 언니가 오랜만에 장난가면을쓰고 재미있는거 하자고했다. 우리 집 보리차에 재미있는 약을 타서 엄마 아빠를 설사하고 아프게 만들다고했다. 근데 아픈건 싫어서 안하겠다고 했는데 경이언니가 나를 싫어하니까 죽어도되는 사람들인데 왜 골탕도 못먹이냐고 했다 언니가 화가난 것 같다 무섭다. 2013년 9월 10일 화요일 \| 집에서 도망쳐 나온 날 어제 언니가 투명한 물약을 줬는데 몸에 좋은 거니까 저녁 먹기 전에 보리차에 넣으면 된다고 했다 언니가 계속 쳐다보고 있어서 보리차에 넣었다 근데 저녁을 먹는데 엄마 아빠가 보리차를 마셨는데 입에서 하얀 거품이 나오면서 쓰러졌다. 그리고 일어나지 않았다. 엄마 아빠가 죽은거라고.... 내가 엄마 아빠를 죽인거라고 언니가 말했다. 그러더니 언니는 보리차를 아주 조금 마시고 바닥에 쓰러졌다. 너무 무서워서 도망쳐나왔다 내가 정말 무서운건 경이언니였다. 날 이용해서 보육원 친구들을 죽이고 엄마아빠를 죽였다. 나도 죽을지도 모른다.... 내가 남긴 이 메시지와 상자 속의 물건들을 잘 봐주길 바래. 내가 정말 그때 양부모님을 죽인 걸지도 몰라. 그런 걸 판단하기에 나는 너무 어렸어. 이 어린 악마에게 양부모님의 막대한 유산은 날개가 되어 버렸어. 선우경은 되도록 많은 사람을 조종하고 싶어하고, 죽이고 싶어하고, 또 그를 지켜보고 싶어해. 선우경은 이 장닌한 장난을 멈추지 못 해. 지금 선우경은 정말 큰 장난을 준비하고 있을거야. 너희들만이 선우경의 최악의 장난을 멈출 수 있어. 그때, 아래에서 비명 소리가 들렸다. 가면을 쓴 남자 2명이 가면 인간을 강제로 차에 태울려 하고 있었다. 가면 인간이 저항하면서 가면이 벗겨졌다. 얼굴에 큰 점이 있었다. 출연진들이 납치를 막기 위해 달려갔지만 이미 늦었다. 시점이 과거로 벌어졌다. 학교 옥상에 가면 인간과 공예림이 서 있었다. 가면 인간은 공예림에게 출연진들이 본 것과 같은 빨간색 상자를 주었다. 공예림은 '이게 뭐에요?'라고 물었다. |                    |                  |
| 07 | "여고추리반2 07회" | 2022년 2월 11일  |
| 출연진들은 교문 안으로 들어갔다. 교문 안으로 들어가자 대박사건24시 용승남 PD에게 전화가 왔다. 용승남 PD는 태평면 농약 살인 사건 용의자들의 자식들의 이름을 알았다며, 공두식, 이옥순 부부는 공지철, 공예림, 이기남, 김미숙 부부는 이아란, 박광기, 김영희 부부의 자녀는 박지우라고 했다. 그러고서 다른 사람이 용승남 PD에게 말을 걸어 길을 물어봤다. 용승남 PD는 이 동네 사람이 아니라서 잘 모르겠다고 했으며, 그 순간 용승남 PD가 폭행을 당한 소리가 났다. 출연진들은 반으로 들어갔다. 반의 분위기가 좋지 않았으며, 신지우 학생은 오지 않았다. 02학년 02반 학생들은 출연진들을 무시했다. 잠시 후 이두근 교사가 들어왔다. 이두근 교사는 대박사건24시 PD에게 급식창고라는 전교생이 다 들어온 익명 커뮤니티가 있다는 것을 들었다며, 우리들은 오직 너네들만 생각하는데 너네들은 선생님들을 골탕먹일 생각을 하냐며 분노했다. 뒤이어 이두근 교사가 급식창고에 대해 회의해야 하니까 자습하고 학부모 상담하는 날이니 알아서 교무실로 오라고 말했다. 이두근 교사가 나가고 학생들은 급식창고가 밝혀진 것에 대해 충격적이라고 말했다. 출연진들이 다가가자 학생들은 무시했다. 박지윤은 추리반 동아리실로 가기 위해 나가면서 오늘 몸 조심하라고 당부했다. 별관 앞에 사진반 학생이 '올해의 동아리' 포스터에 각 동아리 폴라로이드 사진을 붙이고 있었다. 사진반 학생 중에는 할로윈 파티 사진을 준 학생이 있어서 말을 걸어봤지만 무시했다. 박지윤은 전따당하고 있다고 말했다. 출연진들은 반으로 들어갔다. 추리반 동아리실에서 휴대 전화를 본 재재가 어제 이베쓴 한의원 한익준 한의사에게 보낸 '혹시 저희가 다녀간 날 이후로 검은사슴뿔버섯을 찾으러 온 사람이 있었냐'는 문자에 답장이 왔다고 말했다. 한익준 한의사는 찾으러 온 사람은 없었지만 검은사슴뿔버섯을 알려준 대만의 한의사에게 물어본 결과 자기에게 온 사람이 찾아왔다며 그 사람의 전화 번호를 알려주었다. 출연진들은 이 사람에게 전화를 걸기로 결정했다. 어떻게 말할지를 결정할려고 했다. 장도연이 '지난번에 저희에게 그거 가져가셨죠? 저희가 그람수를 잘못 맞추어가지고, 성함이 그때 뭐라고 하셨더라?'라고 말하기로 결정했다. 전화를 걸었다. 그 사람이 전화를 받았다. 그 사람은 '여보세요'라고 말했다. 장도연이 '예 사장님 여기 한의원인데요 얼마전에'까지 말하고 다른 사람의 목소리가 들렸다. 그 목소리는 이두근 교사였다. 출연진들은 그 사람이 지금 교무실에 있는 것으로 확신하고 교무실로 달려갔다. 교무실에는 탈모가 온 중년 남성과 이두근 교사가 나와 있었다. 곧이어 학생이 나왔다. 잘 보이지는 않았지만, 이두근 교사와 그 남성이 악수를 했고, 이두근 교사가 '우리 영선이 학교생활 잘하고 있으니까 걱정하지 않으셔도 됩니다.'라고 말했다. 출연진들은 이 모습을 사진으로 촬영했다. 출연진들은 구영선의 아버지가 구영선의 귓속말을 듣기 위해 고개를 숙였고 구영선의 아버지가 '예 알겠습니다.'라고 말하는 것을 보았다. 출연진들은 돌아갈려다가 이두근 교사에게 걸렸다. 이두근 교사는 자습 시간인데 뭐하냐고 말했으며, 재재가 배가 아프다고 말했다. 이두근 교사는 신지우 학생이 돌아왔냐고 말했고 출연진들은 아직 돌아오지 않았다고 말했다. 이두근 교사는 신지우 학생의 부모님에게 연락해보니 어제 집에 안 들어왔다는 소식을 전했다. 출연진들은 어제 교실로 들어간 거가 우리가 본 마지막이라고 말했다. 출연진들은 02학년 02반 교실로 들어갔다. 도미림 학생이 '근데 우리 급식창고 얘기해야하는거 아니야?'라고 말했고 곧이어 '우리끼리' 밖에서 얘기할 것이며 다른 반 애들까지 부르는 것으로 결정되었다. 02학년 02반 학생들은 밖으로 나갔다. 출연진들은 구영선 학생의 자리를 뒤져보았다. 사물함에는 특별히 단서가 될 것들이 없었다. 그러나 가방에서는 가면 인간의 가면이 발견되었고, 추가적으로 공예림 학생이 오빠 공지철에게 보내려던 편지가 발견되었다. 그 편지는 경이 언니가 급식창고의 실질적 주동자여서 이제 아무도 못 믿겠다, 언론에 제보할 것이며 할 말이 너무 많아서 보내지는 못하고 휴가 나왔을 때 알려주겠다는 내용이었다. 구영선 학생은 진실이 퍼지는 것을 막기 위해 공예림 학생의 편지를 빼앗은 것이었다. 출연진들은 선우경, 렛미모가 최예나가 믿고 의지했던 구영선 학생이라는 사실에 놀랐다. 또한 구영선 학생이 신지우 학생을 렛미모로 출연진들이 생각하기 위해 신지우 학생의 컴퓨터 카카오톡의 렛미모 계정으로 로그인하고 사물함에 휴대용 카메라를 숨긴 것이라고 확신했으며, 렛미모가 신지우 학생이라고 확신하기 위해 출연진들을 강퇴시키고 최예나를 통해 컴퓨터실로 가게 만들었다는 치밀함에 놀랐다. 출연진들은 새롭게 알게 된 사실을 정리하기 위해 추리반 동아리실로 이동했다. 비밀 게시판을 수정했다. 그때 밖에서 누군가가 문을 두들겼다. 문을 두들긴 사람은 추리반 담당 오대양 교사였다. 오대양 교사는 들어오며 치질 때문에 그동안 신경을 쓰지 못해서 미안하다고 말했다. 오늘 회의에서 들었는데 급식창고라는 커뮤니티가 문제라는데 혹시 아는 것이 있나며, 출연진들이 교사들 앞에서 급식창고에 대해 발표할 수 있는지 물었다. 출연진들이 고민하다가 발표하기로 결정했다. 자신들이 추리한 내용을 다 들려주었고, 발표 준비를 했다. 발표 준비를 다 하고 출연진들은 03층 다목적실로 이동했다. 다목적실에는 신선학 교장, 조정숙 교감, 다른 교사들, 이 형사가 있었다. 박지윤의 주도로 발표를 시작했다. 1. 급식창고 : 반정희 반장을 통해 급식창고에 가입했다. 급식창고 안에서는 한명의 주동자 렛미모가 학생들이 교사들에게 반감을 가지도록 유도하고 있었다. 1.2. 렛미모가 신임을 받게 된 계기는 태평여자고등학교 불법 촬영 사건을 조작해서 신임을 얻었다. 단순히 카메라가 있는지 확인하러 가셨던 태평여자고등학교 당직 기사— 행정실 직원이 몰래 카메라범인 것처럼 카메라를 설치했다. → 교사들에 의해 신선학 교장은 조카, 사촌이 없다는 것이 알려졌다. 2. 렛미모는 이를 이용해서 무엇을 했는가? 바로 태평여자고등학교 식중독 사건과 태평여자고등학교 초상화 낙서 사건이다. 3. 그렇다면 렛미모의 실명은 무엇인가? 선우경이다. 태평면 농약 살인 사건의 피해자였던 선우영재 부부의 입양한 두 딸 중 장녀가 선우경이다. 선우경은 그 당시 부모님과 함께 병원에 있었다. 4. 왜 선우경이 렛미모인가? 우선 공예림 학생이 오빠 공지철에게 보낸 편지를 보자. 이 편지에서 실질적 리더의 이름이 '경이'라는 것을 알 수 있다. 5. 또 추가적으로 태평면 농약 살인 사건 당시 용의자로 재학된 3쌍의 부부의 자녀들은 각각 공예림, 이아란, 신지우이다. 공예림은 공예림 토막 살인 사건, 저수지에서 사망했고, 이아란 학생은 이아란 체포 사건, 검찰에서 조사를 받다가 사망했다. 이 조사에서 이아란 학생이 선우경이 시켰다고 말했다. 6. 이아란 학생의 조사 영상을 보자. 이 영상에 나왔던 남성을 이두근 교사은 아실 것이다. (이두근 교사 : (영상을 확인하며) 아니 이분은 영선이 아버지인데?) 7. 맞다. 선우경은 구영선이다. 한 가지 수상한 점은 구영선의 아버지가 구영선을 대하는 태도가 부녀 관계가 아닌 상하 관계로 보였다.(구영선의 아버지가 구영선의 귓속말을 듣고 예 알겠습니다 하는 장면을 재연했다.) 구영선의 아버지 역할을 한 사람은 이아란 학생의 조사 당시 이아란 학생에게 독극물이 묻은 휴지를 준 사무장, 검은사슴뿔버섯을 찾으러 이베쓴 한약방에 간 남자, 학교 앞 사유지에 우리가 들어가는 것을 막은 사유지 아저씨, 공예림 학생의 시신을 유기한 사람, 선우희정을 납치한 사람, 구영선 학생의 아버지 역할을 한 구영선 학생이 구매한 사람일 것이다. 8. 추가적으로, 할로윈 파티 당시 이아란 학생에게 접근해 공예림 학생을 죽이라고 명령한 '경이'가 사진에 남았다. 경이는 가면을 쓰고 있었는데 그 가면이 구영선 학생의 자리에서 나왔다. 9. 이 모든 사건을 관통하는 하나의 단어는 독극물이다. 태평면 농약 살인 사건, 태평여자고등학교 식중독 사건 뿐만 아니라 공예림학생은 독극물로 죽었고 이아란 학생도 독극물로 죽은 것으로 추정된다. 10. 최종적인 증거로, 태평면 농약 살인 사건은 메소밀이라는 독극물로 이루어졌다. 메소밀의 철자를 변경해보면 렛미모가 나온다. 또, 선우경의 철자를 변경해보면 구영선이 나온다. 11. 최종적으로 구영선의 더 큰 계획을 막아야 한다. 태평면 농약 살인 사건 당시 사라졌던 동생, 선우희정이 '선우경은 악마로 태어났으며 선우경은 지금도 더 큰 장난을 준비하고 있을 것이다.'라는 편지를 주었다. 11.1. 용의자의 딸이었던 공예림, 이아란이 사망했고, 신지우도 실종됐다. 또 저희에게 사건에 대한 정보를 알려주던 용승남 PD도 오늘 아침 습격을 받았다. 사건의 진실을 알고 있는 사람이 하나둘씩 죽거나 사라지고 있다. 발표를 들은 조정숙 교감은 빨리 신지우 학생을 찾으라고 말했다. 이 형사가 발표의 양이 너무 많아서 박지윤과 장도연이 남아서 같이 정리해달라고 부탁했다. 오대양 교사는 재재, 비비, 최예나와 같이 신지우 학생을 찾으러 나갔다. 오대양 교사, 재재, 비비, 최예나는 신지우의 동아리였던 영자신문반으로 가기 위해 엘레베이터를 탔다. 엘레베이터가 멈추었다. 학교에 사이렌이 울렸다. 학교에서 하얀 연기가 나오고 있었다. |                    |                  |
| 07 | "여고추리반 07회"  | 2022년 2월 18일  |
| 학교에 불이 나자 사람들은 혼란에 빠졌다. 계속해서 연기가 나오고 사이렌은 계속 울렸다. 그때 방탄복과 총으로 무장한 남성들이 자신들이 특공대원이라며 학교 안에 폭탄이 있으니 따라오라고 했다. 대부분의 교사, 학생들은 특공대원을 따라 학교 앞의 사유지에 있던 컨테이너에 들어갔다. 컨테이너의 문은 3중으로 되어 있었다. 모든 사람들이 컨테이너로 들어가자 특공대원은 이 안에 테러 협조자가 있을 가능성이 있어 부득이하게 이 곳으로 데려왔다고 말했다. 또 협조를 위해 휴대 전화를 수거하겠으며, 조사가 끝날 때까지 이곳에서 나갈 수 없다고 말하고 휴대 전화를 걷어갔다. 특공대원들은 밖으로 나갔고 밖에서 문이 잠겼다. 밖에서 사무장이 왔다. 특공대원들은 사무장에게 고개를 숙였으며, 엘레베이터가 고장이 나 안에 몇 명 남아있는 것 같다고 말했다. 사무장은 수고했다며 여기에 있으라고 말하고 컨테이너 밖으로 나갔다. 그 뒤 하얀색 기체가 나오더니 특공대원들이 고통스러워하며 쓰러졌다. 컨테이너에 갇힌 사람들은 혼란스러워했다. 이두근 교사는 학생들을 진정시켰지만 학생들은 진정이 되지 않았다. 그 때, 벽에 위치한 커다란 화면에 가면 인간의 얼굴이 띄워졌다. 안녕하세요! 태평여고 학생 교사 여러분 다들 여기가 어디인지 궁금하실 텐데 이 학교가 처음 지어졌을 때 만들어진 가스 실험실이에요 그 때 이루어졌던 실험의 자세한 내용은 저도 잘 모르지만 여러분과 함께 새로운 실험을 해 보려고 합니다. 실험의 주제 : 인간은 얼마나 나약하고 이기적인 존재인가? 지금 떨어진 두 개의 열쇠 중에 A라고 적힌 열쇠로 여러분의 왼쪽에 있는 자물쇠를 열어 보세요 각각 A, B라고 적힌 열쇠 두 개가 천장에서 떨어졌다. 이두근 교사가 자물쇠를 열었다. 그 안에는 3개의 철창이 있었다. 선우경이 그 안에 갇힌 사람들을 소개했다. 여기 불쌍한 세 사람이 있습니다. 자 참가 번호 1번, 급식창고의 리더 김치떠뽀끼 신지우. 선생님들을 단체로 식중독에 걸리게 한 장본인이죠. 두 번째 참가자, 이 급식창고를 취재하고 계신 방송국 PD님. 우리 태평여고 학생들을 사회적으로 매장시키려고 노력 중이시고요. 마지막은... 설명하려면 긴데, 10년 전 이 지역을 떠들썩하게 만들었던 보육원 화재 사건, 그리고 태평면 농약 살인사건의 진짜 범인입니다. 여러분에게는 선택권이 있어요. 심사숙고 하시고 단 한 명을 선택해서 철창 번호에 해당하는 버튼을 누르면, 그 사람은 저 철창 안에서 불타 죽게 됩니다. 선택되지 않은 두 명은 살 수 있어요. 제한 사간은 한 시간, 한 시간 안에 결정하세요. 그렇지 않으면 여러분은 세 명 모두 불타 죽게 만드는 거예요. 이렇게요(철창 밑에서 불길이 올라오는 영상이 화면에서 재생되었다.). 간단하죠? 한 명을 죽이면 두 명이 살고, 그 한 명을 선택하지 못하면 세 명이 모두 죽는다! 이거예요. 세 명을 다 살릴 수 있는 방법이 있긴 해요 B라고 적힌 열쇠로 여러분 오른쪽에 있는 자물쇠를 열어 보세요 이두근 교사가 자물쇠를 열었다. 작고 기다란 수조 밑에 열쇠 3개가 있었고 수조에는 투명한 액체가 있었다. 세 명을 모두 구하기 위해서는 여러분 중 한 명의 희생이 필요합니다. 방법은 간단해요. 저 작은 수조 안에 세 명을 모두 구할 수 있는 철창 열쇠가 들어 있어요. 그 철창 열쇠를 꺼내기만 하면 되는데... 물론 그 수조 안에 들어 있는 건 그냥 물은 아니예요. 피라냐 용액이라고 들어 봤나요? (피라냐 용액에 살점을 넣자 연기와 함께 녹아 없어지는 영상이 화면에 재생되었다.) 피라냐 용액은 잠깐만 여러분의 몸에 닿아도 피부는 물론 뼈까지 녹여 없애는 아주 무시무시한 액체예요. 팔을 수조 안에 집어 넣었다면 열쇠를 빨리 꺼내셔야 합니다. 피라냐 용액에 팔을 잠깐 담그면 큰 화상에 그치지만 조금만 시간이 더 지나면 팔이 아예 없어져 버릴 거예요. 다른 사람을 구하기 위해 자신을 희생해서 열쇠를 꺼낼 사람이 있을지 정말 궁금하네요. 현명한 선택하길 바래요 사람들은 어떻게 할지 토의했다. 갑자기 신선학 교장이 흥분하면서 용승남 PD를 죽이자며, 저 사람의 방송 때문에 자기 학교 평판이 떨어졌다고 말하며 버튼을 향해 돌진했다. 사람들이 신선학 교장을 막아섰고, 이두근 교사가 교장 선생님 진정하세요라고 말했다. 화학 교사 김귀리가 열쇠를 꺼낼 방법이 있을 거라면서 구리 등 철에는 녹지 않을거라고 말했다. 그러자 사람들은 도구를 찾기 시작했다. 박지윤이 스피커 쪽으로 다가갔고, 이두근 교사가 스피커를 확인해 보라고 말했다. 스피커를 분해해보니 기다란 구리선에 연결된 자석이 나왔다. 박지윤이 이걸로 열쇠를 꺼낼 수 있을지 물었고, 김귀리 교사는 구리를 감은 고무는 녹겠지만 구리는 녹지 않을 것이며 자석에 열쇠가 달라붙을 것 같다고 말했다. 박지윤과 장도연이 구리와 자석을 수조에 넣었고, 열쇠를 꺼냈다. 김귀리 교사는 열쇠를 만지려는 손길을 저지하면서 열쇠에 피라냐 용액이 묻어 있을 것이니 물이 있는 사람을 찾았다. 물로 열쇠를 씻어내고, 신지우 학생, 용승남 PD, 선우희정을 차례로 꺼냈다. 한편, 엘레베이터에 갇힌 오대양 교사, 재재, 비비, 최예나는 비상 구출 버튼을 눌렀다. 엘레베이터 회사는 곧 출동하겠다고 말했다. 오대양 교사는 자신이 폐쇄공포증이 있다면서 숨을 헐떡이며 '기록실이 이 학교가 처음 있었을때부터 있었는데 이전에 가볼려 했더니 잠겨 있었다. 신선학 교장이 그곳에 들어가는 것도 보았다. 아마도 그곳에 추리반 선배들이 조사한 내용이 있을 것이니 한 번 가 보라고 말했다. 그러면서 오대양 교사는 쓰러졌다. 잠시 후, 엘레베이터의 문이 열렸다. 당직 기사가 들어왔다. 당직 기사는 학교에 사람이 아무도 없다면서, 오대양 교사를 자기가 보건실에 데려가겠다고 말했다. 재재가 손에 들고 있는 것이 무엇이냐고 묻자 연막탄이라며 학교에 누군가가 연막탄을 터뜨렸다고 말했다. 재재, 비비, 최예나는 기록실로 달려갔으나 잠겨 있었다. 신선학 교장이 기록실에 드나들었다는 오대양 교사의 말을 토대로 교장실에 들어가서 기록실 열쇠를 개교 90주년 기념 트로피 밑에서 찾았다. 출연진들은 기록실 안으로 들어갔다. 기록실에는 학교의 이전 자료들이 너무 많아서 어디부터 봐야 할지 감을 못 잡았다. 최예나가 벽에 붙어있던 신문지를 다 뜯어냈더니 분전함이 나왔다. 분전함 안에는 학교 도면이 있었다. 학교 도면은 일제 강점기 당시 작성되어 한자로 되어있었다. 출연진들은 현재 학교 앞 컨테이너가 있는 자리가 실험실이라는 것을 알아내었다. 분전함에는 다른 쪽지도 있었는데, '天皇降伏 統制室閉鎖'였다. 읽으면 '천황항복 통제실폐쇄'로 제2차 세계대전에서 일본이 항복하였으니 통제실을 폐쇄하라는 말이었다. 설계도에 따르면 통제실은 영자신문반 뒤에 있었다. 출연진들은 영자신문반으로 갔다. 영자신문반은 안에서 잠겨있었다. 창문은 열려 있었으며, 어떻게 들어갈지 고민하다가 비비가 자신을 밟고 들어가라고 말했다. 재재가 비비를 밟고 들어가서 문을 열었다. 영자신문반에는 사무장이 흰 거품을 물고 쓰러져 있었다. 주변에는 주사기가 있었다. 출연진들은 선우경이 목적을 다 이루었으니 사무장을 살해한 것으로 확신했다. 이아란 학생이 숨어 있던 비밀 공간에는 숨겨진 통로가 있었고, 통로 안으로 들어가니 방에 누군가가 있었다. 그 방에는 모니터 4개, 노트북, 제어판, 책상, 프린터, 선반이 있었고, 선우경이 뻥튀기를 먹으며 컨테이너에 갇힌 사람들을 지켜보고 있었다. 재재, 비비, 최예나는 문에 있는 창문으로 그것을 지켜보았다. 선우경이 고개를 돌리더니 최예나와 눈이 마주쳤다. 선우경은 뻥튀기를 들고 다른 문으로 나가고 문을 잠갔다. 출연진들은 제어실로 들어갔다. 출연진들은 컨테이너에 갇힌 사람들을 꺼낼 방법을 찾았다. 재재가 노트북을 열어보더니 노트북의 계정이 '렛미모'라고 했다. 재재가 비밀번호를 렛미모라고 입력했고, 틀렸다. 단서는 '카톡' 이었다. 재재가 구영선의 카카오톡 이메일 주소를 기억해 내려고 했었고, 마지막 4개의 숫자가 자신의 출생년도라는 것을 기억해 내어 구영선의 카카오톡 이메일 주소가 fptalah2004@kakao.com 이라는 것을 기억해냈다. fptalah2004를 입력하니 잠금이 해제되었다. 컴퓨터에는 문서가 띄워져 있었다. 그곳은 작동 매뉴얼으로, '3 ~ 4개의 숫자 - 동작'의 구성이었다. 출입문 열림을 의미하는 숫자는 1001이었다. 그러나 제어판은 0, 1만 설정할 수 있는 막대가 10개로 구성되어 있었다. 어떤 명령어는 '671' 등 이 제어판에서 입력할 수 없었다. 재재가 이진법을 이용한다는 아이디어를 냈고, 휴대 전화로 이진법 변환기를 찾아내 1001를 이진법으로 변환해 제어판을 설정하고 빨간색 버튼을 눌렀다. 화면에 선우경의 메시지가 떴다. 당신이 입력한 코드는 가스 실험을 실행시키는 명령어에요. 제가 직접 하기가 너무 미안해서 망설였는데 대신 실험을 시작할 수 있게 해주셨네요! 당신이 이 실험을 실행시켰고, 저 안에 있는 사람들은 당신 때문에 죽게 될 것 같네요 ㅎㅎ 사람들을 구해냈지만 아직 문을 여는 방법을 알아내지 못했다. 박지윤이 선우경이 구영선이라며 선우경의 악행을 알려주었다. 그때, 화면에서 아래와 같은 음성이 들려왔다. 자... 이제 새로운 실험이 시작됐습니다. 실험의 주제! 절박함 속에 피어나는 인간의 악마적인 본성. 이제 5분 후면 이 실험실에는 가스가 주입될 거에요. 이 가스는 들이마시면 폐가 썩고 다발성 장기부전을 일으키는 아주 치명적인 무색무취의 기체입니다. 제가 만들었어요. 여러분들을 위해 준비된 마스크 보이시죠? (천장에 매달려 있던 마스크가 내려왔다.) 이 마스크들은 가스가 주입되고 5분이 지나면 5cm 위로 올라갑니다. 다시 5분이 지나면 또 5cm 위로 올라가구요. 이런식으로 한 시간이 지나면 60cm 정도 올라가 있겠죠? 그 때쯤이면 아마 평균 신장인 사람들은 마스크를 얼굴에 끼고 있기 어려울 거에요. 하지만... 사람들은 죽음을 목전에 두면 괴력을 발휘하고 이성을 상실하는 법이잖아요? 누군가를 쓰러트리고 그 쓰러진 사람들은 그 쓰러진 사람들을 발판 삼아 일어서 올라간다면 아마 조금이라도 더 오랫동안 살아남을 수 없을 거에요. 3분 후면 이제 가스가 주입됩니다. 행운을 빌어요, 화이팅! 화면에 5분 타이머가 나타났고 위에서 마스크가 내려왔다. 이두근 교사는 줄이 대각선이 될수록 짧아지니 최대한 밀착하라고 말했다. 학생들은 겉옷을 벗었다. 5분 타이머가 끝나고 독가스가 살포되었다. 이두근 교사가 빨리 마스크 쓰라고 말했다. 5분 타이머가 또 시작되었고, 그 타이머가 끝나자 줄이 짧아졌다. 또 5분이 지나자 줄이 짧아졌다. 반정희 학생같이 키가 작은 사람은 고통스러워했다. 재재, 비비, 최예나는 혼란스러웠다. 분명히 문을 여는 숫자를 입력했는데 실험이 시작되었다. 재재, 비비, 최예나는 제어실을 뒤졌으나, 인쇄된 책상 서랍에서 컴퓨터에 띄워진 것과 동일한 파일만 찾아냈다. 비비가 그 종이를 유심히 들여다보았다. 오른쪽 상단에 인쇄한 날짜가 있었다. 비비가 노트북의 컴퓨터의 한컴오피스 한글을 열고 CTRL + Z(작업을 취소하는 단축키이다.)를 눌렀다. 숫자들이 바뀌었다. 재재, 비비, 최예나는 선우경이 실험을 시작하기 위해 숫자를 의도적으로 바꾸었다는 사실을 알아냈다. 계속 CTRL + Z를 눌렀고, 온전한 본 숫자를 찾아냈다. 제어실에서 실험을 중단하는 명령을 내렸다. 컨테이너에서는 독가스가 더 이상 배출되지 않았다. 이두근 교사는 독가스가 다 빠지기 전까지는 마스크를 벗지 말라고 말했다. 독가스가 다 빠졌고, 제어실에서 문을 여는 명령을 내렸다. 문이 열렸다. 컨테이너에서 나오면서 특공대원들이 죽어 있는 것을 보았다. 재재, 비비, 최예나는 밖으로 나왔다. 밖에는 구급대원들이 한 사람을 구급차에 태우고 있었다. 이 형사가, 자신이 선우경을 체포하려고 다가가니 주사기로 자신을 찌르더라라고 말했다. 선우경의 시신을 태운 구급차는 천천히 태평여자고등학교를 빠져나와 아무도 없는 컴컴한 태평면을 달렸다. 재재, 비비, 최예나는 사람들이 모여있는 곳으로 달려나갔다. 박지윤, 장도연이 이들을 안아주었다. 쿠키 영상 : 선우경의 시신과 이 형사, 구급대원이 구급차에 타고 있었다. 이 형사가 눈치를 보더니 주머니에서 전기충격기를 꺼내 구급대원을 찔렀다. 시점이 과거로 돌아갔고, 이 형사가 사무장에게 전기충격기를 받는 장면을 선우경이 지켜보고 있었다. 시점이 현재로 돌아왔다. 선우경이 입에 거품을 물면서 천천히 일어났다. |                    |                  |

## 방과 후 특별수업 LIVE
- 01회, 02회 소감을 5글자로 물었다. 장도연은 '소름꺄아악', 재재는 '티빙결제해', 비비는 '완전재밌음', 최예나는 '간식좀만더', 박지윤은 '정종연내꺼'로 대답했다.
- 여고추리반에게 무엇이든 물어보세요. : 가장 많이 들어온 질문들을 진행했다. 문답 내용은 아래와 같다.

5위 : Q : 여고추리반 멤버들의 취향 - 피자호빵 VS 팥호빵 VS 야채호빵, 하와이안 피자 VS 페퍼로니 피자
4위 : Q : 예상 성격과 실제 성격이 가장 닮은 멤버는?
A : 비비
3위 : Q : 제일 웃겼을 때는?
A : 장도연 - 민정음이 코미디빅리그에 출연하는 김두영 개그맨인데 같이 일하는 동료가 나오니까 웃겼다.
2위 : Q : 대본인가요?
A : 아니요.
1위 : 멤버별 질문 - 최예나 : Q - 총 먹은 마이쮸의 갯수는? 마이쮸 취향은? 새로 물든 간식은?
A - 머리가 안돌아갈때는 단게 땅기니까 언니들 드리겠다고 많이 챙겼는데 어쩌다 보니 내가 가장 많이 먹게 되었다. 사과맛 마이쮸밖에 없다.
비비 : Q : 빠따를 들고 가는 등 센 주먹 캐릭터를 잡았는데 학창시절에 어떤 학생이었나요?
A : 약간 찌질이었다.
재재 : Q : 구령대 구멍에 손 넣는거 안 무셔우셨나요? 직장인은 무서울 것이 없다는 것인가요? 평소 공포영화 잘 보시나요?
A : 부장님이나 사장님 만나서 악수하는 것보다 훨씬 나았다. 공포영화나 귀신은 무서워하는 편이다.
장도연 : Q : 미추리에서 추리하여서 1000만원을 받으셨는데 추리 실력은 10점 만점에 몇점이신가요?
A : 미추리 때는 운이 좋았다. 현지 추리 실력은 10점 만점에 1점이다.
박지윤: Q : 지윤언니 교복 진짜 21년만인가요? 제 기억에는 2017년에 본 것 같은데요.
A : 2017년에 다른 추리 예능에서 한 번 입었다.
Q : 18살의 박지윤으로 돌아가서 매점 빵 평생 무료 제공 VS 학교의 숨겨진 비밀 알아내기
A : 18살의 박지윤이라면 학교의 숨겨진 비밀을 알아냈었겠지만 지금은 너무 때가 탔으므로 빵 평생 무료를 택하겠다. 빵 평생 무료는 그 무엇과도 바꿀 수 없는 것이다.
- 채팅창에 올라온 소원 중 하나를 들어주기로 했다. 전체로 하트 그리기, 비비는 비누 한소절 부르기, 최예나는 Panorama 한소절 부르기를 하였다.
- 많은 시청을 유도하기 위한 03, 04회 스포를 한 문장씩 하였다. 내용은 아래와 같다.

박지윤 : 너무 무섭다.
장도연 : 한 인물이 있는데, 이 사람에 대한 반전이 엄청나다.
재재 : 우리가 추리반에 어떻게 들어가는지 봐줘.
비비 : 사건이 빙산의 일각이다. 미친 일들이 막 드러난다.
최예나 : 엄청 무서운 무언가가 나올 것이다.
출처 : TVING (2021년 2월 3일). “[여고추리반] 방과 후 특별수업 LIVE 풀버전”. 《YouTube》. 2021년 2월 4일에 확인함.

## 평가

### 시즌 1
- 남지우 칼럼리스트는 여고추리반이 참신하다며, 반말을 사용하면서 생기는 편안한 분위기는 출연진의 매력을 끌어올린다고 평가했다.[124]
- 정석희 칼럼리스트는 여고추리반에서의 사람의 관계와 심리가 읽히는 느낌이 좋다고 평가했다. 또 억지로 웃기려고 하지 않다는 것이 신선하다고도 말했다.[124]
- 이승한 기자는 여고추리반에서의 멤버 밸런스가 잘 맞아 ‘삐걱대지 않고 안정적이다.’고 평가했다. 다만 여고추리반이 꼭 티빙에서만 방송해야 하는 이유는 보이지 않는다고 말했다.[124]
- 여성신문은 여고추리반이 여성에게 저마다 다양한 스펙트럼을 가진 여성일지라도, 여성으로서 겪는 공통의 경험이 여성들의 연대를 이끌어낼 가능성과 그 힘, 힘을 합쳐 사건을 해결하고 친구들을 구하는 소녀들의 강인한 모습으로 평범함 속에 감춰진 비범한 히어로가 있다는 것을 보여준다고 평가했다. 그리고 기존 매체에서 여성에게 보여줬던 '민폐' 캐릭터가 아닌 스스로 문제를 해결하는 캐릭터를 보여준 것이 좋다고 평가했다.[125]

## 굿즈
2021년 2월 16일, 3월 초에 여고추리반 굿즈가 판매된다고 티빙몰 트위터가 발표했다.
2021년 2월 25일, 티빙몰 트위터에서 ‘여고추리반 굿즈 이벤트위해 정종연 PD 싸인이 있는 엽서를 공수했다.’는 내용의 트윗이 올라왔다.
2021년 3월 2일, 티빙몰 홈페이지에 여고추리반 첫번째 굿즈로 여고추리반 새라여고 뱃지가 올라왔다. 이어 다음에 공개될 굿즈에 대한 힌트도 공개되었는데, ‘👃🌧🧛🔟🚑’였다.
2021년 3월 6일, 티빙몰에 두번째 굿즈로 여고추리반 마스크가 공개되었다.
2021년 3월 12일, 티빙몰 트위터에 힌트를 보고 다음 굿즈를 DM으로 보내면 맞힌 사람 중 추첨을 통해 여고추리반 엽서 세트를 증정하는 이벤트가 있다는 트윗이 올라왔다.
2021년 3월 18일, 티빙몰에 세번째 굿즈로 모트모트가 제작한 여고추리반 노트와 미스테리 스티커가 공개되었다. 2021년 3월 20일에는 모트모트 노트를 구입하면 같이 들어있는 입부안내문의 비밀을 티빙몰 트위터 DM으로 보내면 추첨을 통해 새라여고 가디건, 친필사인 엽서SET, 새라여고 뱃지를 각각 1명, 5명, 5명에게 증정하는 이벤트가 공개되었다.

## 팬아트
https://www.instagram.com/p/CLhdojWHVEg
https://www.instagram.com/p/CKrOZeIn0NO
https://www.instagram.com/p/CKqrNJcA6sG
https://twitter.com/taemin_o0o/status/1366983117957779456
https://www.instagram.com/p/CKokVABho3C
https://mobile.twitter.com/Gentoo_G/status/1355446889575927811
https://twitter.com/bbabba_92/status/1365486106293149697
https://twitter.com/Drops_0_Jupiter/status/1368453695537442816
https://twitter.com/bbabba_92/status/1356162117548732416
https://twitter.com/8bitpin9p0n9/status/1355314323699036165
https://www.instagram.com/p/CMZGxhWMtVe
https://www.instagram.com/p/CMCkIT3AxIg
https://twitter.com/383_0428/status/1360679213162926083
https://twitter.com/skrdbtz/status/1360635287357911046
https://www.instagram.com/p/CMJyCexHtau
https://www.instagram.com/p/CL4LdvkntMJ
https://www.instagram.com/p/CLPelo-sh6h
https://twitter.com/Ddakdduk2/status/1365295033692286979
https://www.instagram.com/p/CLhGr8iH7V9
https://www.instagram.com/p/CMZGaqnshJj
https://www.instagram.com/p/CMZnhfKMr32

## 수상 목록
- 2024년 제3회 청룡 시리즈 어워즈 티르티르 인기스타상 (박지윤)
- 2024년 제3회 청룡 시리즈 어워즈 여자예능인상 (장도연)